# Pont
Vous lisez un « article de qualité » labellisé en 2010.
Pour les articles homonymes, voir Pont (homonymie).

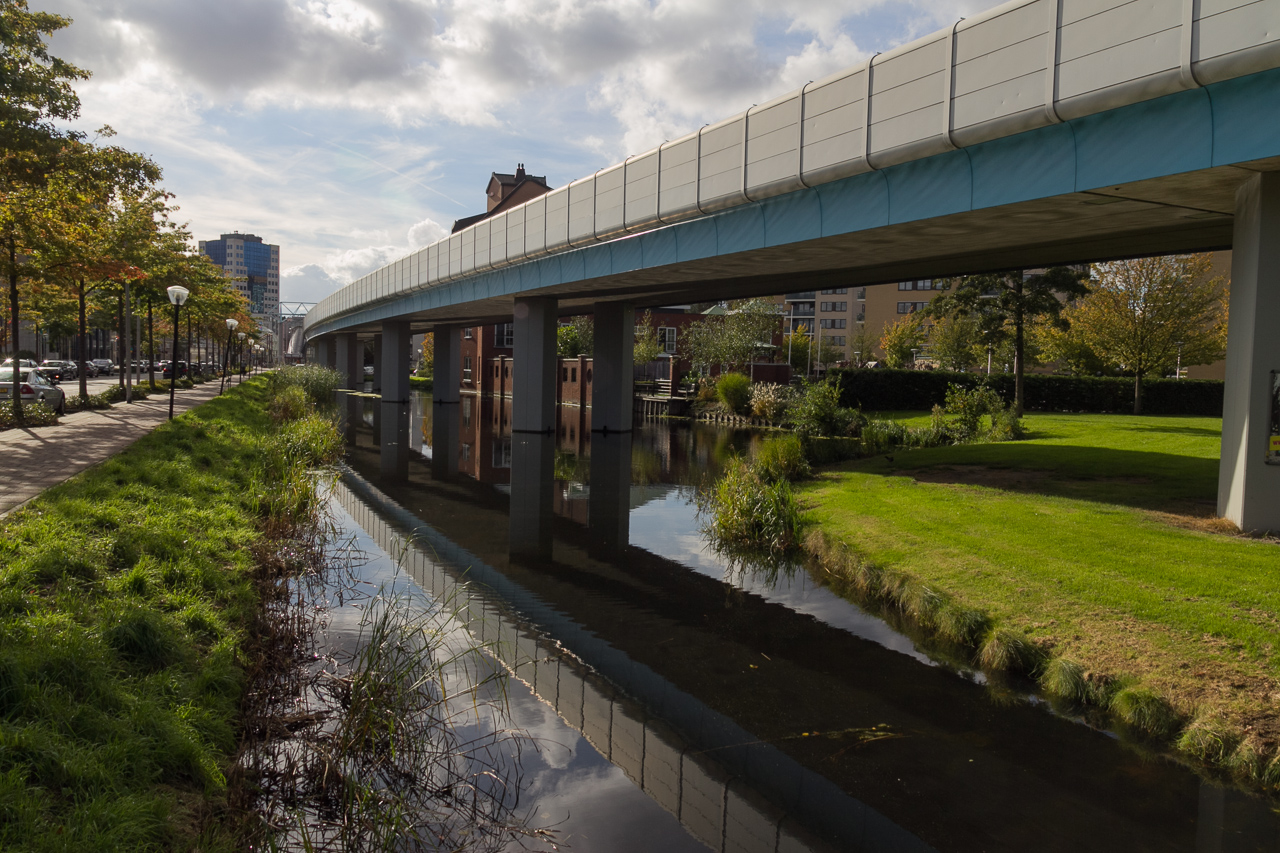
Pont permettant le passage de la ligne C du métro de Rotterdam, à Capelle-sur-l'Yssel (Pays-Bas).

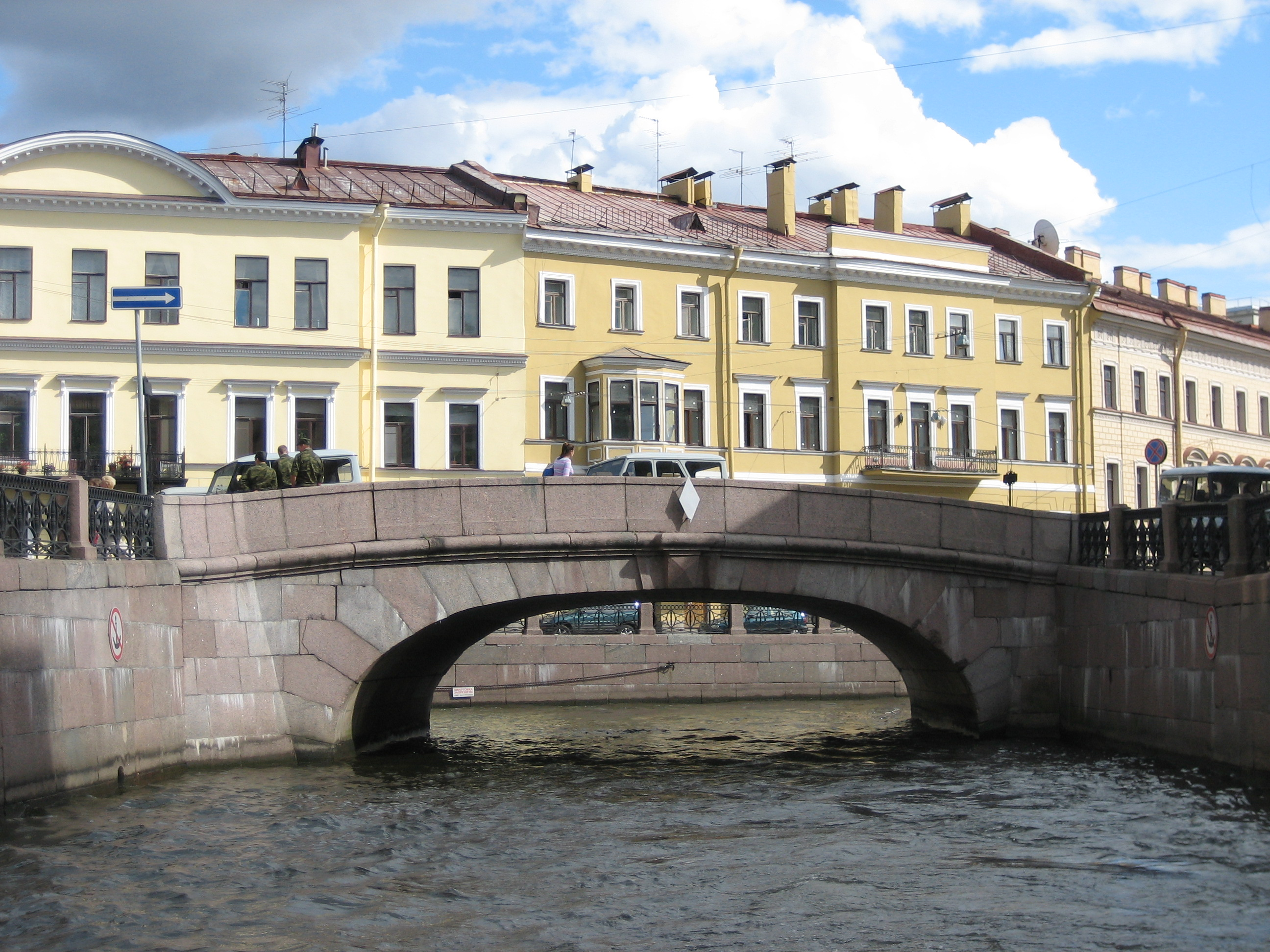
Pont sur la rivière Moyka à Saint-Pétersbourg, Russie.

Un pont est un ouvrage d'art qui permet de franchir un obstacle naturel ou artificiel (dépression, cours d'eau, voie de communication, vallée, ravin, canyon) en passant par-dessus. Le franchissement supporte le passage d'humains et de véhicules dans le cas d'un pont routier, ou d'eau dans le cas d'un aqueduc. On désigne également comme écoduc ou écopont (par exemple : les écuroducs), des passages construits ou « réservés » dans un milieu aménagé, pour permettre aux espèces animales, végétales, fongiques, etc. de traverser des obstacles construits par l'être humain ou résultant de ses activités.
Les ponts font partie de la famille des ouvrages d'art. Leur construction relève du génie civil.

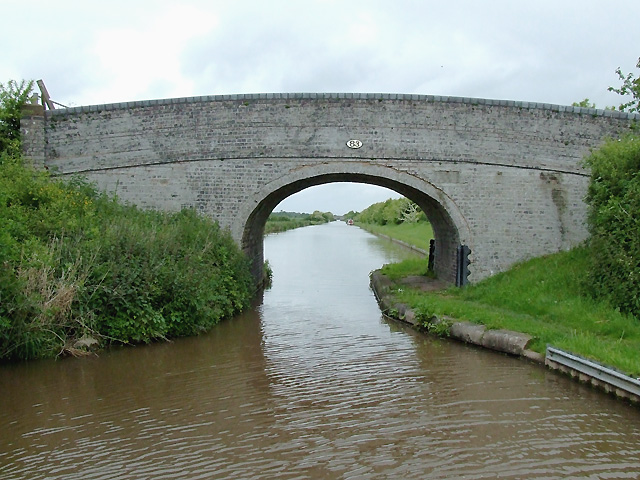
Pont en pierre près d’Audlem, dans le Cheshire (Royaume-Uni).

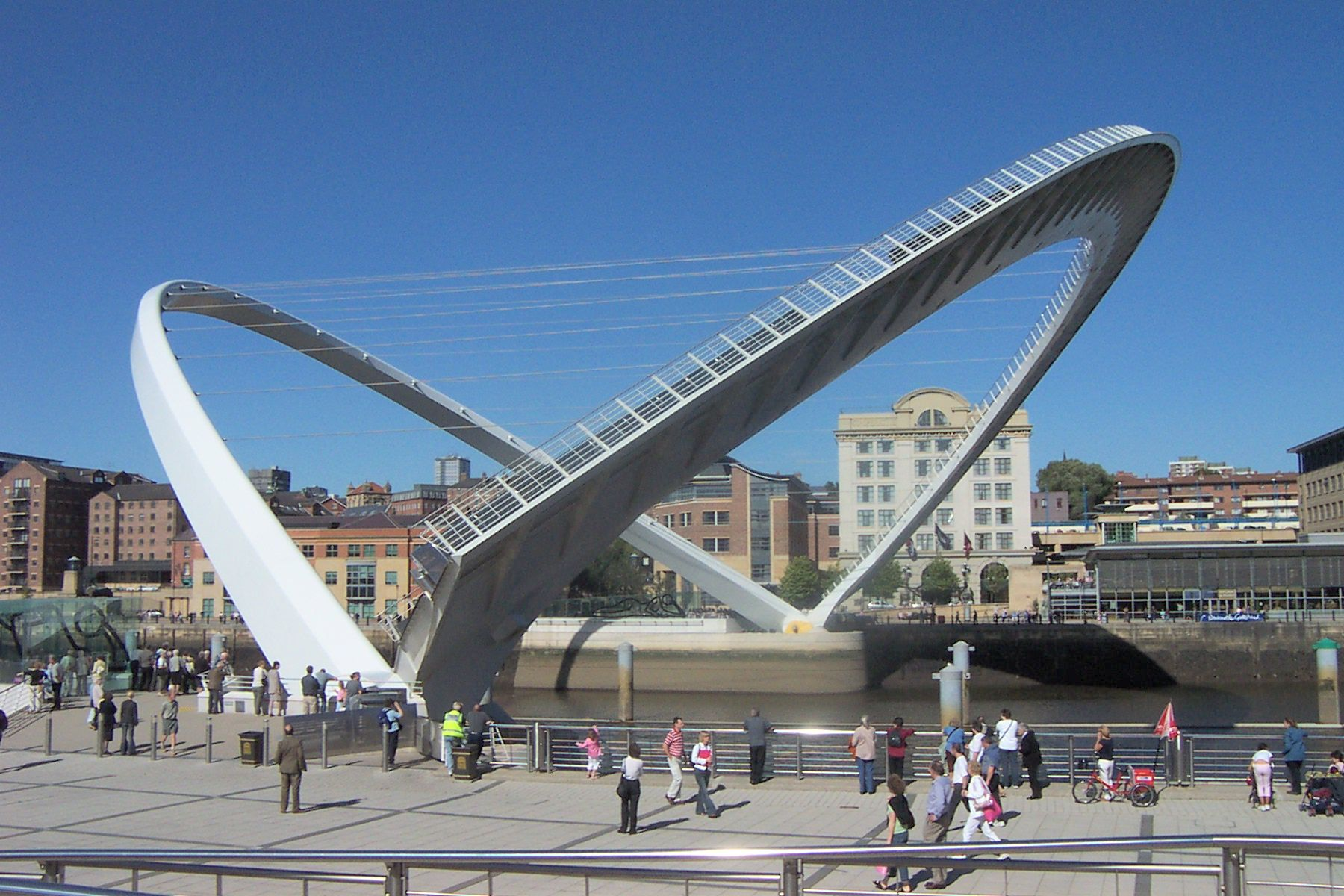
Gateshead Millennium Bridge de Gateshead (Angleterre), pont rotatif pour piétons et vélos inauguré en 2001.

En Europe, leur évolution technologique a connu deux périodes : la période romaine et la période contemporaine. L'Empire romain (majeure partie de l'Europe) maîtrisait la construction du pont en arc en plein cintre, en pierre. Après la magnificence de la période romaine, l'aura des ponts s'atténue ; le pont devient alors un ouvrage d'artisan, construit par reproduction de modèles et de méthodes éprouvés.
Avec les progrès dans la connaissance des sciences physiques et dans celle des matériaux, le pont redevient un ouvrage d'art grâce aux ingénieurs. Pendant plus de 2 000 ans, la conception des ponts a peu évolué. Puis avec la révolution industrielle, l'accroissement des échanges commerciaux a nécessité le développement des chemins de fer, de routes et de ponts ; parallèlement, les connaissances théoriques ont fait des progrès considérables.
Depuis environ 200 ans, les ponts en acier, les ponts en béton armé puis en précontraint, les ponts suspendus de grandes portées et les ponts à haubans ont été rendus possibles par l'introduction de l'acier. Les architectes, avec des contraintes techniques aux limites repoussées, peuvent aujourd'hui laisser libre cours à leur imagination pour créer au sens propre des ouvrages « d'art ».
Parallèlement à cette évolution, le pont est perçu dans les contes, la littérature et les expressions populaires, d'abord sur un plan symbolique. Il est pris comme sujet principal dans les arts plutôt tardivement. Peut-être cité à ce propos l'œuvre Trois symboles d'Eileen Agar, peinture de 1930 représentant un pont d'Eiffel « symbole de la modernité ».
La forme des ponts dépend en partie du matériau disponible (jusqu’au XXIe siècle : la pierre et l’acier). De nouveaux matériaux sont apparus alors que les méthodes et moyens de calculs évoluaient. Des prototypes ont utilisé un béton hautes performances dont la résistance à la compression atteint 200 MPa. Des ponts en matériaux composites, assemblages de résines et de fibres de carbone, pouvant résister à des efforts intenses, permettent des formes nouvelles susceptibles encore d'évoluer.
Cinq classes de ponts sont définies selon leur structure : les ponts voûtés, les ponts à poutres, les ponts en arc, les ponts suspendus et les ponts haubanés. Des critères spécifiques conduisent pour chacune de ces classes à définir un type qui lui est propre. Le matériau utilisé est un des critères de différenciation commun à l’ensemble des classes. La conception, la construction, la surveillance et l'entretien diffèrent selon le matériau. Chaque type de pont est adapté à une plage de portée, les ponts suspendus permettant les plus grandes portées. En 2018, le plus long pont maritime du monde relie Hong Kong et Macao à la Chine sur 55 kilomètres, ayant mobilisé un million de mètres cubes de béton et 420 000 t d'acier.
Enfin, on trouve quelques rares cas d'arches naturelles qui sont utilisées comme des ponts ; c'est notamment le cas du pont de Dieu, en Roumanie, sur lequel passe une route nationale.

## Terminologie

Schéma d'un pont à poutres droites.

Un pont comprend trois parties distinctes :
- le tablier, structure sur laquelle se fait le déplacement à niveau ou avec une pente suffisamment faible pour être admissible par des piétons, des animaux ou des véhicules (automobiles, trains, avions, etc.) entre ses deux extrémités. Le tablier comprend une ou des travées qui sont des parties du pont comprises entre les piles ou entre une pile et une culée. Dans le cas des ponts suspendus et des ponts à haubans, le tablier est soutenu par des suspentes ou des haubans accrochés à des pylônes ;
- les appuis qui supportent le tablier : culées aux deux extrémités et piles intermédiaires ou piles-culées si le tablier n'est pas continu ;
- les fondations qui permettent la transmission des efforts de l'ouvrage au terrain.

Le schéma ci-contre représente un pont à poutre droite continue sur appui. Les définitions complémentaires suivantes peuvent être données :
- l'ouverture est l'espace libre entre les piles ;
- l'ouverture totale est la distance entre murs droits (piédroits) des culées ;
- le tirant d'air est la hauteur libre sous l'ouvrage ;
- le gabarit de navigation est l'espace libre nécessaire au passage sous ou sur l'ouvrage.

## Classification

Schéma des trois grandes classes de ponts suivant l'action exercée sur les culées :
1 : ponts à câbles, suspendus ou à haubans (traction) ;
2 : ponts à poutres (compression verticale) ;
3 : ponts en arc (compression oblique).

### Classification selon la structure

#### Cinq classes
De l’analyse de l'anatomie de l'ensemble des structures dans le monde, il ressort qu’il y a fondamentalement trois types d'éléments structurants : ceux qui transfèrent les forces axialement, par flexion ou par courbure. Une membrure dans un treillis est un élément transférant axialement les efforts, une poutre est un élément de flexion et les arcs des ponts en arc ou les câbles des ponts suspendus sont des éléments de courbure. Chaque structure est une combinaison de ces trois types d'éléments. Certains éléments peuvent avoir un type comme fonction principale et l'autre comme secondaire, comme le tablier d'un pont à haubans. Il agit avant tout comme un élément de transmission de force axiale puisqu’il transmet des efforts aux haubans, mais les efforts des charges portées induisent également une déformation de cet élément par flexion.
Selon la nature des efforts transmis aux appuis ou aux culées, on peut classer les ponts en trois catégories :
- les ponts à câbles, présentant une composante horizontale de traction ;
- les ponts à poutres, exerçant une action verticale de compression sur leurs appuis ;
- les ponts en arc, présentant une composante oblique de compression tendant à éloigner la culée[4].

Une autre approche (selon la nature des efforts dans l'élément structurel porteur) conduit à classer les ponts en cinq catégories :
- ponts voûtés et ponts en arc : efforts de compression ;
- ponts à poutres : efforts de flexion ;
- ponts à haubans et ponts suspendus : efforts de traction.

L'élément porteur est souvent facilement identifiable (poutre, arc ou câble), mais il existe des ouvrages où les efforts peuvent se répartir entre plusieurs éléments porteurs appartenant à des classes différents. Il s'agit alors de structures composées. La passerelle des Arts à Paris par exemple est ainsi à la fois un pont en arc et un pont en poutre. Le pont de Lézardrieux dans sa version de 1925 était un pont suspendu rigidifié par des haubans.

Pont à voûtes
Pont à poutres
Pont en arc
Pont à haubans
Pont suspendu

#### Pont voûté

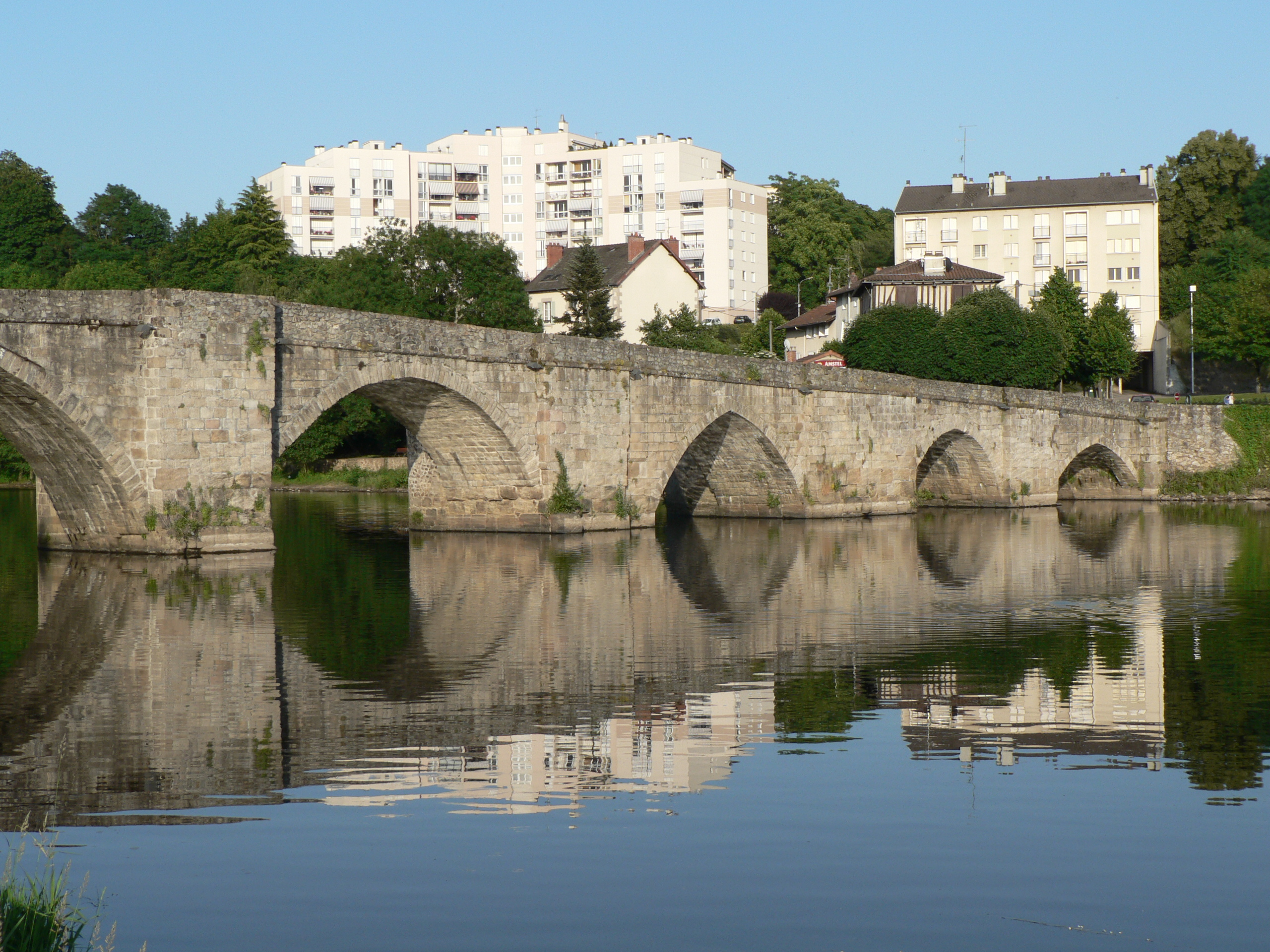
Exemple de pont voûté en maçonnerie : le pont Saint-Martial à Limoges en France.

Les ponts voûtés sont des ponts appartenant à la classe des ponts en arc. Ils ont été construits en pierre pendant plus de 2 000 ans, ce qui leur a valu la dénomination usuelle de ponts en maçonnerie. Puis le béton armé a supplanté la pierre, mais rapidement les ponts métalliques, autorisant des plus grandes portées, ont remplacé les ponts voûtés qui ne sont restés cantonnés qu’aux faibles portées.
Plusieurs critères peuvent différencier les ponts voûtés : la forme de la voûte, le type d’appareillage de la voûte, le type d’avant-bec ou d’arrière-bec. Ainsi la voûte peut être en plein cintre (demi-cercle parfait), en arc de cercle (segment d’arc), en ogive, en anse de panier ou en ellipse. L’appareil de la voûte, c'est-à-dire le mode de construction de la voûte, peut être en pleine épaisseur, à plusieurs rouleaux, par redents, à anneaux juxtaposés. Les becs peuvent être triangulaires, en amande, rectangulaires, ou circulaires.
Les ponts voûtés couvrent les portées de 2 à 100 mètres. Pour les très petites portées, les ponceaux voûtés massifs et en plein cintre, essentiellement employés comme ouvrages de décharge hydraulique, sont des ouvrages plutôt rustiques, mais ils constituent une solution simple et robuste. Des ouvrages en voûte mince, constitués d'éléments préfabriqués en béton ou métalliques, sont souvent employés pour des ouvrages courants jusqu'à 9 mètres d'ouverture à condition que la hauteur de couverture du remblai reste inférieure à 7 mètres et que le rapport de leur hauteur à leur ouverture soit compris entre 0,6 et 1. Au-delà des ouvrages utilisés actuellement dans le domaine des ponts en arc sont en béton armé.
Le plus grand pont du Moyen Âge a été celui de Trezzo, en Italie, construit en 1377, dont l'ouverture de 72 mètres dépassait largement tout ce qui avait été fait jusque-là. Il a été détruit au cours d'une guerre locale en 1416. Le pont de Vieille-Brioude sur l'Allier, en France, avec ses 54 mètres d'ouverture, est alors devenu, pour plus de quatre siècles, la plus grande voûte du monde. Il s'est effondré en 1822, par défaut d'entretien.
Au XXe siècle, le plus grand pont en maçonnerie construit en Occident est le pont du Syratal à Plauen qui présente une portée de 90 mètres. Il dépasse de 5 mètres le pont Adolphe, dit pont de Séjourné, construit sous le règne du Grand-Duc Adolphe et mis en service en 1903. L’arrivée de nouvelles techniques de construction utilisant l’acier, comme les ponts suspendus ou les ponts en béton armé, sonne brutalement la fin de la construction des ponts en maçonnerie dans le monde occidental.
En Chine, des ponts en maçonnerie de grande portée ont encore été construits au XXe siècle. Le record absolu est atteint en juillet 2000 avec le pont de Dahne, sur l'autoroute de Jin-Jiao, dans la province de Shanxi en Chine avec une portée de 146 mètres,.

#### Pont à poutres

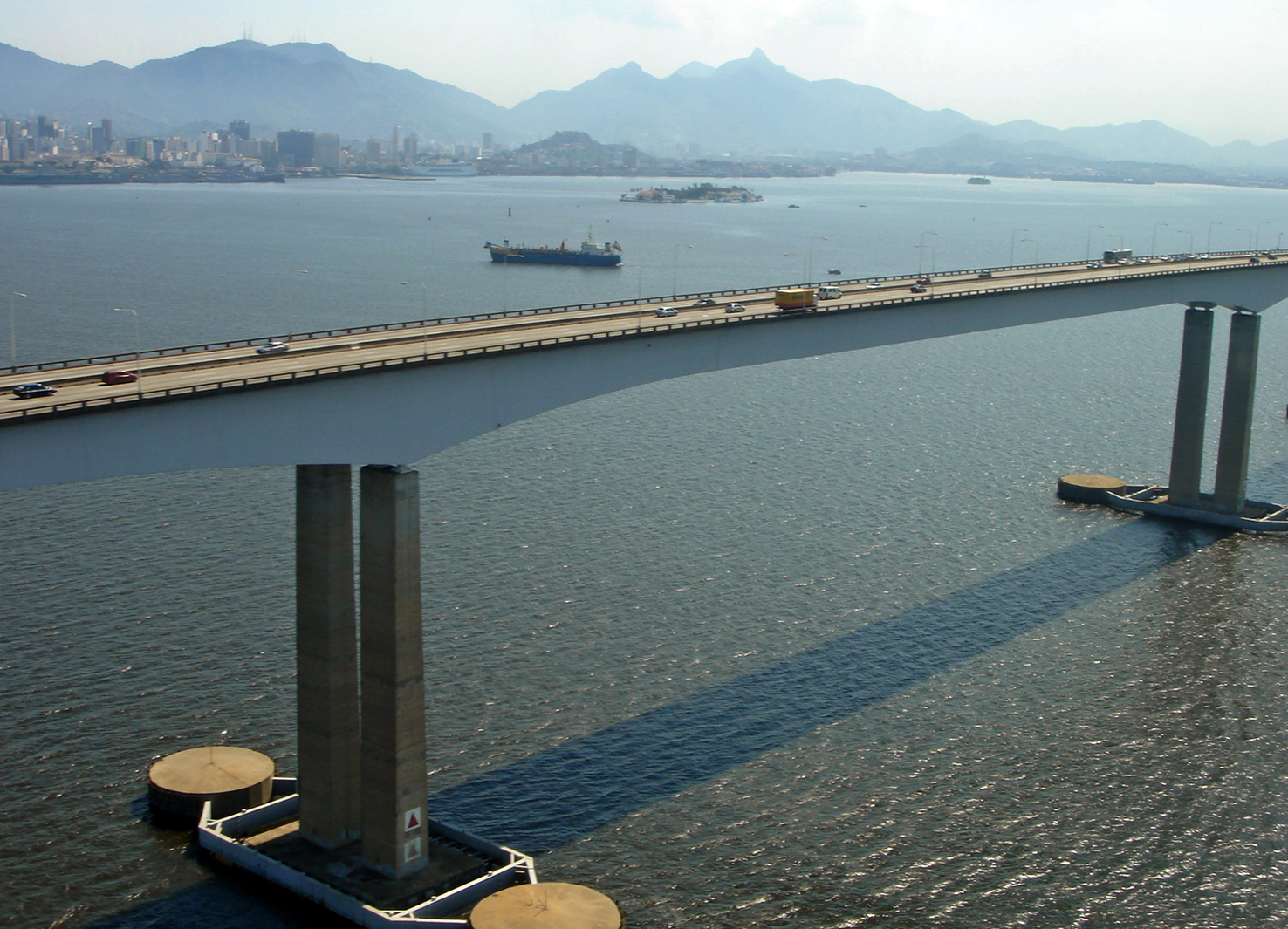
Le pont Rio-Niterói à Rio de Janeiro est un pont à poutres métalliques.

Les ponts à poutres désignent tous les ponts dont l’organe porteur est une ou plusieurs poutres droites. Ils n’exercent qu’une réaction verticale sur leurs appuis intermédiaires ou d’extrémités et les efforts engendrés dans la structure sont principalement des efforts de flexion. Deux critères permettent de différencier les poutres : la forme ou le matériau, le croisement des deux permettant de déterminer un grand nombre de poutres. Il existe quatre formes de poutres : les poutres à âmes pleines, les poutres caissons, les poutres treillis et les poutres bow-strings. Le matériau de constitution de la ou des poutres peut être le métal, le béton armé, le béton précontraint, le bois ou, plus récemment, des matériaux composites. Parmi les ponts à poutres en bois, les ponts couverts forment une particularité puisqu'une ossature en bois et un toit recouvrent entièrement l'ouvrage. Apparus au XIIe siècle, en Europe, principalement en Suisse, ainsi qu'en Asie, ils se sont essentiellement développés aux États-Unis et au Canada au XIXe siècle.
Les poutres métalliques peuvent être positionnées sous la chaussée ou de part et d'autre de celle-ci. Les poutres à âme pleine sont actuellement les plus utilisées car leur fabrication est relativement aisée. Les poutres caissons ont une meilleure résistance à la torsion que les poutres à âme pleine. Les poutres en treillis, constituées de barres métalliques horizontales, verticales ou obliques, appelées membrures, étaient très utilisées au XIXe siècle ou pour les ponts-rails. Elles ne sont aujourd’hui utilisées que lorsque les contraintes constructives ne permettent pas de mettre en place des poutres sous chaussée. Les poutres bow-strings ne doivent pas être confondues avec les poutres en treillis de hauteur variable. Extérieurement elles y ressemblent, mais il s’agit bien d’arc dont la poutre inférieure de liaison sert de tirant.
Les poutres en béton armé sont parallèles sous la chaussée, presque toujours à âme pleine, solidarisées transversalement par des voiles en béton armé formant entretoise. La couverture (le hourdis) est une dalle en béton armé qui joue le rôle de membrure supérieure de liaison des poutres. Selon les dimensions respectives et les modes de liaison de ces deux éléments, on distingue trois types de tabliers de ponts en béton armé : les tablier à hourdis nervuré, les tabliers tubulaires (il existe un hourdis inférieur en plus du hourdis supérieur, on peut aussi parler de caisson) et les tabliers en dalle pleine (il n’y a pas de poutre). Ces ponts sont coulés en place. Beaucoup de ponts à portée modérée franchissant routes et autoroutes sont de ce type. Les poutres en béton précontraint sont utilisées pour construire des ouvrages dont la portée est au moins de 30 ou 40 mètres. La panoplie des solutions comporte :
les dalles nervurées, les ponts à poutres précontraintes par post-tension, les ponts-caissons mis en place par poussage et enfin ceux construits en encorbellement, permettant d'atteindre couramment des grandes portées de l'ordre de 130 ou 140 mètres, mais dont le domaine d'emploi s'étend jusqu'à 200 mètres de portée principale et, exceptionnellement, jusqu'à 300 mètres.
Les ponts à poutres cantilever, c’est-à-dire comportant une travée en appui en porte-à-faux sur deux éléments de travées permettent des portées très importantes. Le plus grand pont à poutres est un pont cantilever métallique, le Pont de Québec, au Québec, construit en 1917 et détenant depuis cette date le record de portée avec 549 mètres. Le plus grand pont à poutres en béton précontraint est le pont de Shibanpe, construit en 2005 en Chine.

#### Pont en arc

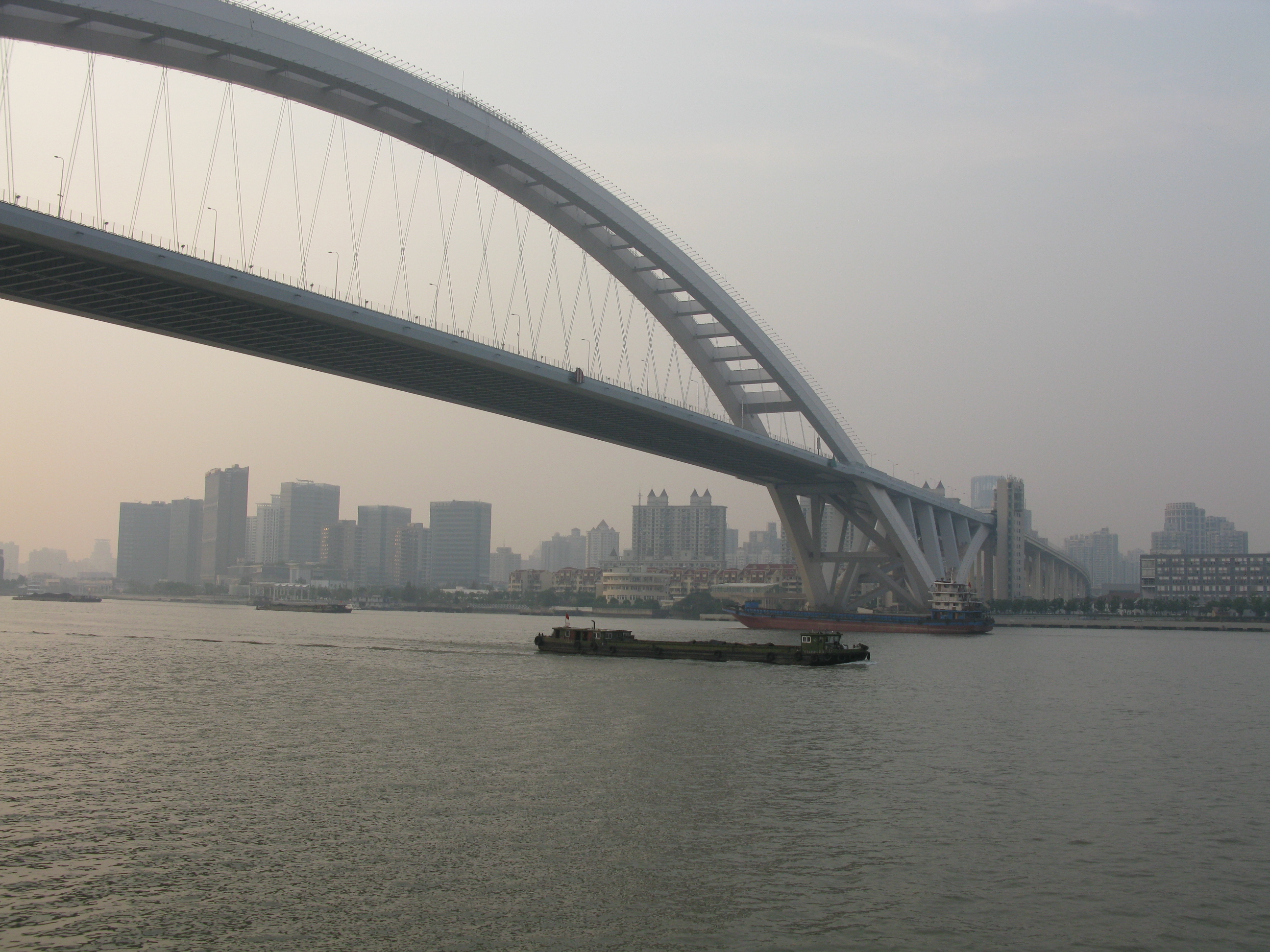
Le pont de Lupu en Chine est le deuxième plus grand pont en arc au monde avec une portée de 550 mètres.

Avec le perfectionnement des propriétés de l'acier et des capacités de calcul, les ponts en arc apparaissent. Dans un pont en arc, la rivière ou la brèche est franchie en une seule fois par une seule arche alors que dans le pont à voûtes, le tablier repose sur des piles intermédiaires. Les ponts en arc associent la compression à la flexion. Ils se caractérisent par le fait qu’ils exercent sur les culées un effort oblique tendant à écarter les points d’appui. Ils peuvent être différenciés selon la nature des matériaux de l’ouvrage (métal, béton armé, bois), selon la structure ou selon la position du tablier (porté, suspendu ou intermédiaire).
La structure permet de différencier principalement trois types de ponts en arc :
- les ponts encastrés sur leurs points d'appui. Ces ouvrages ne peuvent être réalisés que si le sol est très résistant car ils exercent des poussées importantes sur leurs culées et le moindre déplacement de celles-ci met l’ouvrage en péril ;
- les ponts articulés aux deux points d'appui et au milieu de l'ouverture ;
- les ponts articulés aux deux points d'appui seulement.

Un autre type de ponts est apparu récemment : les ponts CFST (Concrete Filled Steel Tubular Arch Bridges) qui mixent plusieurs types de structures et de matériaux. L’arc de ces ponts est constitué de treillis de tubes métalliques remplis de béton. Ils permettent des portées très importantes pour des ponts en arc puisque les plus grands dépassent 400 mètres de portée.
Le pont de Chaotianmen, en Chine, présentant un arc en treillis métallique, est le plus grand pont en arc avec une portée de 552 m. Il est suivi par le pont de Lupu, un pont dont l’arc est un caisson métallique, de portée 550 mètres.

#### Pont suspendu

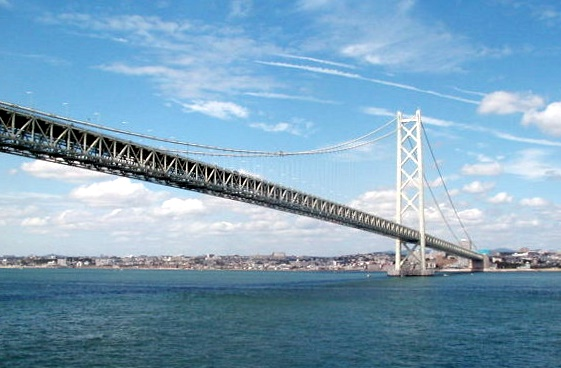
Le pont Akashi-Kaikyō au Japon est le pont suspendu le plus grand au monde avec une portée de 1991 mètres.

Les ponts suspendus se présentent sous la forme d'une structure comportant un tablier en acier ou en béton, assurant la continuité de la voie portée et la répartition des charges, et des organes porteurs : les suspentes, les câbles et les pylônes. Les suspentes supportent le tablier et transmettent les charges aux câbles porteurs. Ces derniers, d'allure parabolique, transmettent une réaction verticale sur les pylônes et des efforts de traction dans des câbles de retenue amarrés sur des massifs d'ancrages, excepté pour les ouvrages dits « auto-ancrés » où les câbles sont amarrés sur le tablier. Dans le cas des ouvrages à travées multiples, les efforts de traction induits par les charges roulantes sont transmis jusqu'aux câbles de retenue par des câbles accrochés sur des selles ou des chariots mobiles en tête des pylônes et appelés « câbles de tête ». Dans le cas général, les câbles de retenue, situés entre les ancrages et les pylônes, ne supportent pas de charge. Les suspentes verticales peuvent être complétées par des haubans inclinés afin de réduire les déformations du tablier.
Les ponts suspendus permettent, grâce à leur principe de fonctionnement et aux qualités des matériaux employés, de franchir les portées les plus importantes. Le Pont Akashi-Kaikyō, un pont suspendu construit au Japon, est le pont ayant la plus grande portée au monde : 1 991 m.

#### Pont haubané
Les ponts à haubans se présentent sous la forme d'une structure comportant un tablier en acier ou en béton et des organes porteurs : pylônes, en acier ou en béton, travaillant en compression, et câbles inclinés, appelés haubans, travaillant à la traction. Les ponts à haubans sont principalement différenciés selon leur nombre de pylônes. On distingue ainsi les ponts symétriques à trois travées, les ponts à pylônes uniques et les ponts à travées haubanées multiples. La première famille est la plus nombreuse. Dans de tels ponts, les haubans les plus proches des culées sont appelés haubans de retenue. Ils donnent à l’ouvrage l’essentiel de sa rigidité. Dans le cas des ouvrages à pylônes uniques, celui-ci peut être central, encadré par deux travées d’égale longueur, ou bien en position décalée. L’ouvrage peut être entouré ou non de viaducs d’accès. Les structures haubanées à travées multiples permettent de limiter, par rapport à une solution plus classique, le nombre des fondations qui sont en général onéreuses.
Le viaduc de Millau est le pont avec le tablier haubané le plus long au monde : 2 460 mètres et sept pylônes. Il possède également le pylône le plus haut au monde (343 mètres) et le tablier le plus haut (270 mètres). Il franchit le Tarn en France. Le pont Rion-Antirion détient la deuxième plus grande longueur de tablier suspendu par haubans avec ses 2 352 mètres. Il franchit l’isthme de Corinthe près de Patras, Grèce. Le pont de Sutong, en Chine, détient quant à lui la portée la plus longue au monde depuis le 30 juin 2008 : 1 088 mètres.

#### Plages de portées selon le type

Croquis de portées selon le type de ponts.

Le graphique ci-contre présente les plages de portées pour lesquelles chacun des types de ponts présentés ci-dessus est le plus adapté. Il s'agit d'optima financiers, qui peuvent être remis en cause pour des raisons esthétiques ou techniques.
Les ponts à voûtes, ou ponts en maçonnerie, n'acceptent que des portées courtes puisque la voûte du pont de Trezzo, en Italie, construit en 1377 dont l’ouverture était de 72 mètres, détint le record du monde jusqu’au XIXe siècle. Aujourd’hui, le record est détenu par le pont de Danhe en Chine, avec une portée de 146 mètres et seulement 18 ponts en maçonnerie au monde ont une portée de plus de 100 mètres.
Le record mondial des ponts à poutres est quant à lui détenu par le pont Rio-Niterói au Brésil, construit en 1974, avec une portée de 300 mètres,. En France, c'est le pont de Cornouaille à Bénodet (1972) qui détient le record avec 200 mètres de portée principale. Il s'agit du mode de construction le plus répandu pour la plage allant de 5 à 200 mètres de portée.
Particulièrement apte aux très grandes portées, le pont haubané n’est pas pour autant absent du champ des autres portées. Le record est détenu par le pont de Suzhou (ou pont de Sutong) avec 1 088 mètres. De 100 mètres de portée jusqu'aux 1 991 mètres du pont du détroit d'Akashi (ou pont Akashi-Kaykio), le pont suspendu est incontournable, lorsqu'il est nécessaire de franchir de très grandes brèches.

### Autres classifications

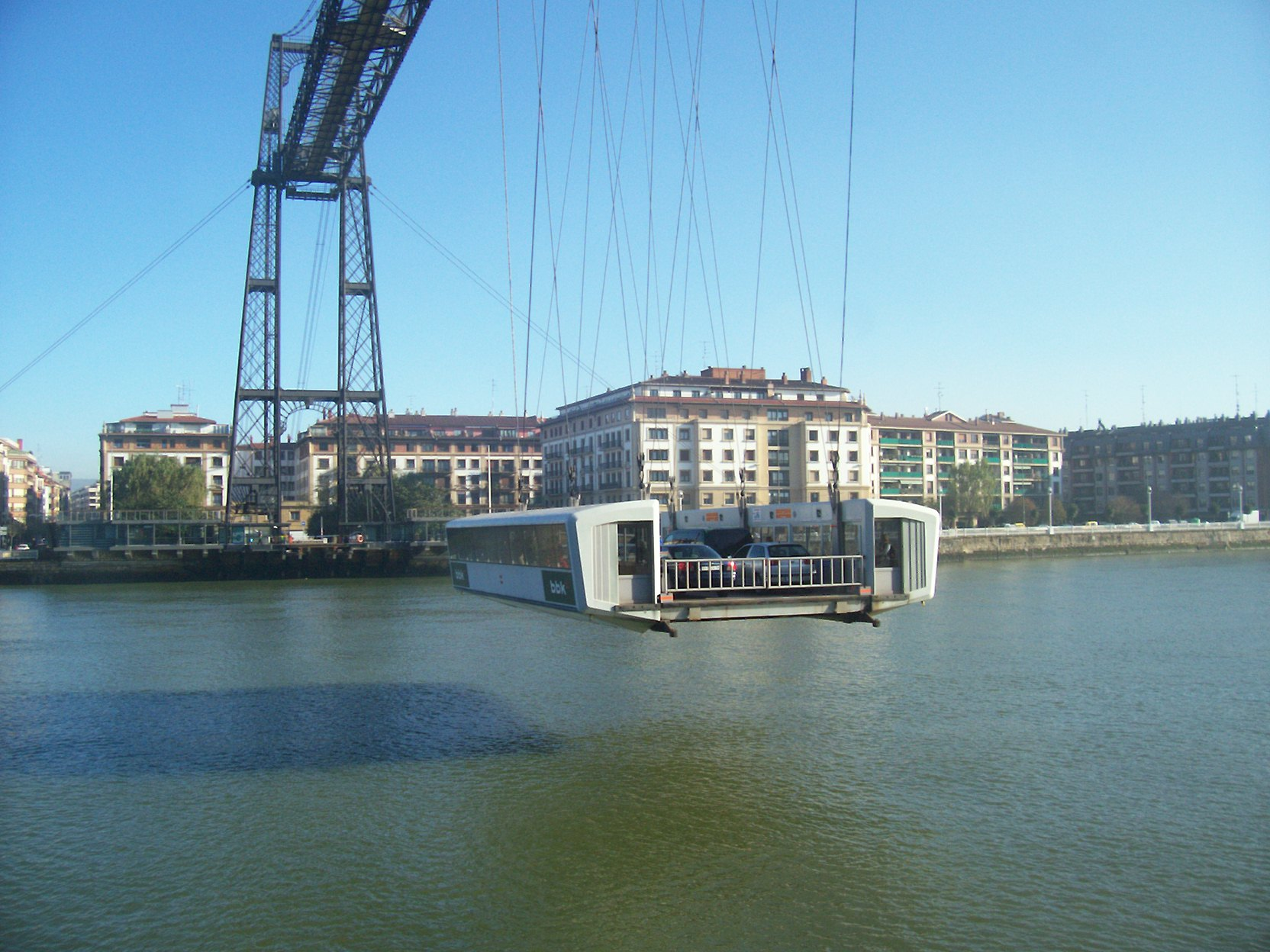
Construit en 1893 et toujours actuellement en service, le pont de Biscaye est le premier pont transbordeur.

La voie portée peut être un critère de différenciation. On parle de pont-route ou pont routier, de pont-rail ou de pont ferroviaire, de passerelle, de pont-aqueduc, de pont-canal, pont-avion, etc. La mobilité ou non de parties de l’ouvrage permet de différencier les ponts fixes et les ponts mobiles. Parmi ces derniers figurent les ponts levants, les ponts tournants ou les ponts transbordeurs dont la structure métallique permet de faire passer les véhicules et les personnes d'une rive à l'autre dans une nacelle par translation horizontale. Les ponts-levis et les ponts flottants entrent également dans la catégorie des ponts mobiles.
Un pont provisoire permet d'apporter une solution temporaire de franchissement d'un cours d'eau ou à la dénivellation d'un carrefour, relativement utilisé dans le domaine du génie militaire : les ponts Bailey ou certains « toboggans » en sont des exemples.
Un pont habité permettait au Moyen Âge à certains usagers de se loger, il assure plus généralement certaines fonctions liées à la ville.

## Histoire

### Préhistoire et protohistoire

#### Premiers ponts

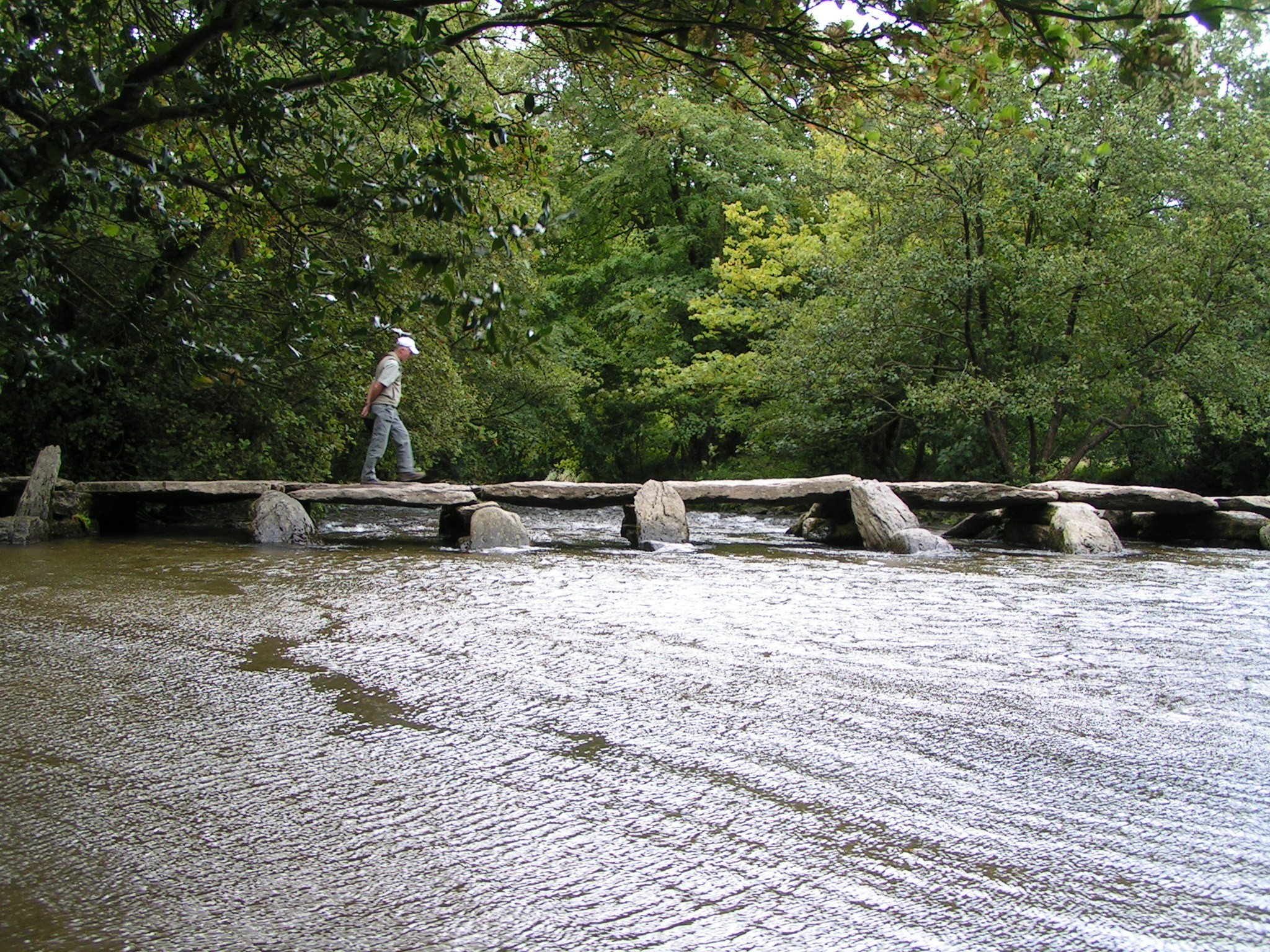
Tarr Steps - Pont en dalles de pierre préhistorique.

L'art de construire les ponts remonte aux temps les plus reculés. Le premier pont a probablement été un arbre renversé par le vent au-dessus d'un cours d'eau ou une arche naturelle, sculptée dans la roche par l’érosion, comme il s'en trouve en Ardèche en France ou dans le parc national des Arches, en Utah, dans l'Ouest américain. Puis avec des outils et des engins de plus en plus perfectionnés, l'Homme a dû naturellement imiter ces ponts primitifs, abattre des arbres pour les placer en travers des rivières, après les avoir convenablement façonnés, établir des points d'appui intermédiaires lorsque la largeur du lit l'exigeait et progressivement aboutir à la construction de véritables ponts en charpente tels qu’ils ont été réalisés ultérieurement.
Des ponts de liane (ou corde) ont probablement aussi devancé le premier arc en maçonnerie. Les éléments porteurs des passerelles suspendues primitives étaient des câbles formés de lianes, de bambous ou d'herbes tressés, attachés à chaque extrémité à des rochers, des ancrages en pierre ou des troncs d’arbre (comme l'illustreront plus tard les ponts de corde inca).
L'assemblage de roches brutes surmontées d'une dalle, dans sa forme rudimentaire, est-il postérieur ou antérieur au pont de bois préhistorique ? Il ne subsiste aucune trace des ponts en bois contemporains de ces ponts en dalles de pierre,, les Tarr Steps édifiés au début du Ier millénaire av. J.-C., dans le comté de Somerset, au Sud-Ouest de l'Angleterre,.
Selon la tradition, le premier pont - au sens moderne du terme - aurait été édifié sur le fleuve Euphrate vers 800 av. J.-C. par Sémiramis, reine de Babylone. Sa chaussée, large d'une dizaine de mètres, était constituée de madriers de cèdre et de cyprès. Pour l'édifier, le cours du fleuve – dit-on fut détourné –, afin de mettre en place des fondations faites de blocs de pierre maintenus entre eux par des barres de fer.

#### Ponts voûtés

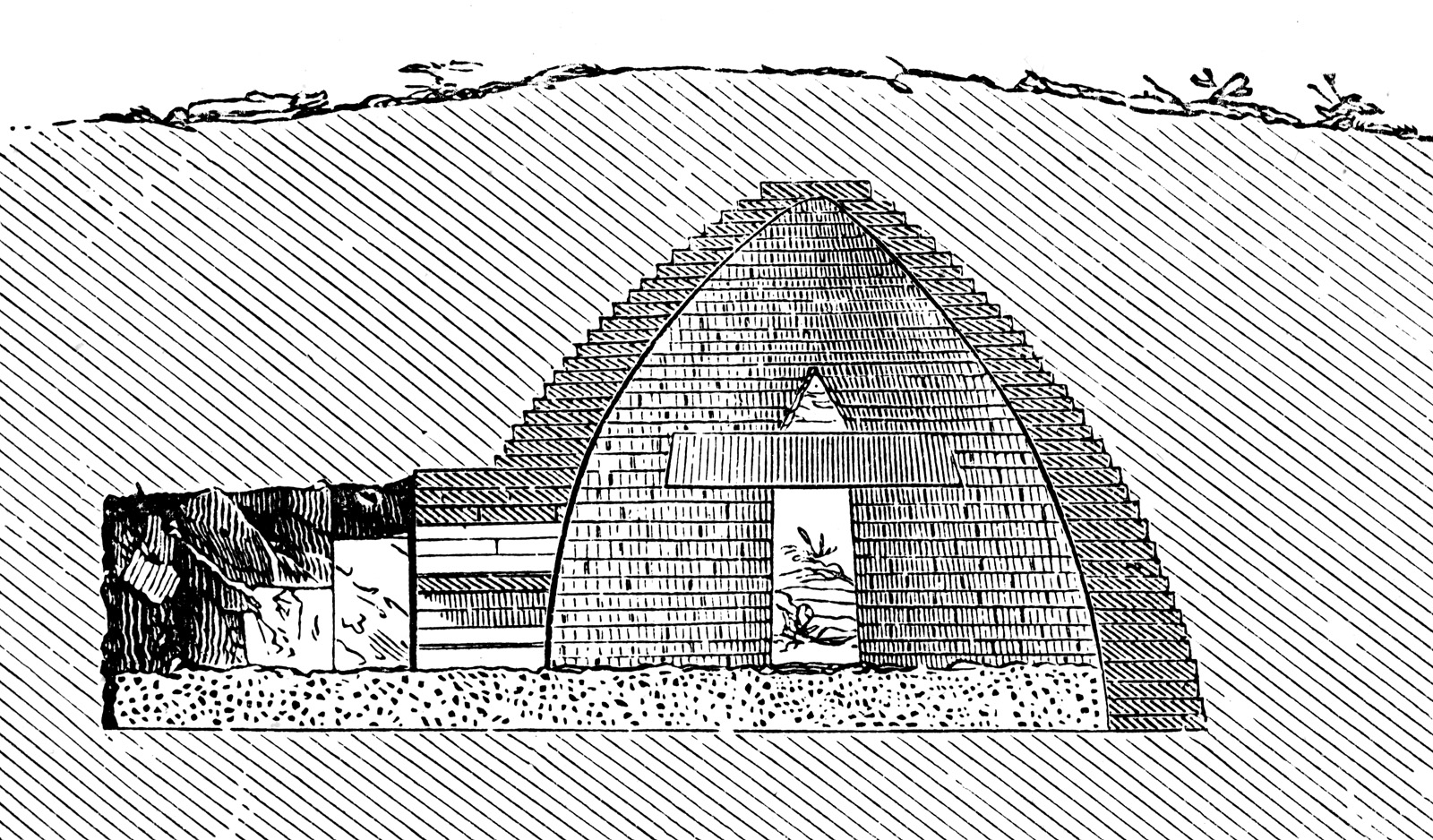
Trésor d'Atrée – section de la tombe.

Les premières voûtes sont constituées de pierres horizontales posées en saillie les unes sur les autres, disposition dite « en encorbellement ». À Abydos, dans le palais d'Ozymandias, dont le règne remonte à environ 2 500 ans avant notre ère, on a trouvé une voûte de ce type. On retrouve la même disposition à Thèbes, dans le temple d’Amon-Rê. Toutefois la plus belle voûte antique de ce type est probablement celle du trésor d'Atrée, une impressionnante tombe à tholos située à Mycènes, en Grèce et construite autour de 1250 av. J.-C. Elle est formée d'une pièce semi-souterraine à plan circulaire avec une couverture à section ogivale. Avec une hauteur intérieure de 13,5 m et un diamètre de 14,5 m, elle a été le plus grand et le plus large dôme dans le monde pendant plus d'un millénaire jusqu'à la construction des thermes de Mercure à Baïes et du Panthéon de Rome.
Des voûtes à joints convergents, c'est-à-dire dont les joints sont perpendiculaires à la surface de l'intrados, typiques des ponts en maçonnerie, existent en fait déjà dans divers monuments de l'Égypte antique. En Nubie, dans l'une des pyramides de Méroé, se trouve une véritable voûte en plein cintre composée de voussoirs régulièrement appareillés. À Gebel Barkal, deux portiques donnant accès à des pyramides sont couverts l'un par une voûte en ogive, le second par une voûte en plein cintre, exécutées l'une et l'autre avec voussoirs à joints convergents. Une voûte en berceau de forme elliptique, exécutée en briques se voit dans le tombeau d'Amenhotep Ier et doit dater par conséquent d'environ dix-huit siècles avant notre ère.
Plus récemment, en Europe, on peut trouver sur l'enceinte étrusque de la ville de Volterra, datant du IIIe ou IIe siècle av. J.-C., la Porta all'Arco reprenant ce principe de construction d'un arc.
Il subsiste en Argolide, dans le Péloponnèse, trois ponts, dont le pont mycénien de Kazarma, construits suivant la technique des voûtes en encorbellement, à l'aide d'un empilement de pierres assez grossièrement taillées. Ces ponts furent probablement construits vers -1300, à l'époque mycénienne (âge du bronze), et plus précisément, de l'helladique IIIb (env. -1340/-1200), pour la route qui reliait les grandes cités mycéniennes de Mycènes, Argos et Tirynthe au port de Palea Epidavros.

### Antiquité

#### Ponts romains

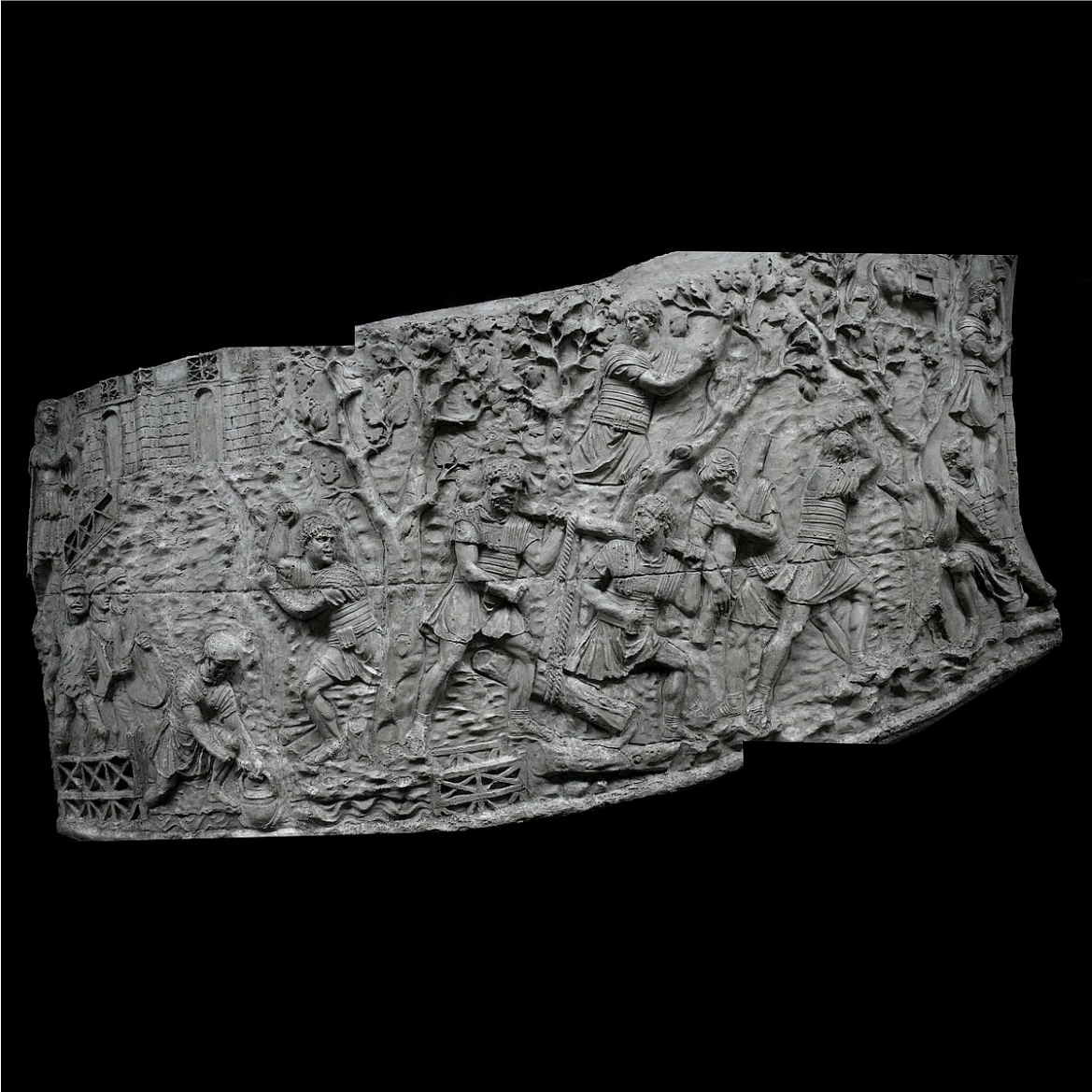
L'historiographie ancienne et moderne fait la part belle aux ponts romains maçonnés, omettant l'importance des ponts en bois (plus rapides et moins chers à construire), comme le montrent de nombreuses scènes sur la colonne Trajane.

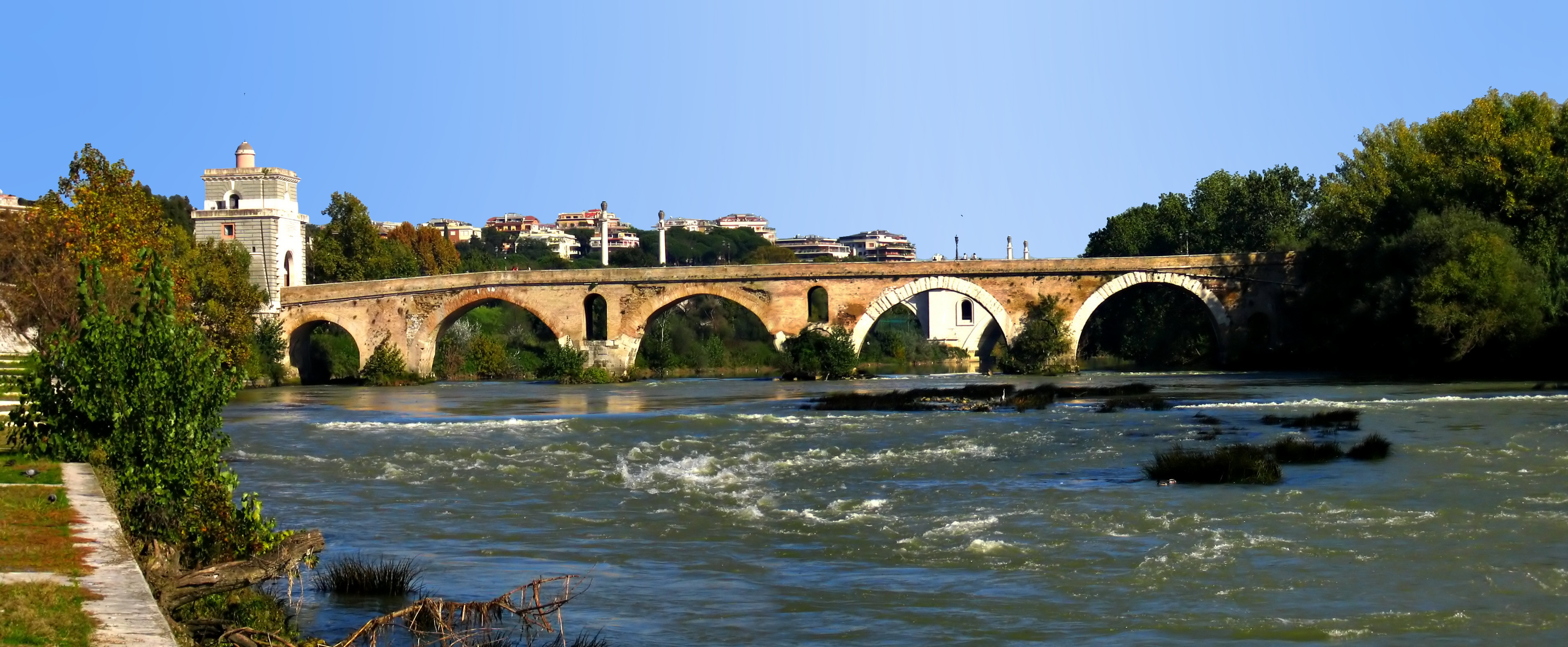
Le pont Milvius sur le Tibre à Rome.

C'est aux Romains que l'on doit la reprise de la technique de la voûte, son perfectionnement et son utilisation partout en Europe pour la construction des ponts. Un empire aussi vaste supposait une voirie fiable, praticable en toutes saisons et dotée de constructions plus solides que les simples ponts en bois. On suppose que le plus ancien ouvrage voûté romain est un égout connu sous le nom de Cloaca Maxima exécuté sous le règne de Tarquin l'Ancien, dont la construction a été entreprise 600 ans environ av. J.-C..
Les ponts romains sont robustes, en plein cintre, c'est-à-dire avec une voûte en arc de cercle, reposant sur des piles épaisses, d'une largeur égale à environ la moitié de l'ouverture de la voûte. L'une des plus anciennes réalisations de la voirie romaine est le pont Milvius, construit sur le Tibre par le consul Caius Claudius Nero en -206. Situé à 3 km de Rome, là où la via Flaminia et la via Cassia se rejoignent pour franchir le fleuve, c'était le passage obligé d'accès à Rome pour tout voyageur venant du nord. Du fait de sa position stratégique, le pont Milvius fut le théâtre de nombreuses luttes. C'est là qu'en 312, l'empereur Constantin battit son rival Maxence dans un affrontement resté célèbre sous le nom de bataille du pont Milvius.

Croquis du pont de Limyra en Turquie.

C'est en Espagne et au Portugal que l'on peut observer des ouvrages parmi les plus spectaculaires tels que le pont romain de Mérida, dans l'Estrémadure, et surtout le pont d'Alcántara, érigé sur le Tage en 103 et 104 apr. J.-C..
Au IIIe siècle apparaissent les ponts à arc surbaissé, ou ponts segmentaires. Le pont de Limyra, situé près de Limyra en Lycie, une région de la Turquie actuelle, en est un des premiers représentants au monde. Le pont mesure 360 mètres de longueur et possède 26 arcs segmentaires et deux semi-circulaires.
Les corvées pour la construction et l'entretien des ponts, des routes, des enceintes et de tout édifice public de l'empire romain, font partie des sordida munera, « charges sordides » supportées par tous les citoyens (avec des exemptions accordées aux agents de l'administration, aux dignitaires de l'armée et de l'Église), et perdurent jusqu'au haut Moyen Âge.

#### Ponts en Asie
En Asie, la voûte ogivale prédomine. Le pont de Zhaozhou, construit vers l'an 605, est le pont en maçonnerie à arc segmentaire et à tympan ouvert le plus ancien du monde. C'est également le plus ancien pont de Chine encore en service. Il est situé dans le district de Zhao de la ville-préfecture de Shijiazhuang, dans la province du Hebei.

### Moyen Âge

#### Ponts médiévaux en Occident

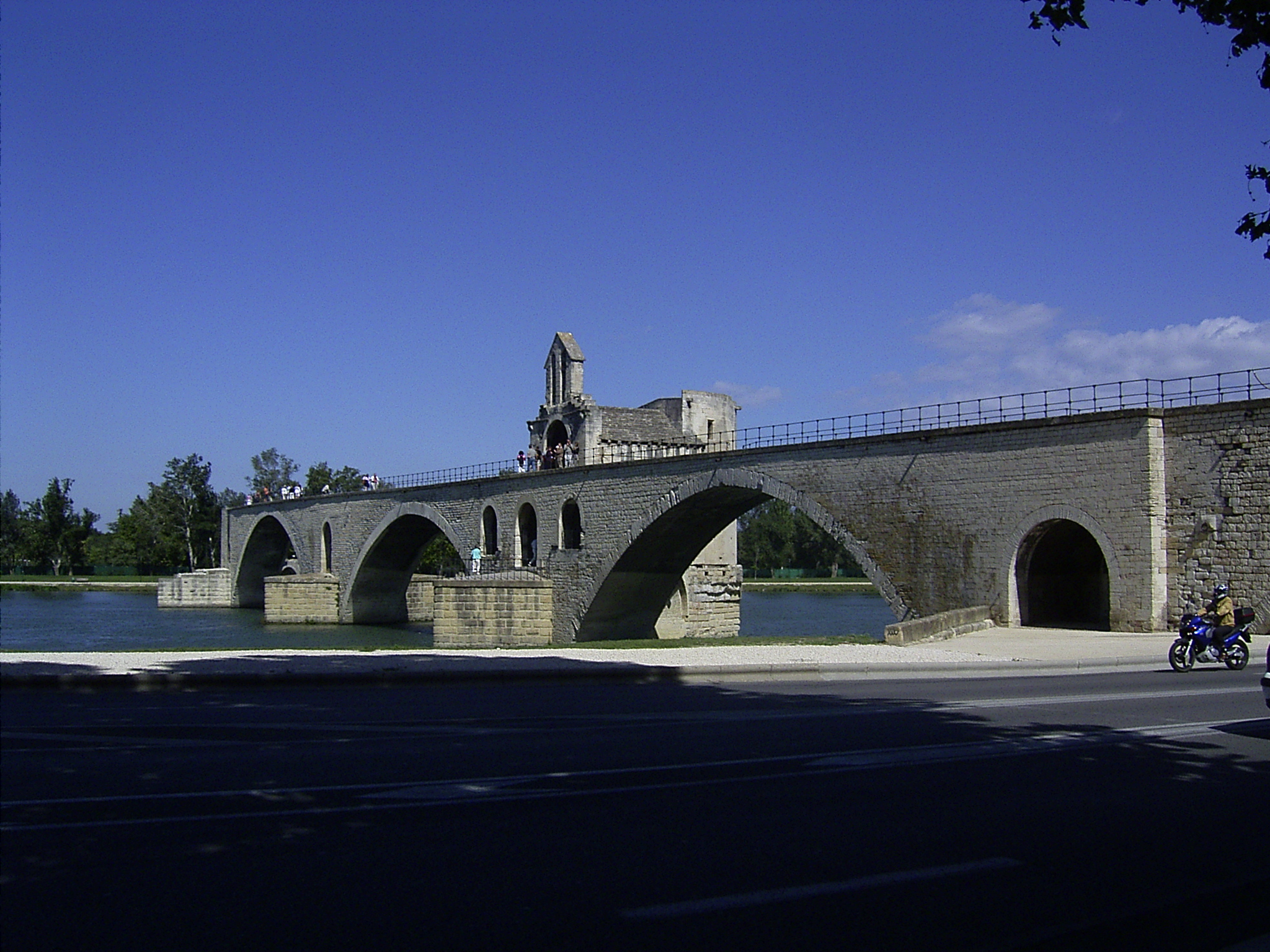
Pont d'Avignon sur le Rhône, avec des arcs en ogives.

Rares sont les ponts construits en Occident avant le XIe siècle, mais le Moyen Âge voit s'édifier un nombre considérable d'ouvrages aux formes variées et hardies, en lien avec l'essor de l'agriculture et du trafic lié au développement du commerce. Ces ouvrages se composent d'arches souvent très inégales, dont les voûtes sont en arc peu surbaissé, en plein cintre ou en ogive, cette dernière forme permettant de diminuer les poussées ; ils reposent sur des piles épaisses aux extrémités très saillantes au moins en amont. Les largeurs entre murs sont faibles et le passage présente toujours des rampes et des pentes très fortes. Les ponts en pierre apparaissent vers le XIe-XIIe siècle, comme le pont d'Eudes à Tours. Le pont du Diable au-dessus de l'Hérault, à Saint-Jean-de-Fos, a été construit après un accord passé en 873 entre les abbés d'Aniane et de Gellone.
En France, parmi les ponts médiévaux les plus remarquables peuvent être mentionnés le pont Saint-Bénézet à Avignon sur le Rhône (1177-1187), l'ancien pont de Carcassonne sur l'Aude (1180), le Petit-Pont à Paris sur la Seine (1186), le pont Valentré à Cahors sur le Lot (1231), le pont Saint-Martial à Limoges sur la Vienne (1215),. Le pont médiéval de Vieille-Brioude, datant du XVe siècle, avait une ouverture de 54,572 m. Le pont s'est effondré en 1822.
L'édification d'un pont représente généralement un investissement important qui témoigne de la puissance de son constructeur, souvent des seigneurs locaux laïcs et religieux, ou, après concession aux bourgeois de s'organiser en communes, des autorités municipales. À une époque marquée par la parcellisation des pouvoirs, la situation floue conduit les autorités à abandonner progressivement le principe des sordida munera, difficiles à faire appliquer et sources de nombreux conflits, et recourir à des ouvriers qualifiés, rétribués pour la construction ou la reconstruction des ponts. Les différents pouvoirs qui se disputent la seigneurie du pont se tournent vers des solutions nouvelles pour parcelliser les financements, les lourdes charges liées à l'entretien des ponts et les revenus (profits plus ou moins substantiels qu'ils peuvent générer). Ces nouvelles sources de revenus sont : les droits de justice sur le pont, concernant les amendes liées aux litiges relatifs à la défense, la fortification et l'entretien de l'ouvrage ; les droits de perception de taxes (péages, octrois, tonlieux… qui constituent le pontagium) ; les locations et rentes prises sur les boutiques des ponts lotis, sur les aménagements hydrauliques (pêcheries accrochées aux ponts, moulins flottants arrimés aux piles, moulins pendants sous les arches…) ; les dons (legs testamentaires accordés par des particuliers, confréries charitables maladroitement regroupées par l'historiographie sous le terme générique de frères pontifes et qui affectent des quêtes et des indulgences à la construction de ponts).

### De la Renaissance auXVIIIesiècle

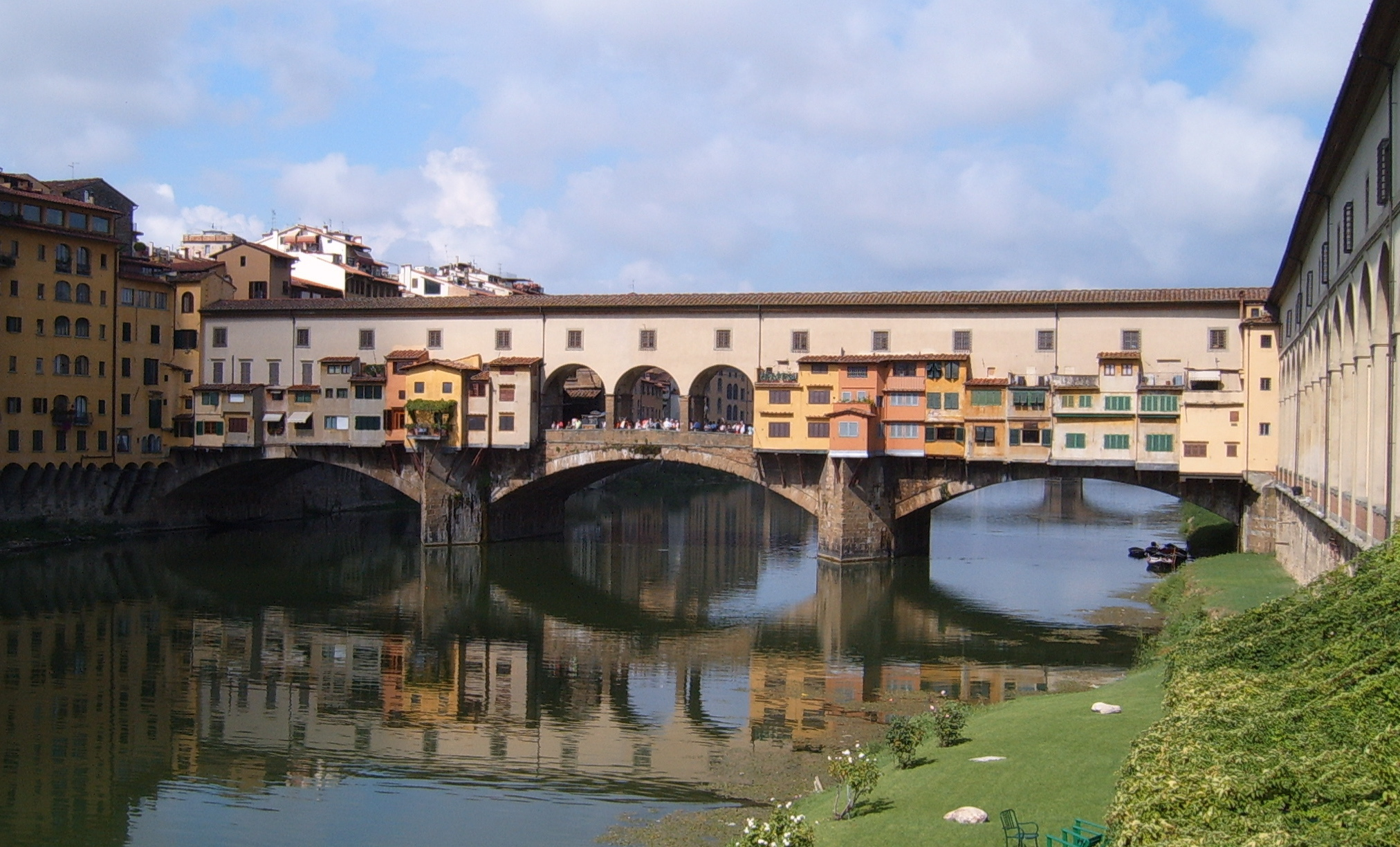
Ponte Vecchio entre Oltrarno et Lungarno.

En Asie, les ponts voûtés chinois atteignent l’apogée de leur splendeur dans le Fujian avec des arcs très fins. Le pont de Xiao construit en 1470 a une hauteur libre de 7,2 m avec une épaisseur d’arc de seulement 20 cm, la moitié d’un arc normal. Il est toujours en service et supporte le trafic actuel. Un autre pont remarquable de cette époque est celui de Gao-po, situé dans le Yongding et construit en 1477. Sa portée est de 20 m et son arc n’a que 60 cm d’épaisseur, sans un quelconque mortier de liaison.
En Occident, entre le XVe siècle et le XVIe siècle, les architectes des célèbres ponts de Florence, Venise et autres villes italiennes s'inspirèrent de formes régulières empruntées au passé, mais leur propension à se poser davantage en artistes qu'en constructeurs les conduisit parfois à abuser des superstructures et autres décorations. Les deux exemples les plus significatifs sont le Ponte Vecchio à Florence et le pont du Rialto sur le Grand Canal à Venise.

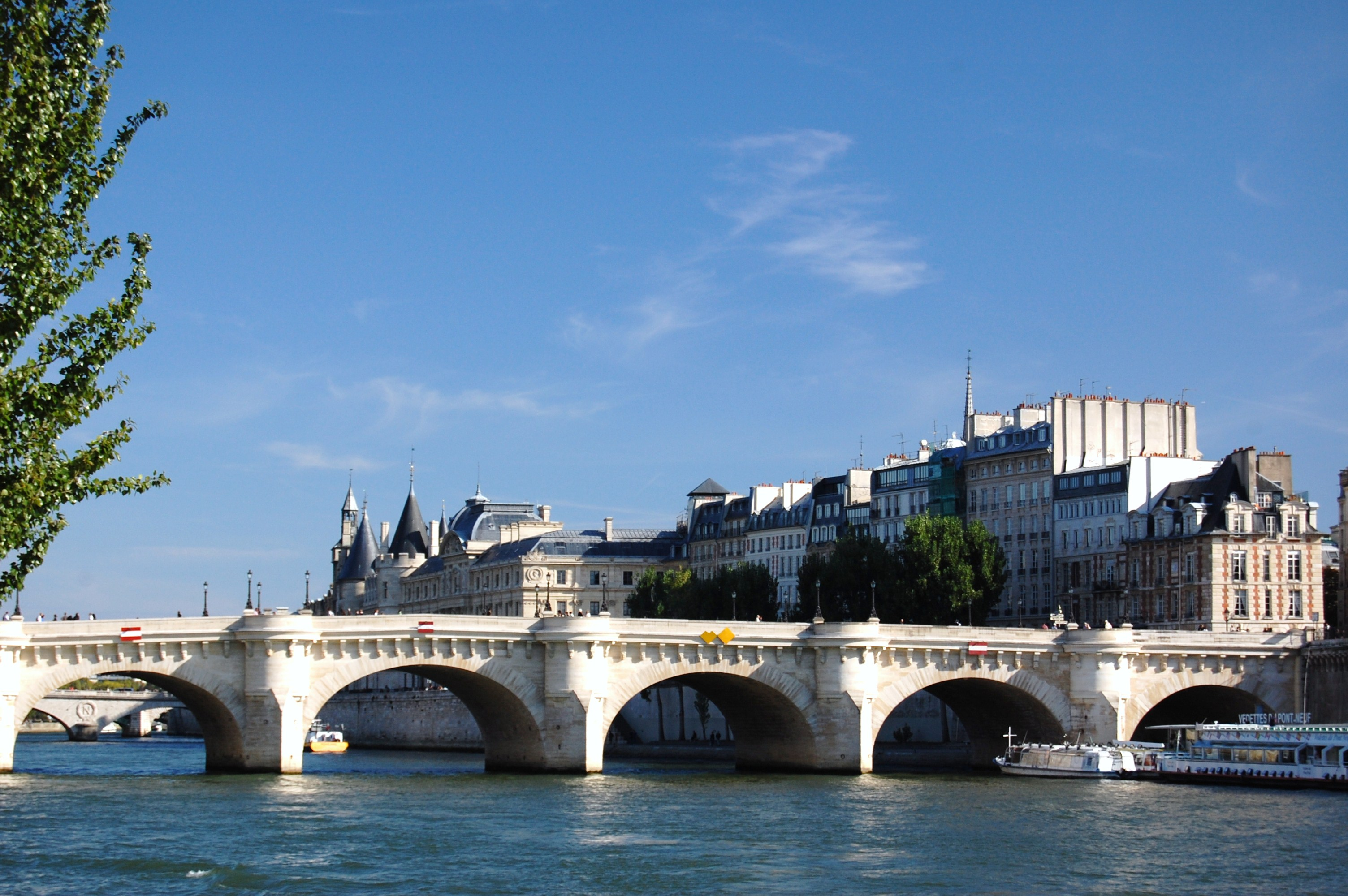
Le pont Neuf : le plus ancien pont de Paris.

Le pont devient un élément central de grands projets d’urbanisme. En France, les premiers architectes de renom apparaissent, comme Androuet du Cerceau à qui l’on doit le pont Neuf de Paris qui, commencé en 1578, ne sera achevé qu’en 1604 du fait des guerres de religion. Il facilite le passage entre le palais du Louvre et l'abbaye de Saint-Germain-des-Prés, il jouxte le monument érigé à la gloire d'Henri IV situé sur la pointe en aval de l'île de la Cité et constitue le pont en service le plus ancien de Paris. C’est à cette époque qu’est introduit l’arc en anse de panier, courbe à trois ou plusieurs centres, sans jamais toutefois se substituer à la courbe en plein cintre.
La période qui s'étend du XVIIe siècle à la fin du XVIIIe siècle est marquée par la construction de ponts plutôt médiocres tant sur le plan artistique que structurel.

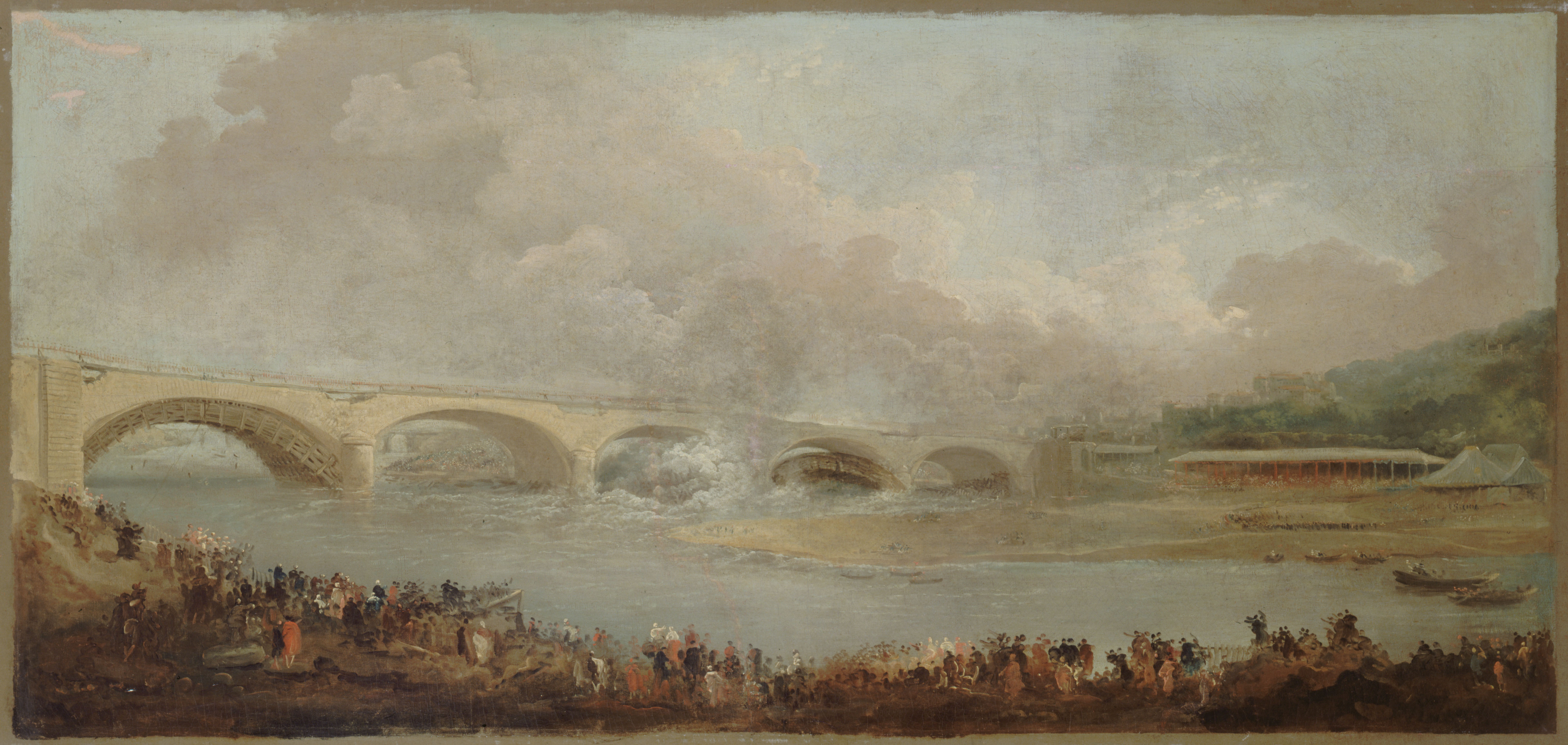
La décintrement du pont de Neuilly, le 22 septembre 1772

En France, le Corps des ponts et chaussées est créé en 1716. Un bureau des dessinateurs du roi est fondé en 1747, devenu l'École royale des ponts et chaussées, sous la direction de Jean-Rodolphe Perronet, qui a formé les ingénieurs chargés de la conception et de la construction des ponts en France, dont, en particulier, le premier pont de Neuilly en maçonnerie et le pont de la Concorde avec une conception plus hardie à arcs surbaissés et des piles plus minces nécessitant le décintrement de la totalité de l'ouvrage en une seule opération.
En 1779 est construit en Grande-Bretagne le premier pont métallique utilisant de la fonte, l'Iron Bridge.

### XIXesiècle
Le développement des chemins de fer au XIXe siècle induit l'apparition de grands viaducs en maçonnerie comme, en France, le viaduc de Nîmes, d'une longueur de 1 569 m, parmi les plus longs de France, le viaduc de Barentin (1844) dans la Seine-Maritime, ou le viaduc de Saint-Chamas (1848) dans les Bouches-du-Rhône, un ouvrage curieux fait de voûtes en plein cintre imbriquées symétriquement.

#### Acquisition et diffusion des connaissances théoriques

##### Problème de la stabilité des voûtes en maçonnerie
Au début du XIXe siècle, les architectes et les ingénieurs avaient l'acquis d'une longue pratique de la construction des ponts en pierre et en bois. Mais la voûte de pierre et mortier relève encore d'un certain empirisme, ce qui fait dire à Paul Séjourné, dans la première phrase de ses « Grandes Voûtes » : « On fait une voûte d'après les voûtes faites : c'est affaire d'expérience ».
Les formules courantes, déduites de l'observation et de la pratique, étaient nombreuses. L’épaisseur à la clef, celle des reins, des piles ou des culées, étaient déduites simplement de l’ouverture du pont. La Hire en 1695, puis en 1712 tente une première approche du calcul des voûtes, calcul qui consiste à vérifier, a posteriori, que la voûte dessinée a quelque chance d'être stable, et que les matériaux qui la constituent ne s'écraseront pas sous les charges. Il ne réussit pas à obtenir des résultats suffisants pour la pratique, mais il a toutefois le mérite de mettre en évidence deux notions qui, un siècle plus tard, se révéleront extrêmement fécondes, : la courbe des pressions  et la rupture par blocs, la voûte étant supposée se casser en trois blocs indépendants qui se séparent par glissement, le frottement étant supposé nul. Ces hypothèses, fausses, permirent néanmoins d'approcher le calcul des culées.
En 1810, Louis-Charles Boistard montre, à la suite de nombreux essais, que la rupture des voûtes se produit par la rotation de quatre blocs. Ces résultats permettent à Édouard Méry de publier en 1840 dans les Annales des ponts et chaussées un article Sur l'équilibre des voûtes en berceau, une méthode de vérification des voûtes qui allait être utilisée pendant tout le XIXe siècle et l'est encore parfois de nos jours,. En 1867, Durand-Claye améliore cette méthode, mais sa proposition connaît moins de succès car elle nécessite des calculs laborieux,.
Dans les dernières années du XIXe siècle, les voûtes étaient calculées comme des solides « élastiques », c'est-à-dire comme s'il s'agissait d'arcs métalliques.

##### Science de la résistance des matériaux
Pour que de nouvelles formes de ponts apparaissent, il fallait une amélioration des matériaux d’une part, et de la connaissance de ces matériaux d’autre part. La mécanique avait pris sa forme quasi définitive avec Joseph-Louis Lagrange ; il restait à l'appliquer de façon pratique aux constructions. En 1800, quelques résultats fragmentaires sont déjà acquis : Galilée s'est préoccupé de la résistance des poutres-consoles et des poutres sur appuis simples. Robert Hooke, en 1678, émet l'hypothèse qu'en deçà d'une certaine limite, l'allongement ou le raccourcissement d'un barreau de fer est proportionnel à l'effort axial qui lui est appliqué. En 1703, Jacques Bernoulli établit l'équation de la courbe déformée - qu'il appelle « courbe élastique » - d'une console. Dès le milieu du XVIIIe siècle, de nouvelles briques de calcul de résistance des matériaux apparaissent. En 1744, Euler montre qu'une colonne « flambe » lorsqu'elle est soumise à une charge axiale, c'est-à-dire qu'elle ondule comme une flamme, et par conséquent elle est tout à fait instable à partir d’une certaine « charge critique », dite (aujourd'hui) charge d'Euler. En 1773, Coulomb indique pour la poussée des terres, supposées horizontales au niveau supérieur, une formule établie plus tard en termes de contraintes par Rankine en 1857. À la fin du XVIIIe siècle, Young étudie le coefficient de proportionnalité de la loi de Hooke.
Mais ces éléments étaient encore trop dispersés pour que les constructeurs, à l'exception de quelques-uns, puissent les appliquer utilement. Ce n'est qu'une vingtaine d'années plus tard qu'ils commencent vraiment à pratiquer la résistance des matériaux, qui prendra véritablement naissance avec le Résumé des leçons données à l'école des Ponts et Chaussées, sur l'application de la mécanique à l'établissement des constructions et des machines, professé par Navier à Paris en 1833. Henri Navier, Lamé, Cauchy, Clapeyron, Barré de Saint-Venant, Boussinesq développent ensuite la théorie de l'élasticité, qui permettra d'asseoir la résistance des matériaux (RDM) sur des bases solides.

##### Diffusion du savoir
Enfin, le XIXe siècle voit se développer et se diversifier la formation, la documentation et la diffusion du savoir. Les Écoles d'arts et métiers d’Angers et de Châlons sont créées dès le premier Empire. L'École des arts et manufactures (Centrale de Paris) est créée en 1829. De très nombreuses publications technico-scientifiques à parution périodique voient le jour : les Annales des Mines, les Annales des Ponts et Chaussées (1831), les Annales de la voirie vicinale, les Annales de la construction, Le Portefeuille du conducteur, le journal Le Génie civil, etc. Dans les dernières années du siècle, des « collections » d'ouvrages techniques apparaissent : Bibliothèque du Conducteur, Encyclopédie des Travaux Publics… Enfin, à la fin du siècle, les écoles d'application de l'École polytechnique ouvrent leurs portes aux élèves-ingénieurs non fonctionnaires ; d'autres écoles d'ingénieurs sont créées.

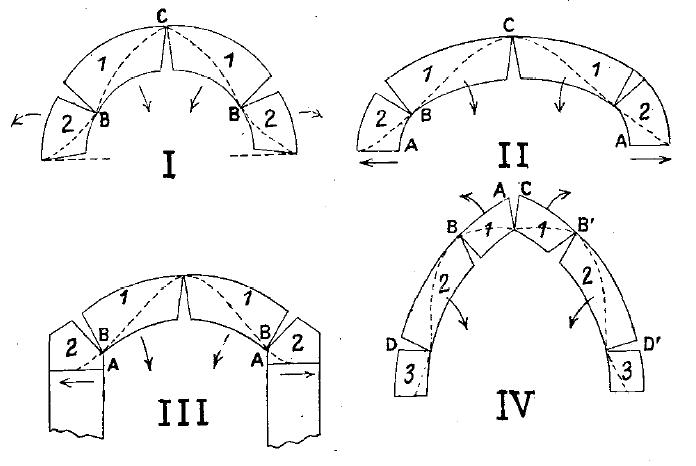
Rupture en quatre blocs des voûtes : voûtes en plein-cintre, en ellipse ou en anse de panier (I) – voûtes très surbaissées (II) - voûtes en arc de cercle (III) – voûtes ogivales ou surhaussées (IV), d’après Jules Pillet (1895).
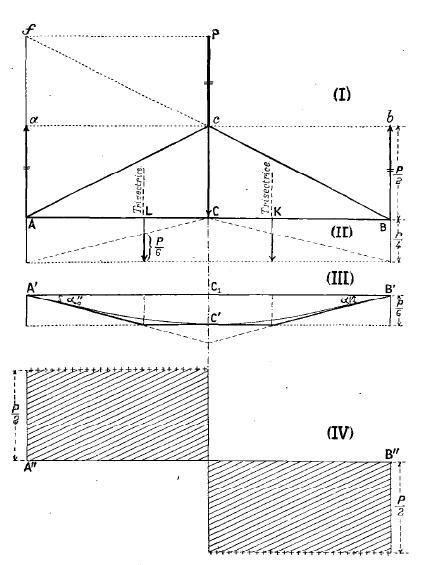
Poutre posée sur deux appuis simples – Représentation des forces - Jules Pillet - 1895
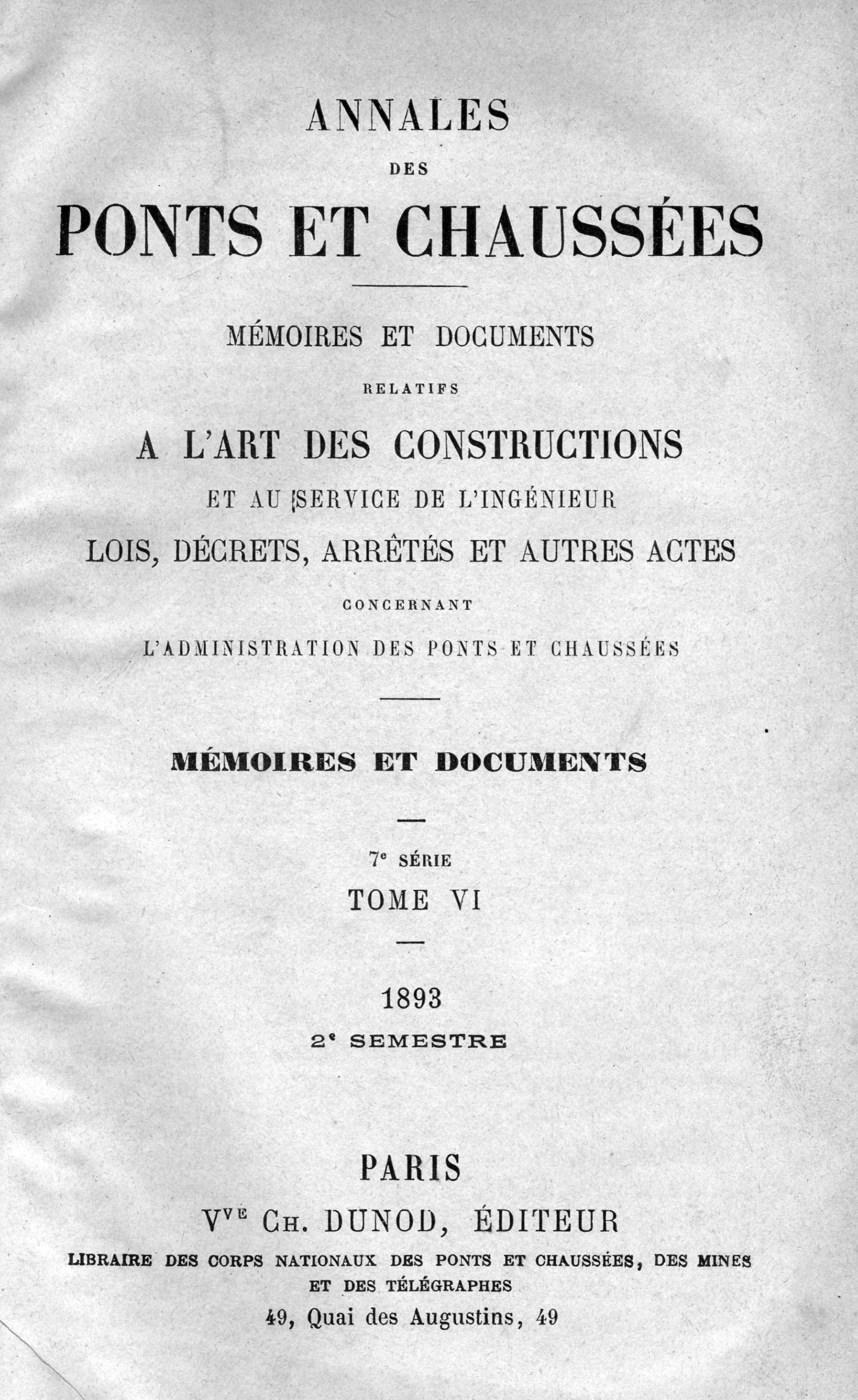
Revue des Annales des ponts et chaussées. Le premier exemplaire est paru en 1831.

#### Ponts métalliques

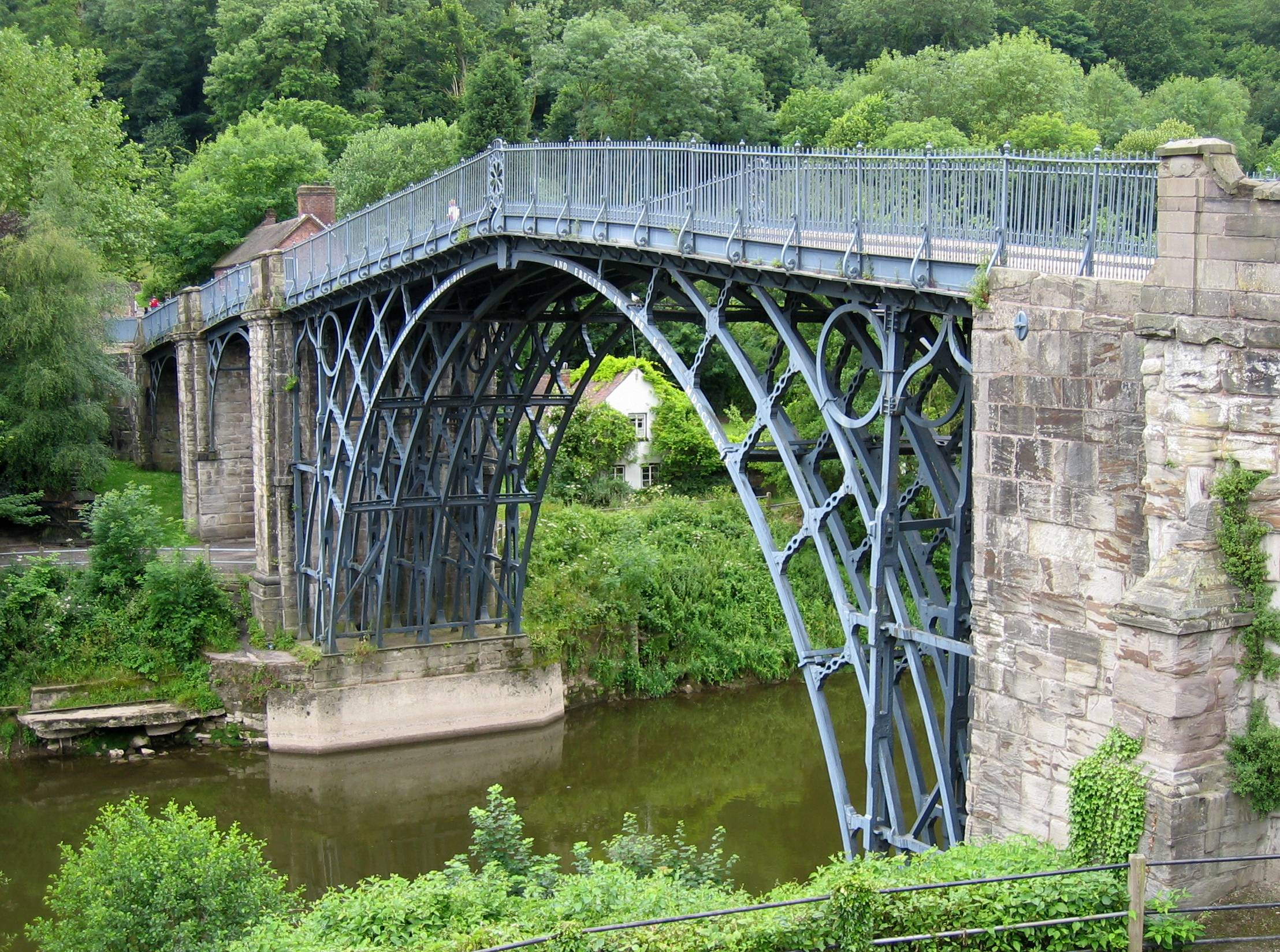
Iron Bridge en Angleterre comporte cinq arcs parallèles de 30.5 m de portée.

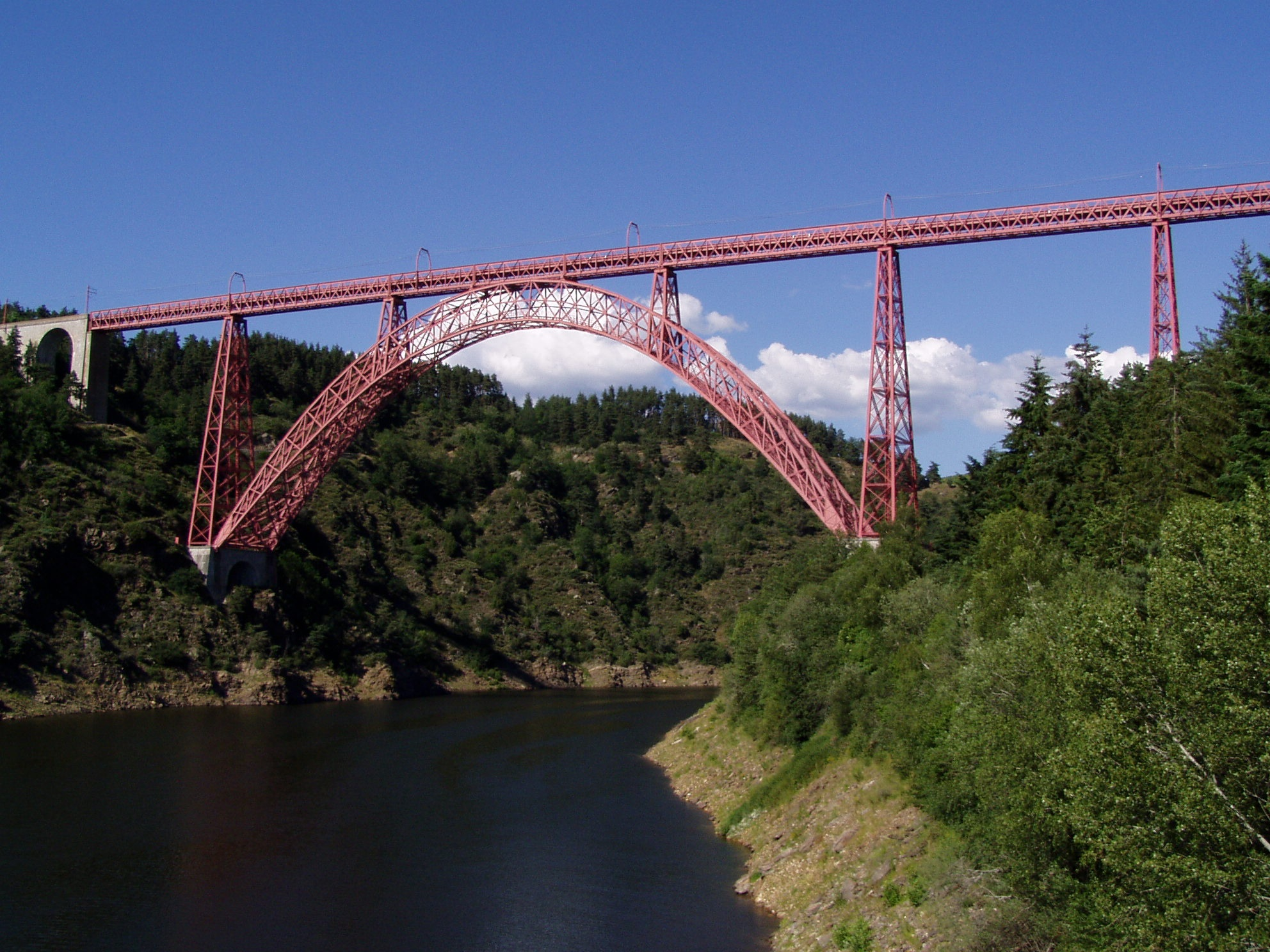
Viaduc de Garabit en France avec sa portée de 164 m.

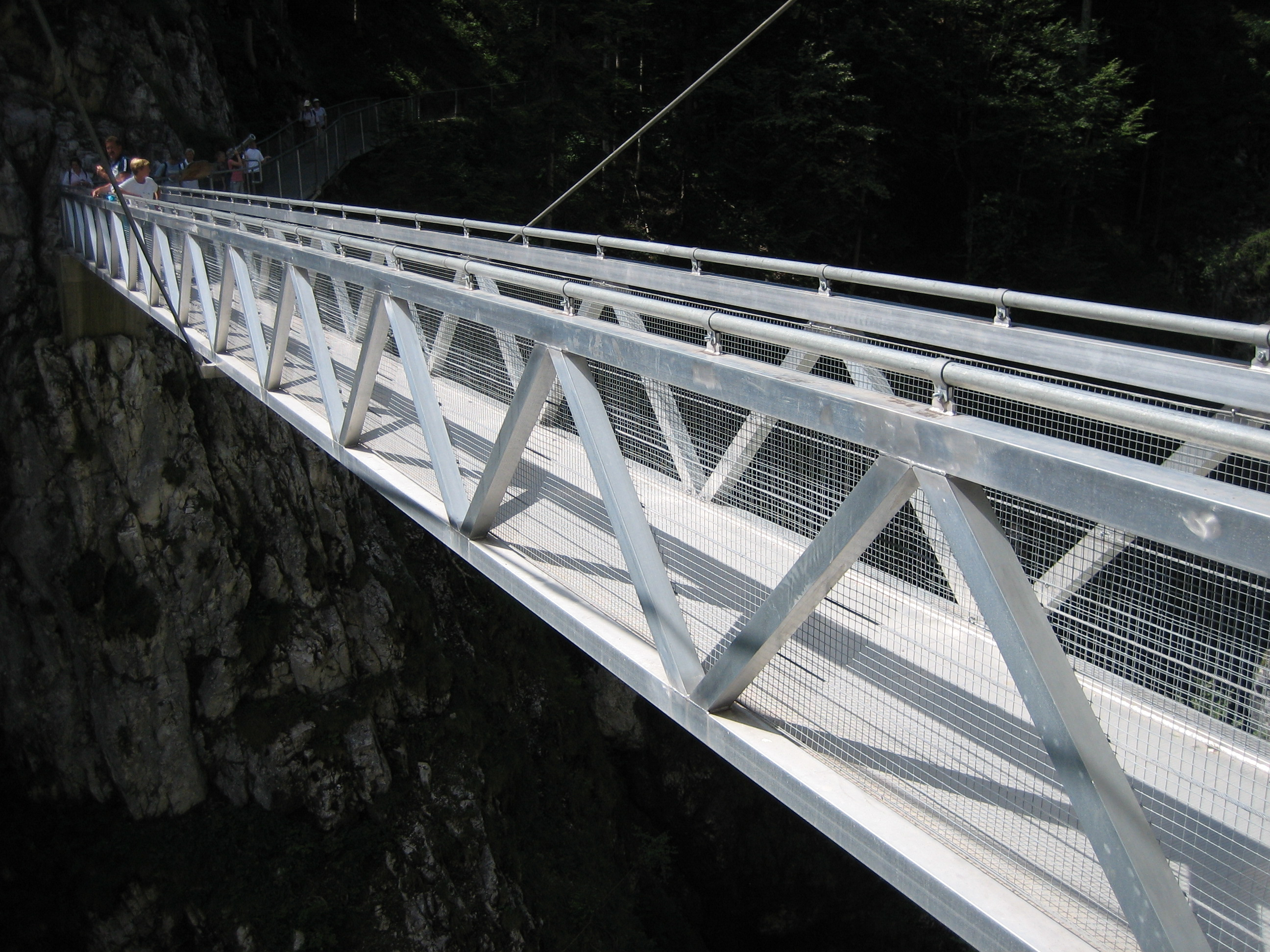
Pont sur le Leutaschklamm, la gorge de Leutasch (Tyrol) à la frontière avec la Bavière

Le fer est un matériau plus résistant que la pierre. Sa résistance à la traction est faible, mais toutefois nettement plus élevée que celle de tout autre matériau disponible avant la production de masse de l’acier. Le tout premier grand pont en chaîne de fer a été construit en Chine environ 600 ans av. J.-C. Il s’agit du pont suspendu de Lan Chin dans la province du Yunnan avec une portée d'environ 60 mètres,.
En Europe, les premiers ponts métalliques en fonte sont construits en Angleterre dès le milieu du XVIIIe siècle. Le premier est le Iron Bridge, conçu par Thomas Farnolls Pritchard et construit en 1779 par Abraham Darby III, sur la Severn. Une trentaine d'ouvrages en fonte sont ainsi construits dans ce pays avant 1830, le plus important étant celui de Sunderland, en 1793, qui atteignait 72 m de portée. Tous ces ponts s'inspiraient étroitement des formes et des techniques employées pour les ponts en maçonnerie, mais la plupart d'entre eux eurent une très faible durée de vie, car la fonte est un matériau fragile. L'un des premiers ponts suspendus modernes a été le pont suspendu de Menai conçu par Thomas Telford basé sur le brevet de James Findley aux États-Unis et achevé en janvier 1826. La portée de 176 m de cet ouvrage constitue un jalon important dans la construction des ponts. Beaucoup de ces premiers ponts suspendus n'ont pas résisté à l'épreuve du temps.
Aux États-Unis, les poutres triangulées se développent rapidement, en s'inspirant des ponts en bois. En Europe, les ouvrages pionniers sont le viaduc de Crumlin, en Angleterre, et celui de Fribourg, en Suisse (1857). Le fer, se substituant à la fonte, a aussi été employé pour construire des arcs, mais il a surtout permis de créer des arcs triangulés, notamment pour les deux grands viaducs d'Eiffel : le pont Maria Pia à Porto (1877) et le viaduc de Garabit sur la Truyère (1884),.
Avec l'invention du convertisseur Bessemer en 1856 puis des procédés Siemens-Martin en 1867, la production industrielle de l'acier se développe rapidement. L'acier, possédant des caractéristiques mécaniques bien supérieures à celles du fer, remplace progressivement le fer dans tous les types d'ouvrages et permet un allégement des structures. De nombreux ouvrages en arc en acier, d'une portée voisine de 150 m, sont construits vers la fin du XIXe siècle comme le pont Alexandre-III à Paris, construit pour l'Exposition universelle de 1900, remarquable tant par l’élégance de son arc que par sa décoration. En 1890, le pont du Forth en Écosse (1890) constitue un nouveau type d'ouvrage : la portée est étendue à 521 m grâce à une travée indépendante de 107 m en appui, non pas sur des piles, mais sur chacun des bras de 107 m de l'ouvrage, qui s'appuient quant à eux sur les piles en rivière.

#### Ponts en béton armé

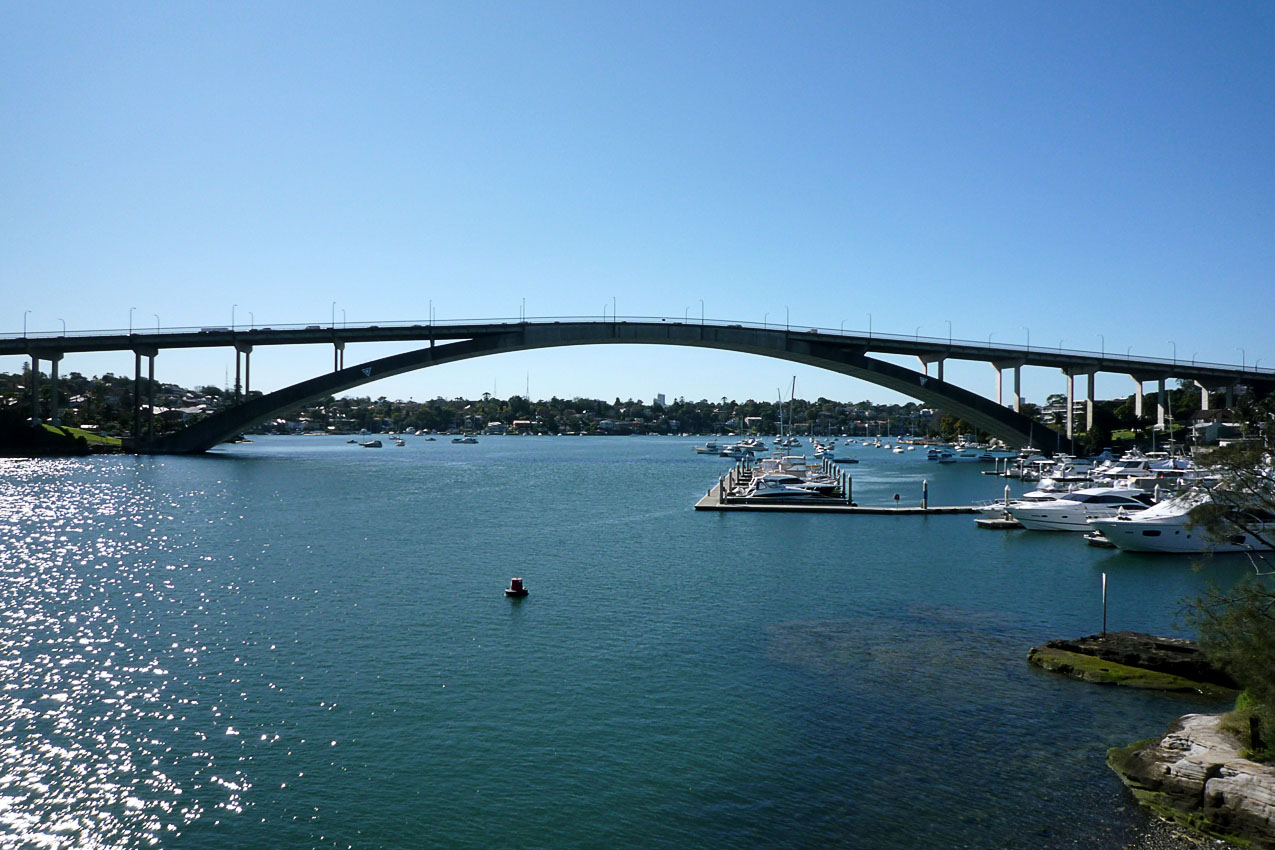
Le pont de Gladesville en Australie est un pont en béton armé de 304 m de portée.

Les ciments naturels ne sont redécouverts qu'à la fin du XVIIe siècle et il faut attendre le début du XIXe siècle pour que les ciments artificiels voient le jour grâce au Français Louis Vicat et à l'Anglais Joseph Aspdin. Leur production industrielle ne démarre qu'en 1850. Joseph-Louis Lambot fait une première réalisation connue en ciment armé en 1848. François Coignet construit une maison en béton aggloméré en 1853. En 1875, Joseph Monier construit le premier pont en ciment armé pour franchir les douves du château de Chazelet. À partir de 1890 apparaissent les premiers ponts en béton armé, à la suite du brevet de François Hennebique déposé en 1892 qui présente la première disposition correcte des armatures d'une poutre en béton armé, sous le nom de poutre à étrier. En France, la commission du ciment armé rédige la première circulaire pour la justification des ponts en béton armé en 1906.

#### Ponts suspendus

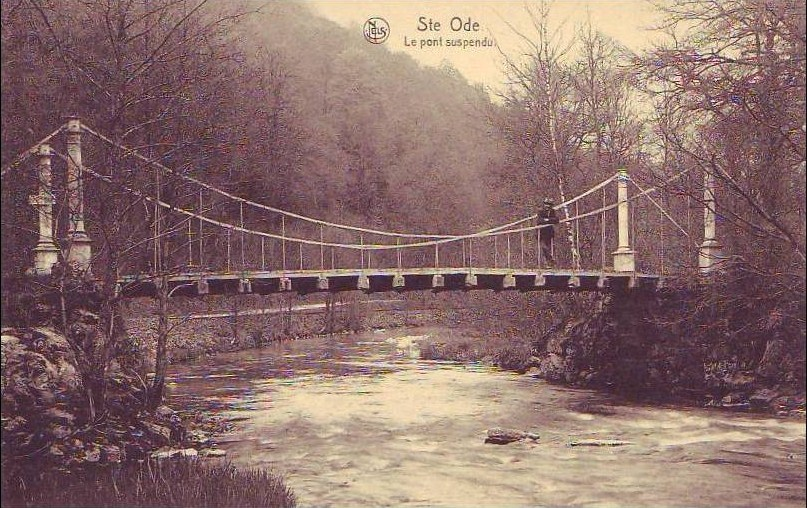
Ancien pont suspendu construit à l'initiative d’Édouard Orban en 1841 à Lavacherie (Luxembourg belge).

Les ponts suspendus du début du XIXe siècle étaient fragiles et de nombreux accidents se produisent en raison de la trop grande souplesse des tabliers en bois et de la corrosion des câbles insuffisamment protégés. Le pont suspendu de Brooklyn reliant Manhattan à Brooklyn, projeté par John Augustus Roebling et construit après sa mort par son fils, de 1869 et 1883, marque le retour en force des ponts suspendus. Avec une portée de 487 m, il était une fois et demie plus long que tous les ponts construits jusque-là. Il avait six voies de circulation et un trottoir ; les quatre câbles principaux sont mis en place suivant une méthode utilisée par la suite pour tous les grands ponts suspendus construits aux États-Unis. Pour éviter les incidents résultant d'oscillations provoquées par le vent ou la circulation, une carcasse rigide en acier est incorporée au tablier sur toute sa longueur.

### XXesiècle

#### Ponts en béton armé
En 1899-1900, François Hennebique réalise le pont Camille-de-Hogues à Châtellerault avec une portée de 50 m. En 1911, Hennebique construit le pont du Risorgimento à Rome, qui atteint 100 m de portée. Après la Première Guerre mondiale, la construction de ponts en béton armé de grande portée se développe, notamment en France sous l'impulsion de deux remarquables ingénieurs : Albert Caquot et surtout Eugène Freyssinet. Les records se succèdent : pont de la Caille(Haute-Savoie), en 1928, avec un arc de 137,5 m en béton massif, et le majestueux pont de Plougastel (Finistère), en 1930, avec ses trois arcs de 186 m,.
Un grand nombre de petits ouvrages ou de très grands arcs en béton armé sont encore construits de nos jours, avec des portées quelquefois remarquables : le pont de Gladesville dans la région de Sydney en Australie, construit en 1964, a une portée principale de 305 m, et surtout l'extraordinaire pont de Krk en Yougoslavie, construit en 1980, présente une portée principale de 390 m. La construction des arcs, abandonnée vers le milieu du XXe siècle à cause du coût du cintre, a retrouvé un intérêt économique pour le franchissement de grandes brèches grâce à la méthode de construction en encorbellement avec haubanage provisoire.

#### Ponts en béton précontraint

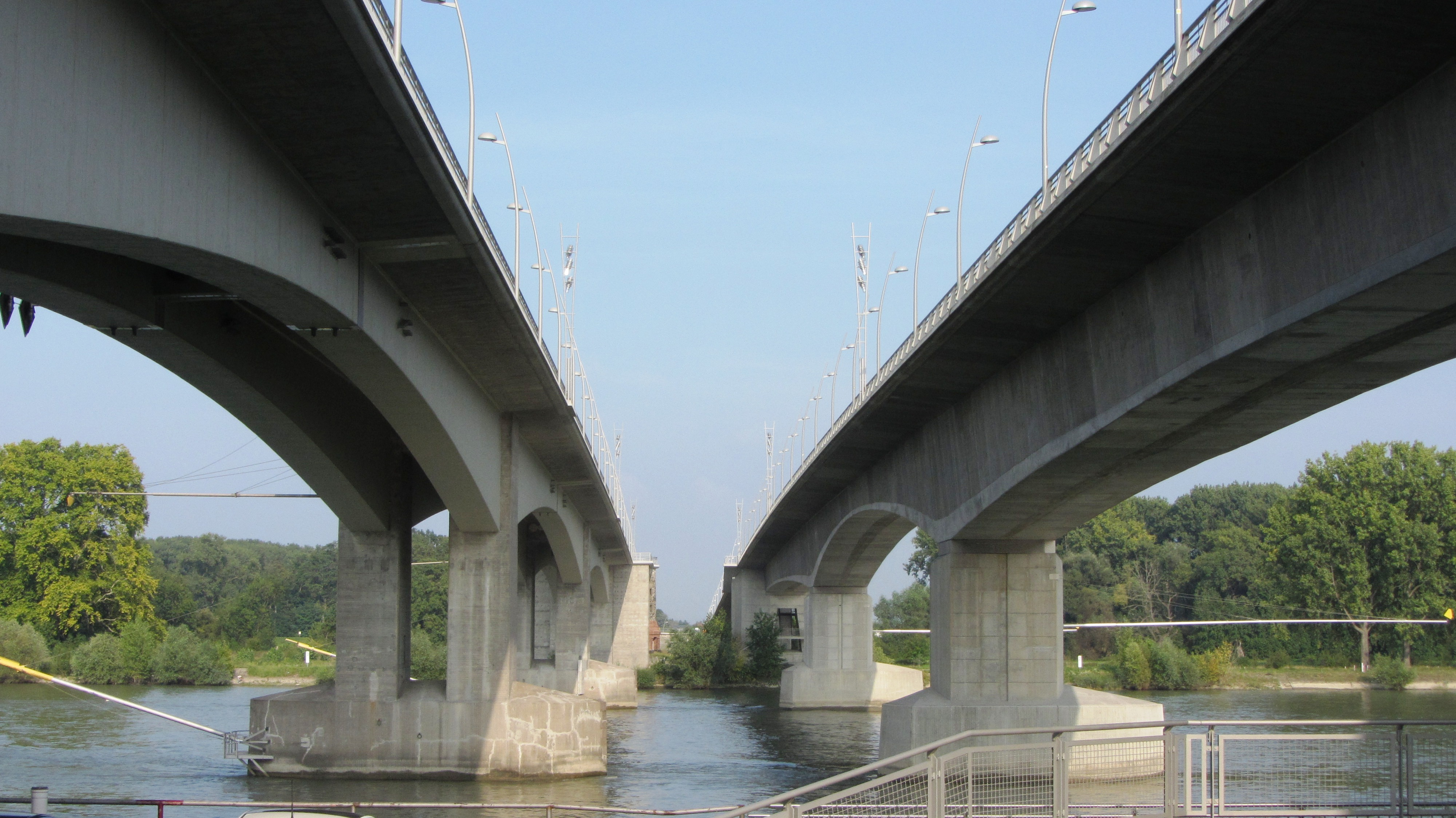
Le pont de Nibelung (à gauche) en Allemagne est le premier pont en béton précontraint construit en encorbellement.

Les recherches portant sur l'utilisation du béton armé conduisent à la découverte d'un nouveau matériau : le béton précontraint. Eugène Freyssinet définit les principes essentiels de ce nouveau matériau en 1928. Quelques ouvrages modestes sont réalisés avant la Seconde Guerre mondiale, mais le premier grand pont en béton précontraint est le pont de Luzancy (Seine-et-Marne), achevé en 1946. Il a une portée de 55 m et fut entièrement préfabriqué à l'aide de voussoirs en béton précontraint, mis en place par des moyens mécaniques sans aucun cintre. Il fut suivi par cinq autres ponts similaires, également sur la Marne, de 74 m de portée.
La découverte de la technique de construction en encorbellement permet des portées plus importantes. Le premier pont construit selon cette technique est achevé à Worms en Allemagne en 1953, avec une portée principale fort respectable de 114 m. En Europe, à la fin des années 1970, le béton précontraint règne de façon quasi-exclusive sur un vaste domaine de portées, allant jusqu'à 200 m environ, et couvrant la très grande majorité des ponts. Il s'est également répandu sur les autres continents, tout particulièrement en Amérique du Sud et en Asie. Le record de portée a longtemps été détenu par le pont de Gateway en Australie, construit en 1986, avec 260 m,. Puis il a été successivement battu par cinq ouvrages construits en Norvège et en Chine. Le plus grand est actuellement le pont de Shibanpo, en Chine, avec 330 m, construit en 2005.

#### Ponts suspendus

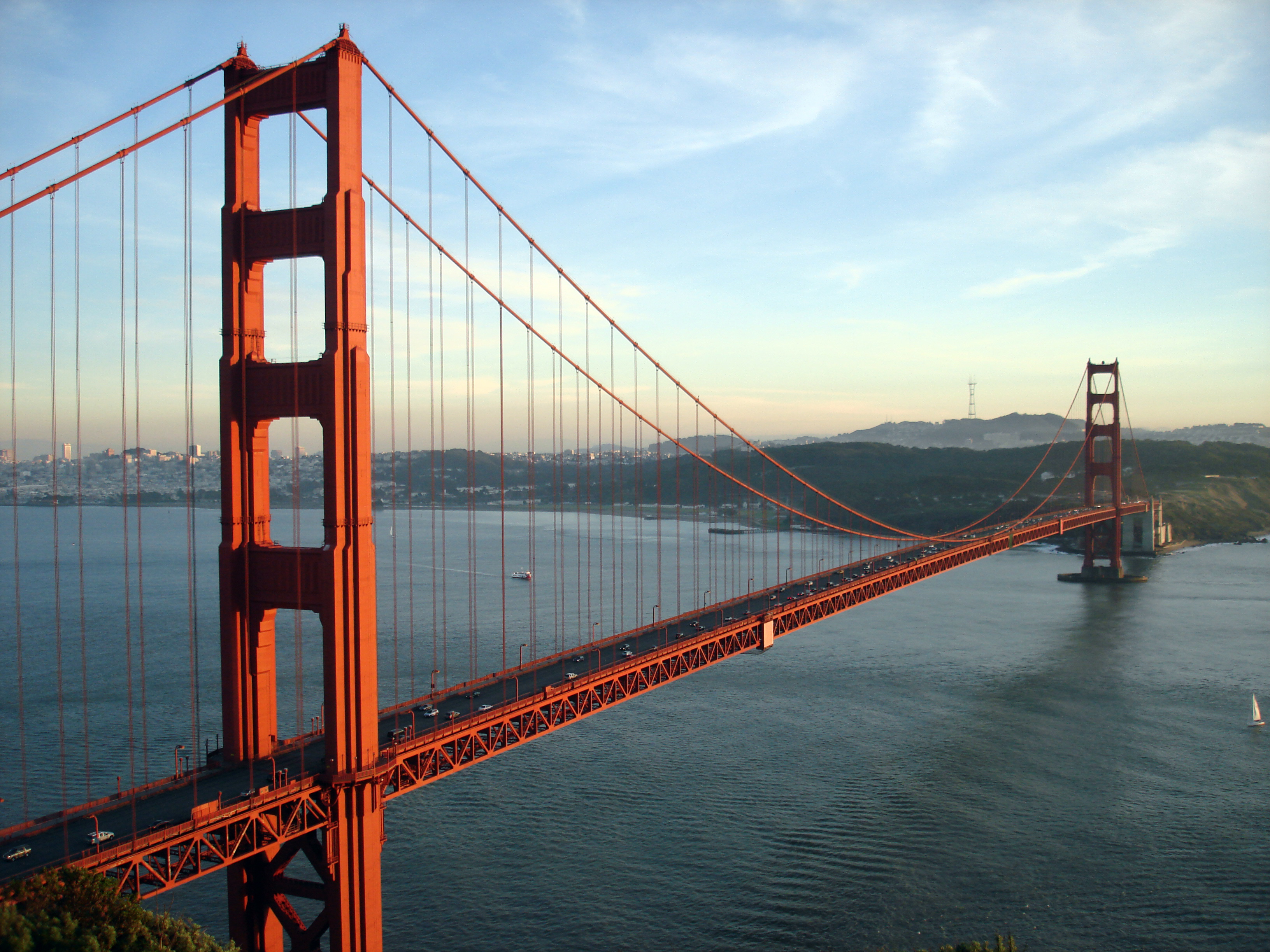
Construit en 1937, l'emblématique pont du Golden Gate à San Francisco est un pont suspendu avec une portée de 1280 m.

Les États-Unis se lancent dans la construction de ponts suspendus gigantesques. En 1931, le pont George-Washington à New York, construit par l’ingénieur Othmar Ammann, avec une travée centrale de 1 067 m, faisait plus que doubler les portées alors existantes. Six ans plus tard, le pont du Golden Gate à San Francisco portait ce record à 1 280 m. D'emblée, la grande élégance de ses lignes, le site grandiose qu'il marque, l'exploit technique qu'a représenté sa construction place cet ouvrage parmi les ponts le plus célèbres du monde. Bien d'autres ponts suspendus de moindre portée ont également été construits aux États-Unis, avec une tendance constante à augmenter la finesse du tablier.
En 1940 est achevé le pont de Tacoma dans l'État de Washington, qui présentait un tablier particulièrement élancé. Quelques mois après sa mise en service, il se met à osciller et à se vriller sous l'effet d'un vent modéré mais constant, jusqu'à son effondrement complet. En cause : l'instabilité aéroélastique des ponts à câbles, c'est-à-dire le couplage entre les mouvements propres du tablier et les effets du vent, et non un quelconque effet de résonance comme cela a parfois été dit. À partir de cette époque, des études aérodynamiques poussées ont été faites pour tous les grands ponts.
Dans les ponts suspendus récents, le tablier métallique à dalle orthotrope, dont la section transversale est testée en soufflerie comme une aile d'avion, a remplacé le tablier en treillis. La technique britannique est un certain temps en vedette avec la construction du pont sur la Severn (1966), du premier pont d'Istanbul (Turquie) (1973) et surtout du pont du Humber, achevé en 1981,. Mais tous les plus grands ponts suspendus récents sont asiatiques, avec en particulier le pont Akashi-Kaikyō, qui détient le record de portée des ponts toutes catégories, avec 1 991 m.

#### Ponts à haubans

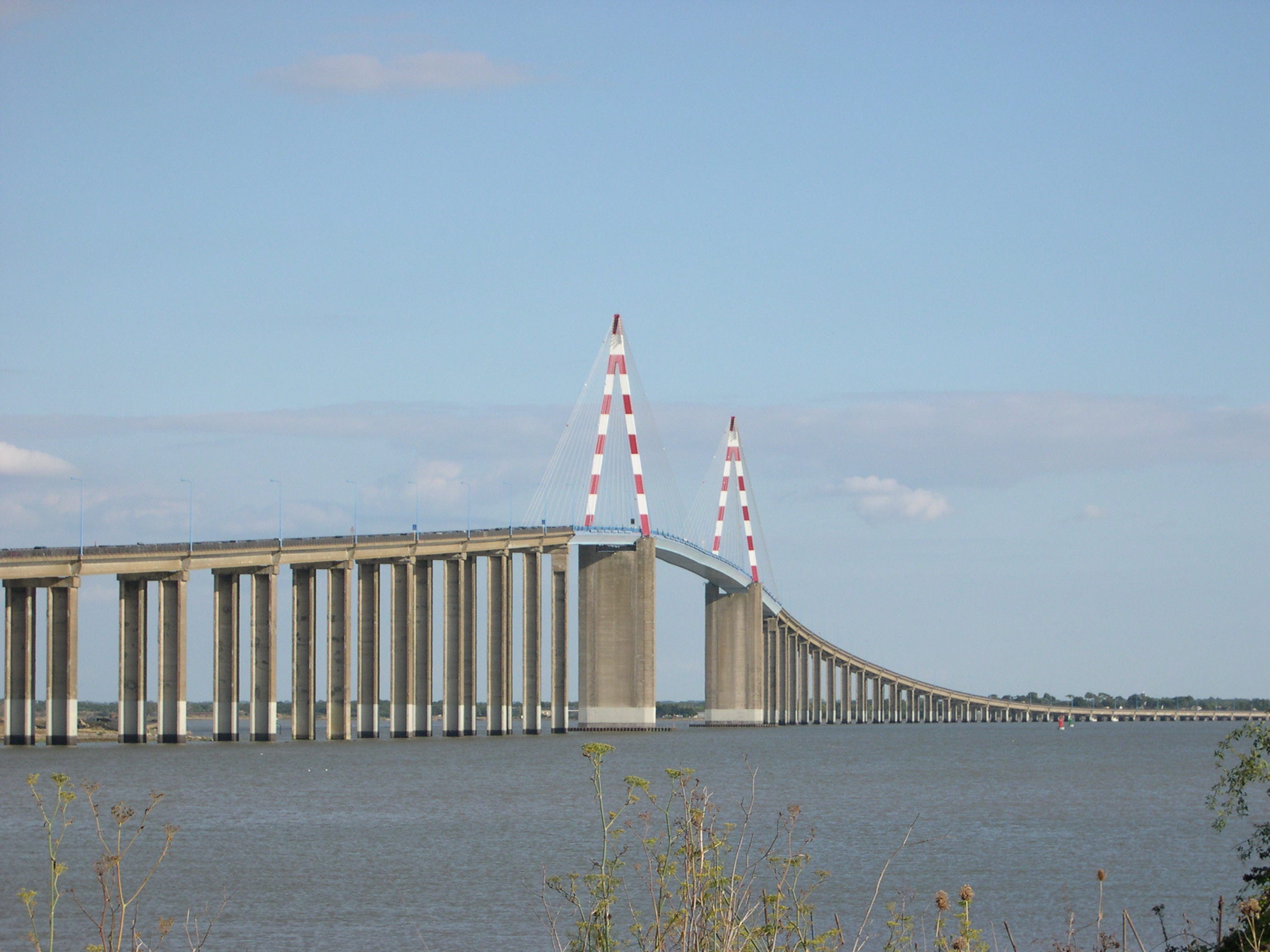
Le pont de Saint-Nazaire est un pont à haubans de 404 m de portée.

Bien que le principe des ponts à haubans soit aussi ancien que celui des ponts suspendus, ces ouvrages ne se développent que durant la première moitié du XXe siècle, notamment en France, avec les ponts conçus par Albert Gisclard et le pont de Lézardrieux (Côtes-d'Armor) (ce dernier a été transformé, en 1924, de pont suspendu en pont à haubans sans interruption de la circulation). Les premières réalisations importantes voient le jour en Allemagne, avec les trois ponts de Düsseldorf construits dans les années 1950. Les premiers ponts à haubans comportaient un tablier métallique de façon à diminuer le poids. Mais l'ingénieur italien Morandi réalise plusieurs ouvrages haubanés avec tablier en béton, dont le plus important est celui de Maracaïbo au Venezuela, avec plusieurs travées de 235 m. Les ponts à haubans de la première génération étaient caractérisés par un tablier épais (donc rigide) et un faible nombre de haubans.
La France semblait se tenir frileusement à l'écart du développement de cette technique lorsque, presque simultanément au milieu des années 1970, deux ouvrages remarquables viennent battre le record mondial de portée dans leur catégorie : le pont de Saint-Nazaire en Loire-Atlantique, à tablier métallique, avec une portée de 404 m, et le pont de Brotonne, en Seine-Maritime, à tablier en béton, avec une portée de 320 m. Ce dernier marque, dans le domaine des ponts haubanés à tablier en béton, une étape décisive.

#### Ère des grands calculs

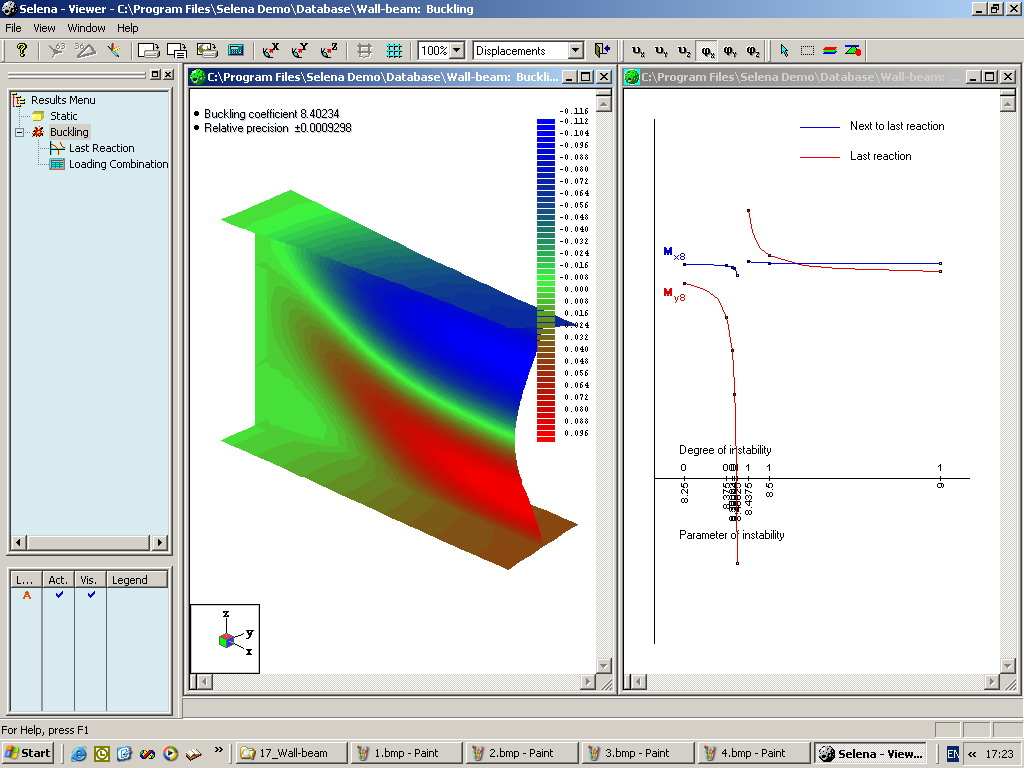
Application du calcul aux éléments finis - Visualisation des contraintes dans un voile déformé.

La méthode des éléments finis, apparue dans les années 1950, permet une approche du calcul des structures plus voisine de la réalité que celle, classique, de la résistance des matériaux. Cette nouvelle méthode détermine une structure par un nombre fini d’inconnues, en un nombre fini de points appelé nœuds auxquels sont associés des volumes élémentaires supposés petits : les éléments finis. L'application à chacun de ceux-ci des équations de la mécanique conduit à un système matriciel qui contient un très grand nombre d'inconnues. Le traitement du système final, à partir d’un maillage fin des nœuds, est inabordable à la main et nécessite des moyens de calcul puissants. Cette méthode permet, dans bien des cas, d'éviter d’avoir recours à des essais sur modèles réduits, toujours délicats à mettre en œuvre et d'interprétation parfois difficile. À la fin du XIXe siècle, les ingénieurs « calculaient » graphiquement leurs structures en treillis à l’aide de la statique graphique issue des travaux de Karl Culmann et de Crémona. C'est par ce moyen qu'a été calculée la tour Eiffel, ainsi que bien des charpentes et des ponts. Entre les deux guerres apparaissent des machines à calculer électro-mécaniques, qui ne sont en fait que des machines de Pascal améliorées.
Au début des années 1960, les premiers ordinateurs font leur apparition, le calcul scientifique se développe. Avec les calculateurs rapides, la méthode des éléments finis permet d'augmenter le champ des investigations, d'aborder et de résoudre correctement les systèmes bi ou tridimensionnels. Enfin, on arrive maintenant à la conception assistée par ordinateur (CAO) qui permet d'effectuer et d'affiner rapidement les inévitables itérations qui précèdent la définition et la vérification de tout projet. Avec les microordinateurs, la miniaturisation toujours plus grande et l’augmentation constante de la puissance de calcul, les grands calculs sont maintenant à la portée de tous les bureaux d’études.

### XXIesiècle

#### Nouveaux matériaux
La recherche expérimentale sur les bétons n’est entreprise qu’après 1940, sur la base des lois de Féret. Un béton ordinaire est composé d’un liant, de sable et de gravier. Dès la théorisation de la composition des bétons dans les années 1940, on sait que pour obtenir un béton de meilleure qualité, il faut minimiser le pourcentage de vides. Dans les années 1980, on découvre le moyen de réduire ces vides avec l’ajout de microparticules et d’adjuvants de types plastifiants : ainsi naissent les bétons hautes performances. La résistance à la compression de ces bétons peut être de 50 à 100 MPa. Une nouvelle rupture technologique intervient au début des années 1990 avec la mise au point des bétons dont la résistance est de 200 MPa en compression et de 40 MPa en flexion.
Les performances des aciers sont également sans cesse améliorées. Ces progrès permettent une réduction des coûts de transport et de construction grâce à un gain de matière : désormais, la construction avec des tôles moins épaisses nécessite moins de soudages et moins de peinture, la surface étant réduite à épaisseur égale. La réduction du poids propre autorise des charges d’exploitation plus élevées. Parallèlement ces aciers contribuent à réduire l’impact environnemental du fait d’une moindre utilisation de matière pour une fonction donnée. Alors que l’acier puddlé du viaduc de Garabit avait une limite d'élasticité de 100 MPa, les aciers couramment utilisés résistent actuellement à 350 MPa, comme la passerelle Simone-de-Beauvoir (2006) à Paris. L’acier utilisé pour le tablier du viaduc de Millau est de nuance S460 ; celui du pont Akashi-Kaikyō, qui détient le record du monde de portée avec 1 991 m, résiste quant à lui à 780 MPa.

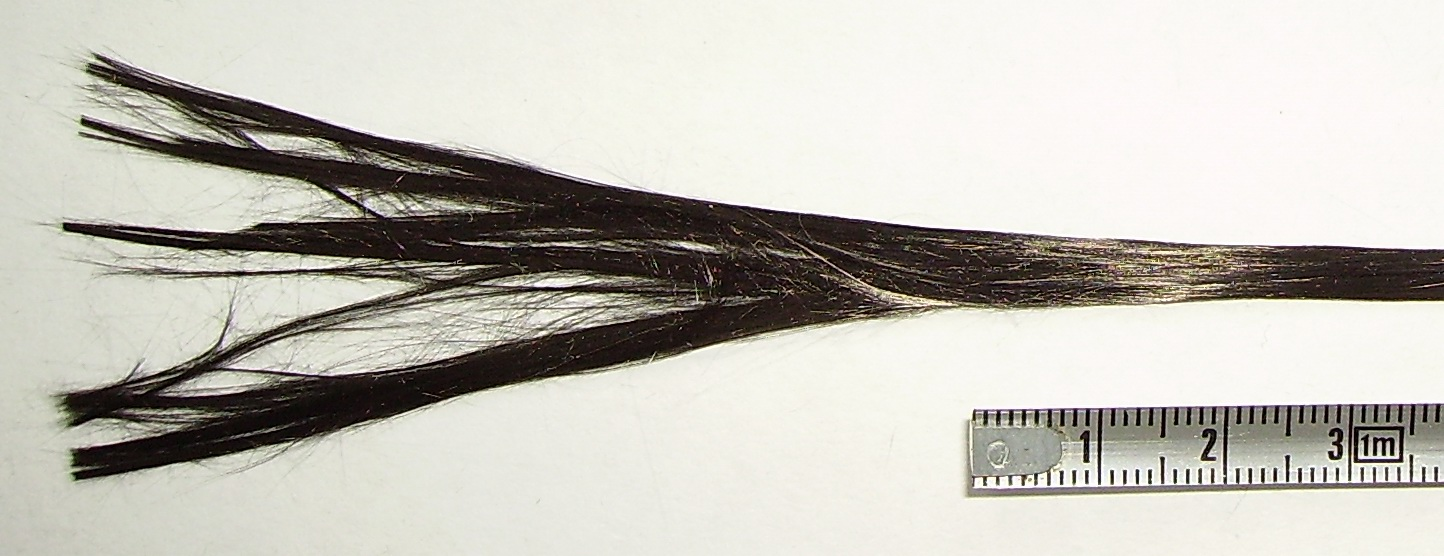
Fibres de carbone.

Les matériaux composites, comme des polymères renforcés de fibres (PRF) comportant des fibres de carbone (PRFC) ou des fibres de verre (PRFV), sont une nouvelle évolution récente de matériaux qui ouvrent la voie vers de nouvelles perspectives. Utilisés en tant que renforts pour faire face aux pathologies de structures en béton ou en bois, ils présentent de nombreux avantages ; des tests en laboratoire sur des poteaux, dalles et poutres de béton armé enveloppés de PRF (carbone ou verre) et avec un système de protection incendie ont montré une résistance au feu de quatre heures minimum ; ils maintenaient des températures basses dans le béton et les armatures d'acier, favorisant le maintien des résistances de ces matériaux porteurs pendant les essais. Le critère économique est aussi mis en avant : des ouvrages de génie civil ont ainsi été réhabilités pour des coûts de l'ordre de 40 à 60 % par rapport à des solutions conventionnelles.
L'utilisation de ces nouveaux matériaux n'est pas seulement limitée au domaine de la réhabilitation de structures ; le PRFV présente un module d'élasticité très proche de celui du béton et permet donc une très bonne compatibilité avec celui-ci. Soumises en laboratoire à des charges cycliques, des tiges de PRFV ont montré une résistance à la fatigue vingt fois supérieure à celle des tiges d'acier classiques et avec une durée de vie plus importante.

#### Nouvelles structures
L’accessibilité aux grands calculs et l’émergence de nouveaux matériaux permettent aux architectes de ne plus être limités dans leur conception et de laisser libre cours à leur imagination. Santiago Calatrava conçoit ainsi de nombreux ponts aux formes complexes sollicitant les matériaux de la structure en flexion et torsion, comme les arcs inclinés du pont Bac de Roda à Barcelone en 1992 ou du pont de l'Europe à Orléans en 2000 ou des ponts à haubans aux formes hardies comme le Puente de la Mujer à Buenos Aires en 2001 ou le pont de l'Assut de l'Or à Valence en 2008.
Les bétons fibrés à hautes performances permettent des prouesses technologiques. La passerelle de Sherbrooke au Canada, réalisée en 1997 et d’une portée de 60 mètres, est constituée d’un hourdis en dalle nervurée dont le hourdis supérieur en BFUP n’a qu'une épaisseur de 30 mm. En 2002, le tablier de la passerelle de Séoul a, lui aussi, une épaisseur de 3 cm mais pour une portée de 120 m.

## Conception
La conception d'un pont s’insère en général dans une démarche globale de projet routier ou ferroviaire prenant en compte à chaque niveau d’avancement des contraintes environnementales et fonctionnelles de plus en plus détaillées. Aux quatre grandes étapes d’un projet, à savoir, les études préliminaires, l’avant-projet, le projet et le chantier correspondent pour un pont les stades suivants : choix de familles de solutions et de prédimensionnement, puis avant-projet d’ouvrage d’art, projet et enfin réalisation. Selon l’environnement, le choix de l’ouvrage peut influencer le projet lui-même.

### Implantation et caractéristiques de l'ouvrage
La localisation d'un ouvrage d'art est souvent imposée par le projet d'infrastructure, excepté dans le cas de franchissement de brèches aux caractéristiques particulières où le choix entre plusieurs solutions de tracé dépend essentiellement du choix de l’ouvrage. Si le tracé ne comprend pas d'ouvrage exceptionnel, le poids financier des ponts est, en principe, faible devant celui des terrassements. Dans le cas contraire, l'implantation de l'ouvrage, et le choix de son type, doivent être examinés avec soin afin d’optimiser toutes les contraintes environnementales, techniques et financières. Ainsi l’analyse des franchissements de la vallée du Tarn en Aveyron (France) ou celui de la vallée du Loing dans le Loiret pour l’autoroute A19, ont conduit à réaliser les ouvrages les plus longs dans leur catégorie au niveau national, viaduc multihaubané pour l’un et pont mixte acier-béton pour l’autre.
Les caractéristiques géométriques dépendent essentiellement de la nature de la voie portée, mais peuvent être légèrement modifiées, afin de simplifier le projet du pont, améliorer son fonctionnement mécanique ou offrir une plus grande liberté dans le choix d'un type d'ouvrage dont le mode d'exécution comporte des exigences. En règle générale, les grands ouvrages doivent, dans toute la mesure du possible, être projetés droits : un biais, même modéré, complique l'exécution et induit un fonctionnement mécanique qui peut s'écarter sensiblement des modèles de calcul de la résistance des matériaux usuelle, surtout lorsqu'il s'agit de grands ouvrages construits par phases. Avec les progrès accomplis dans l'exécution des terrassements, la question de la longueur, voire du remplacement du pont par un remblai, en l'absence de contraintes majeures d'ordre esthétique ou hydraulique, peut se poser, surtout sur le plan économique. Cependant, un remblai neutralise une bande de terres d'autant plus importante que sa hauteur est grande, ce qui peut poser des problèmes si les terres en question ont une grande valeur agricole. Il est alors préférable de projeter un viaduc avec des travées de portées modérées.

### Données environnementales

#### Topographie
L’établissement d'un relevé topographique le plus précis possible est la première étape. La zone relevée doit être suffisamment large pour d’une part envisager toutes les possibilités d’ouvrages, et d’autre part définir les possibilités d'accès, les aires disponibles pour les installations du chantier, les stockages ou toute autre installation annexe.

#### Hydraulique et environnement

Animation d'affouillement dû au courant sur une semelle d'une pile de pont immergée.

Dans le cas du franchissement d'un cours d'eau, le régime hydraulique doit être parfaitement défini : fréquence et importance des crues, débit solide, charriage éventuel de corps flottants susceptibles de heurter les piles. Dans la démarche moderne de conception des ponts, une étude hydraulique est en général faite en amont. En France, cette étude a pour objet d’évaluer les incidences de la réalisation de l'ouvrage sur la ressource en eau, le milieu aquatique, l'écoulement, le niveau et la qualité des eaux, mais aussi d'appréhender l'impact du cours d'eau sur l’ouvrage, et de déterminer l'ensemble des données nécessaires à sa conception et à son dimensionnement et à celui des aménagements connexes,. Elle doit également définir les mesures de protection des écosystèmes aquatiques et de la qualité de la ressource en eau.
La présence d'un ouvrage en travers d'un cours d'eau introduit une perte de charge singulière, portant sur la hauteur d'eau et la vitesse d'écoulement. Le pendant de cette dissipation d'énergie est, pour l'ouvrage, une force de traînée qui, en cas de résistance insuffisante de l'ouvrage, peut entraîner sa ruine. Les ponts en maçonnerie avaient des piles très massives. Les vides (ouïes) qui étaient pratiqués dans le tympan permettaient un écoulement aisé de l'eau et réduisaient ainsi la charge hydraulique sur l'ouvrage.
Le pont est aujourd'hui conçu pour une crue dite crue de dimensionnement, puis le projet est vérifié pour une crue supérieure. Ainsi, le pont doit limiter ses impacts hydrauliques à des valeurs admissibles pour la crue de référence du risque d'inondation, à savoir, les PHEC (Plus Hautes Eaux Connues) si la valeur du débit correspond à une période de retour au moins centennale. Il doit par ailleurs être vérifié qu'aucune aggravation du risque d'inondation n'est possible par la présence de l'ouvrage ou sa défaillance lors des crues exceptionnelles dépassant la crue de dimensionnement. Une valeur de débit correspondant à une période de retour comprise entre 200 et 500 ans est en général retenue pour cette vérification. Mis à part les chocs, le plus grand danger réside pour les ponts modernes dans les affouillements, qui furent, par le passé, la cause la plus fréquente d'effondrement de ponts sur un cours d'eau, comme ce fut le cas pour le pont de Tours (France) en 1978. Les techniques modernes de fondations permettent d'éviter ce type d'accident, mais la connaissance de la hauteur d'affouillement possible au voisinage des appuis est indispensable pour dimensionner celles-ci. Pour minimiser ces risques mais également pour diminuer les coûts, les concepteurs limitent en général le nombre des appuis en eau.

#### Géotechnique
La reconnaissance géotechnique est faite dans un premier temps à partir d'une carte géologique et permet de contribuer au premier choix du type d’ouvrage. Des sondages sont ensuite faits au droit des appuis potentiels. Ils comprennent des carottages avec prélèvements d’échantillons, des essais pressiométriques et des essais au pénétromètre. Ces éléments doivent permettre de fixer définitivement la conception de l’ouvrage. Une attention particulière doit être apportée sur la présence éventuelle de failles ou de karst dans le sous-sol, qui pourrait contribuer à fragiliser, voire à ruiner, l’ouvrage.

### Données fonctionnelles
Les données fonctionnelles à collecter pour dimensionner correctement l’ouvrage sont : le tracé en plan de la voie, le profil en travers, tenant compte éventuellement d'élargissements ultérieurs, le profil en long, les charges d'exploitation (normales et exceptionnelles) ; les hauteurs libres et ouvertures à réserver (route, voie ferrée, voie navigable), la qualité architecturale, les sujétions de construction.
Le trafic routier induit sur les ponts-routes des charges verticales, des forces horizontales, des charges de fatigue, des actions accidentelles, des actions sur les garde-corps et des actions sur les remblais. Les piétons et deux-roues génèrent les mêmes effets, mais ils ne sont formellement pris en compte que dans le cadre d’ouvrages qui leur sont dédiés (passerelles) ou parties d’ouvrages. Pour l’Europe, la norme européenne EN 1991-2, Eurocode 1, définit les modalités de prises en compte de ces charges d’exploitation. Le nombre et la largeur des voies de circulation étant définies, quatre modèles de charges dynamiques sont pris en compte : le système principal (modèle 1), les vérifications locales (modèle 2), les convois exceptionnels (modèle 3) et le chargement en foule (modèle 4). Concernant les ponts-rails, cinq modèles de chargement sont donnés dans la norme EN 1991-2.

### Dimensionnement
Le dimensionnement du pont passe par le pré-dimensionnement des éléments principaux de l’ouvrage (fondations, appuis, éléments porteurs) par application des règles de la résistance des matériaux puis par la vérification de l’ouvrage et des parties de l’ouvrage aux états limites sous certaines conditions de charges normées.

#### Fondations
En fonction de la portance du sol où sont localisés les appuis, le concepteur devra choisir entre fondations superficielles ou fondations profondes. Les fondations superficielles reposent sur le sol ou y sont faiblement encastrées. Elles travaillent grâce à la résistance du sol sur lequel elles s’appuient. Les fondations profondes traversent en général un sol médiocre et sont encastrées dans un sol consistant. Elles travaillent par frottement latéral du sol contre ses éléments. Des dispositions complémentaires peuvent être prises pour renforcer la portance du sol, comme l’injection de coulis de ciment dans le sol. La qualité et la précision des études géotechniques sont ainsi essentielles pour concevoir correctement les fondations d’un ouvrage.

#### Appuis
Les piles travaillent principalement en compression, mais aussi en flexion sous l’action dynamique du vent sur le tablier et les autres éléments de superstructures du pont, particulièrement pour les ponts de grande hauteur. Après les piles de ponts en maçonnerie des ponts voûtés et les piles métalliques des ouvrages du XIXe siècle, les piles modernes sont en général en béton armé. Certaines d’entre elles peuvent être précontraintes verticalement sur une section ou sur la totalité de leur hauteur, précisément pour lutter contre ces efforts de flexion. Le dimensionnement consiste donc à définir, en fonction de charges appliquées, la section de la pile ainsi que la nature et les dispositions des armatures d’acier.

#### Éléments porteurs
Pour les ponts à poutres, la hauteur des poutres est un paramètre important. Plusieurs considérations sont à prendre en compte pour leur dimensionnement selon la nature des matériaux. Pour les poutres préfabriquées en béton précontraint, si leur hauteur est trop grande, elles risquent de manquer de stabilité, lorsqu'elles ne sont pas encore solidarisées, et de présenter une trop grande prise au vent. En revanche, la réduction de la hauteur conduit rapidement à une augmentation considérable des quantités d'acier de précontrainte, et même des sections de béton. Pour les poutres de ponts métalliques, le nombre de poutres conditionne directement la hauteur de celles-ci. Depuis le début des années 1990, la tendance est à la diminution du nombre de poutres sous chaussée, mais l’adoption d’une structure à deux poutres n’est cependant pas systématique. De nombreux paramètres tels que le poids de l’acier, le transport ou le montage peuvent jouer en faveur d’une structure à plus de deux poutres.
Pour les ponts suspendus, à l’origine, l’étude du pont était celle du câble isolé, les plus gros efforts dans ce câble étant ceux de la charge totale et leur calcul était immédiat. Avec l’association câble - poutre de rigidité, l’étude était plus complexe. Dans ce cas, le câble est une funiculaire des charges qui lui sont transmises par les suspentes, et dont les côtés sont tangents à une parabole. Pour la poutre de rigidité (tablier), la section est en général constante et le maximum du moment fléchissant est situé à peu près au quart (25 %) de la portée.
Pour les ponts à haubans, le dimensionnement du tablier est dicté par les sollicitations de flexion transversale, par la reprise des efforts ponctuels dans la zone d’ancrage des haubans et, dans le cas des tabliers à suspension axiale, par la limitation de la déformation en torsion sous l’effet de charges d’exploitation excentrées.

#### Vérification aux états limites
Un ouvrage doit présenter durant toute sa durée d’exploitation des sécurités suffisantes pour d’une part à éviter sa ruine ou celle de l’un de ses éléments, et d’autre part empêcher un comportement en service pouvant affecter sa durabilité, son aspect ou le confort des usagers. La vérification des structures se fait ainsi par le calcul aux états limites. Les vérifications doivent être faites pour toutes les situations de projet et tous les cas de charges appropriés, pour deux types d’états limites : l’état limite de service (ELS) et l’état limite ultime (ELU).
Les États Limites de Service correspondent à des états de la structure lui causant des dommages limités ou à des conditions au-delà desquelles les exigences d’aptitude au service spécifiées pour la structure ou un élément de la structure ne sont plus satisfaites (fonctionnement de la structure ou des éléments structuraux, confort des personnes, aspect de la construction). Ils sont relatifs aux critères d’utilisation courants : déformations, vibrations, durabilité. Leur dépassement peut entraîner des dommages à la structure mais pas sa ruine. Ils concernent la limitation des contraintes, la maîtrise de la fissuration, la limitation des flèches,.
Les États Limites Ultimes concernent la sécurité des personnes, de la structure et des biens. Ils incluent éventuellement les états précédant un effondrement ou une rupture de la structure. Ils correspondent au maximum de la capacité portante de l’ouvrage ou d’un de ses éléments par la perte d’équilibre statique, une rupture ou déformation plastique excessive, ou l’instabilité de forme (flambement…). Les vérifications aux états limites ultimes portent sur la flexion, l’effort tranchant, la torsion, le poinçonnement et la fatigue,.

#### Modélisation des ouvrages

Animation de tourbillons de Karman autour d’une pile de pont cylindrique.

Les ponts sont soumis à des actions dynamiques caractérisées par des paramètres variant dans le temps. Les charges routières ou ferroviaires entrent en premier lieu dans cette catégorie : les contraintes qu’elles induisent dans les sections du tablier sont des fonctions du temps dépendant, entre autres, des caractéristiques vibratoires et d’amortissement des véhicules lourds ou des trains et du tablier. Les modèles appliqués sont calibrés pour envelopper les effets dynamiques du trafic réel. Les effets du vent ou des séismes sont plus difficiles à appréhender, particulièrement pour les structures souples comme les ponts à câbles. Il est dès lors souvent nécessaire d’avoir recours à une modélisation numérique ou physique de l’ouvrage ou d’une des parties de l’ouvrage pour définir ces effets et préciser les dispositions constructives qui en découlent. La première étape de l’analyse dynamique numérique d’une structure consiste à en créer un modèle représentatif. Ce modèle est généralement élaboré à l’aide de programmes généraux de calcul basés sur la méthode des éléments finis. Ainsi, un tablier en forme de poutre-caisson, possédant une section transversale pouvant être considérée comme indéformable est souvent modélisé à l’aide de barres. Par contre, les tabliers à faible inertie de torsion doivent faire l’objet d’une modélisation traduisant aussi fidèlement que possible les particularités du fonctionnement mécanique du tablier. Ensuite, la structure est soumise à des sollicitations aléatoires.
Les modèles physiques permettent quant à eux une représentation visuelle des effets. Selon les domaines d’études, des outils différents sont utilisés. Ainsi, l’effet des séismes sur un ouvrage ou ses fondations est souvent étudié à l’aide d’une centrifugeuse dans lequel le modèle est positionné. Le facteur de réduction d'échelle du modèle réduit est égal à l'accélération centrifuge qui lui est appliquée, pouvant aller jusqu’à 200 g. Les massifs de sol doivent être de mêmes caractéristiques mécaniques que celles des fonds dans lesquels sera implanté l’ouvrage. L’effet du vent est, quant à lui, étudié en soufflerie, installation du même type que celles utilisées pour l’étude des modèles réduits d’avions. Le viaduc de Millau, exposé à des vents violents a en particulier été étudié dans la soufflerie climatique du Centre scientifique et technique du bâtiment (CSTB) à Nantes. L’effet du pont sur les courants sédimentologiques nécessite pour sa part l’utilisation d’un canal hydraulique dans lequel sont restitués les fonds marins des sections en amont et en aval de l’ouvrage. Comme pour les séismes, il est nécessaire que les granulats utilisés pour le modèle soient parfaitement similaires à ceux du terrain étudié.

## Construction
L’exécution d’un pont comprend, chronologiquement, l’installation de chantier, les terrassements généraux, puis la construction des fondations, des culées, des piles et enfin des éléments porteurs (tablier, arc ou suspension). Les techniques utilisées pour chacune des phases varient selon les matériaux utilisés et la configuration des lieux, avec un recours plus ou moins important à la préfabrication. Un aperçu très sommaire des techniques les plus utilisées est donné ci-après par type d’ouvrage.

### Ponts voûtés et ponts en arc

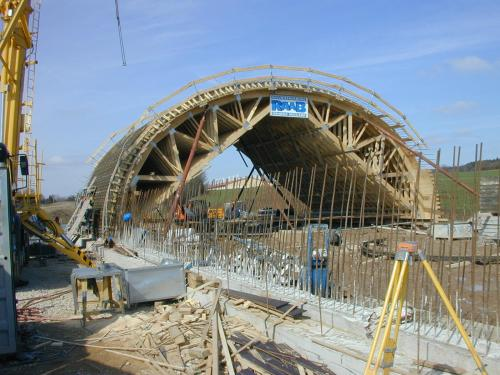
Cintre en bois fabriqué pour la construction d'un pont en arc moderne.

Les ponts voûtés en maçonnerie ou en béton armé, comme d’ailleurs les ponts en arc jusqu’à une certaine portée, sont construits à l’aide de cintres. Ces échafaudages permettent d’offrir un support temporaire aux matériaux constituant la voûte ou l’arc tant que la structure n’a pas de cohésion propre, tout en assurant une conformité de la géométrie de la courbe intérieure de l’arc à celle projetée par les concepteurs. Le bois est le matériau qui a principalement été utilisé pour établir ces échafaudages, mais d’autres matériaux ont été employés : charpente métallique, rails courbés, rail et charpente, charpente démontable en tube, poutrelles métalliques. Plusieurs modes de construction de la voûte ont été employés : la construction par épaisseurs successives, dite construction par rouleaux, et la construction par tronçons. La construction par rouleaux, déjà utilisée par les Romains, présente l'avantage d'homogénéiser l'épaisseur des joints entre l'extrados et l'intrados, en particulier dans le cas de voûtes en briques. Certains auteurs l’ont toutefois déconseillée, lui reprochant une mauvaise répartition des charges, le premier rouleau portant presque tout, les autres n'ayant qu'un rôle de blocage. La construction par tronçons consiste à fractionner la voûte en tronçons en réservant des joints vides à certains endroits clés, ce qui permet d’éviter ou tout au moins de limiter la fissuration de la voûte.
Certaines phases sont critiques comme en particulier le décintrement. Lorsqu'une voûte est achevée et qu'elle repose sur son cintre, elle charge ce cintre assez fortement et il est difficile de démonter les bois sans risquer des tassements importants à une époque où le mortier n'a pas encore fait prise. Plusieurs méthodes ont été utilisées pour cette phase, la plus récente étant l’utilisation de vérins.
Outre la méthode de construction sur cintres, les ponts en arc peuvent également être construits par encorbellement. Comme pour les ponts à poutres, l’arc est construit par sections qui sont mises en place par haubanage à l’aide de grues. Une autre méthode, plus rare, consiste à construire l’arc à la verticale, par moitié, puis le descendre en rotation sur l’articulation au niveau d’un appui.

### Ponts à poutres

Schéma de quatre étapes d'une construction d’un pont à poutres par préfabrication puis lançage à l’aide d’un cintre lanceur.

La construction des ponts à poutres en béton armé, comprend l’installation de chantier, les échafaudages et les coffrages, le ferraillage et le bétonnage. L’échafaudage est celui d’un plancher pour les dalles pleines, les ponts à fond plat, les poutres plates à nervures, c’est-à-dire un système d’étais et de poutre portant les planches du coffrage, ou sur le fond de moule des nervures.
Les ponts métalliques à poutre sous chaussée à âme pleine ou en caisson sont le plus souvent réalisés à l'aide de grands éléments, exécutés en usine, transportés par voie fluviale et mis en place à l'aide de puissantes bigues flottantes pour les ouvrages qui le permettent ou transportés par convois exceptionnels terrestres ou ferroviaires pour les autres. L'assemblage est effectué par soudure en place. Une autre solution, intéressante, consiste à procéder à l'assemblage sur chantier à l'aide de boulons à haute résistance, serrés à une valeur prédéterminée à l'aide de clés pneumatiques à choc, permettant de développer une précontrainte transversale d'assemblage analogue à celle des rivets. La structure est ensuite mise en place par lançage, opération consistant à tirer tout ou partie de l’ossature porteuse en la faisant rouler sur des galets ou glisser sur des patins.
Les ponts en béton précontraint sont plus économiques et plus rapides à construire. Ils peuvent être construits soit par encorbellement, soit par lançage ou poussage. Dans le premier cas, le pont est construit par tronçons, appelés voussoirs, à partir des piles. Ceux-ci peuvent être préfabriqués et mis en place par grue ou coulés en place à l'aide de cintres autolanceurs constitués de poutres métalliques appuyées sur les piles définitives et permettant de supporter le poids de béton de la travée à réaliser. Après mise en précontrainte, l'ensemble du cintre est déplacé dans la travée voisine. Dans le cas du lançage, l’ensemble du tablier est préfabriqué sur une aire de préfabrication puis déplacé à son emplacement définitif. Cela peut être fait à l’aide d’un cintre lanceur ou bien par poussage, à l’aide de vérins.

### Ponts à câbles
La construction des ponts suspendus et celle des ponts à haubans présentent une difficulté commune : la pose et la mise en tension des câbles ou haubans.
Pour les ponts suspendus, les câbles sont composés de torons qui sont posés séparément puis assemblés à chaque extrémité. Les suspentes sont ensuite amenées, une à une, chacune à son emplacement, grâce à une poulie baladeuse. Le tablier est enfin construit symétriquement à partir de chaque appui, pour assurer une répartition des charges dans les câbles.
Pour les ponts à haubans, deux options existent : la tension des haubans est ajustée après achèvement du tablier ou les haubans sont directement réglés, en phase de construction, de telle manière que leur tension définitive soit obtenue en une seule fois après mise en œuvre des équipements. Cette deuxième option n’est en général retenue que pour les ponts en béton en poutre-caisson, du fait du faible poids des superstructures par rapport à celui du tablier.

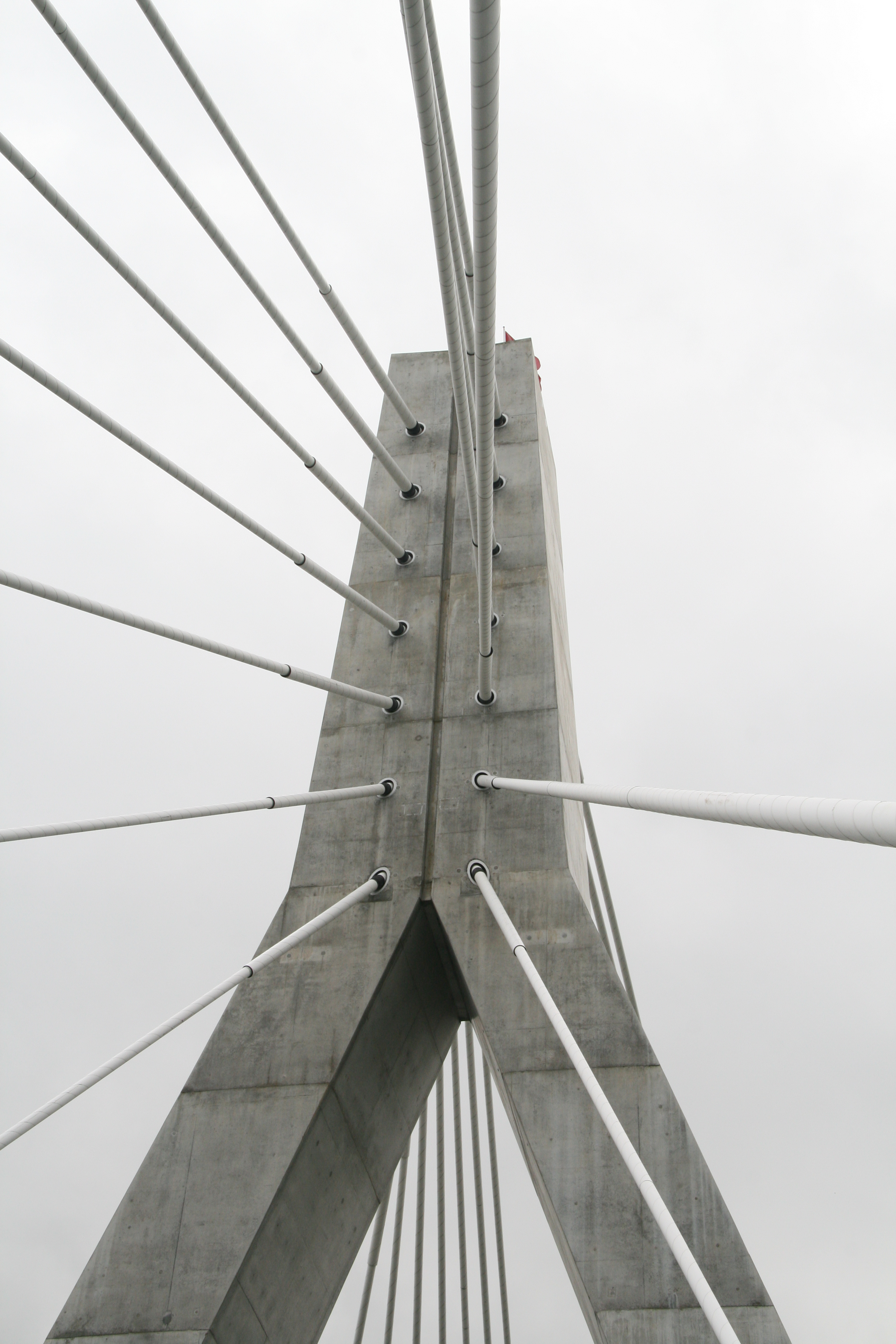
Pylône - Pont à haubans de la Poya, Fribourg, Suisse

## Pathologie et réparation

### Pathologie
Dès leur mise en service, les ponts sont soumis à de multiples sollicitations et agressions qui peuvent engendrer des désordres. Plus le pont est ancien, plus le risque d’apparition de désordres est important. Mais quelquefois des sollicitations répétées, comme un trafic au-delà des seuils pris en compte lors de la conception, peuvent conduire à des désordres rapidement.

#### Ponts en maçonnerie
Les ouvrages maçonnés restent globalement en bon état très longtemps. Ce sont des ouvrages très robustes, mais la défaillance des étanchéités conduit lentement à la dégradation par l’eau des matériaux constituant la maçonnerie. On peut rencontrer des disjointoiements entre pierres ou encore des tassements d’appuis, dus à des fondations précaires en site aquatique (d'où l'importance de l'entretien afin de pérenniser les ouvrages). Enfin, on constate également des problèmes d’insuffisance de résistance des structures en flexion ou à l’effort tranchant.

#### Ponts métalliques

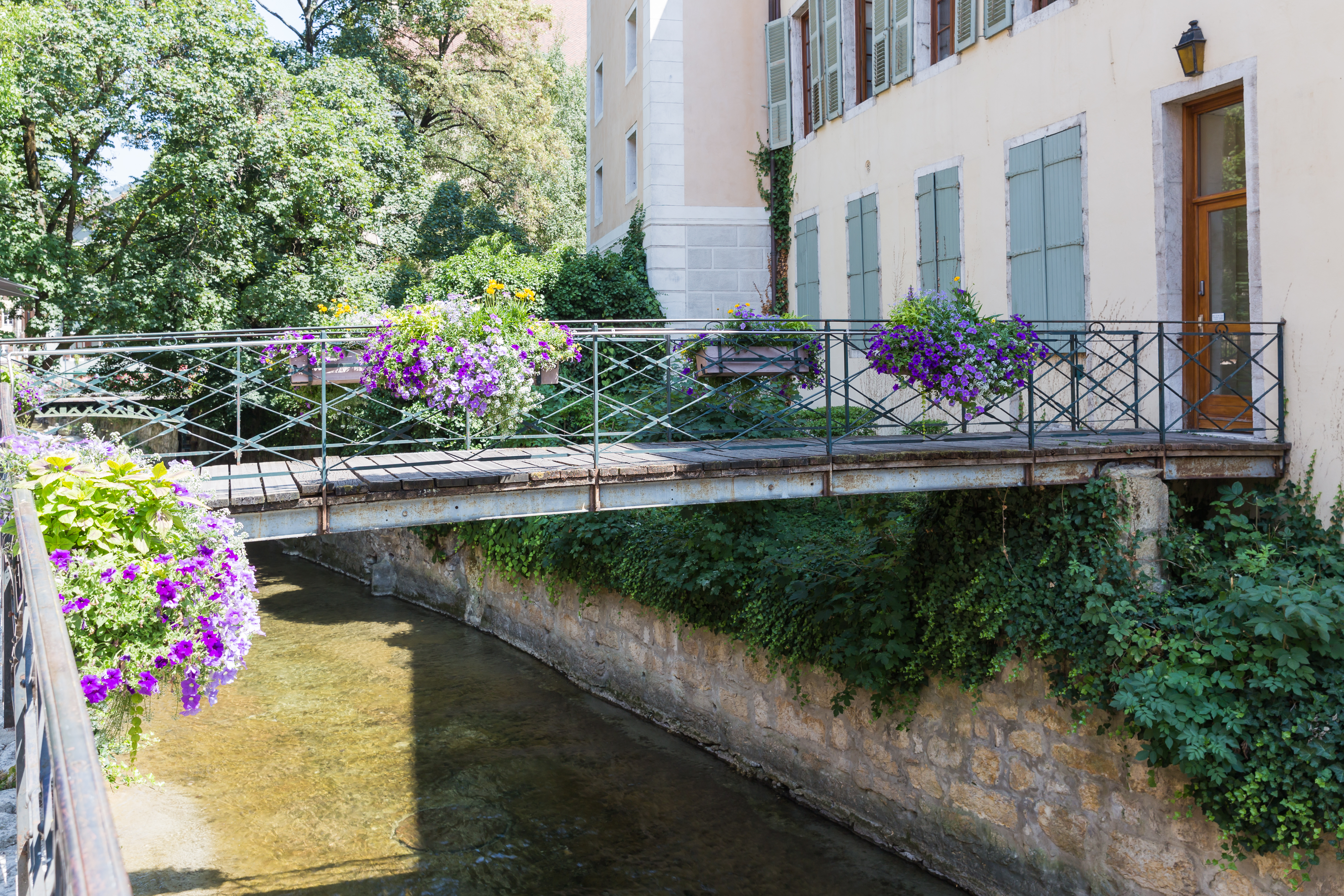
Pont surplombant le Thiou à Annecy, France.

L’acier est très agressé par l’environnement oxydant. La plupart des pathologies qui les atteignent sont aujourd’hui connues. Des problèmes de corrosion existent dans les structures métalliques dont la peinture a été mal entretenue. On observe aussi des fissurations de fatigue dans certains tabliers à dalle orthotrope. Les fissures doivent être réparées. Dans les cas les plus critiques, l’ouvrage doit être remplacé. Une remise en peinture régulière est également impérative.

#### Ponts en béton armé
Les matériaux béton et acier subissent des phénomènes de vieillissement naturel. Ils fonctionnement très bien dans un environnement stable, mais plongés dans un environnement agressif, certaines réactions chimiques dues à la présence du gaz carbonique et de chlorures entraînent naturellement des dégradations. Ainsi, la première cause de pathologie est la corrosion des armatures du béton armé, lorsque les enrobages sont mal respectés, ou sous l’effet d’agressions dues aux sels de viabilité hivernale.
On observe également des pathologies du béton avec l’alcali-réaction des ouvrages datant des années 1970-1980, la réaction sulfatique interne : c’est un gonflement du béton dû à un échauffement excessif lors de sa prise. Le gel et le dégel provoquent aussi un écaillage des bétons, par exemple sur les corniches ou les supports de barrières de sécurité.

#### Ponts en béton précontraint

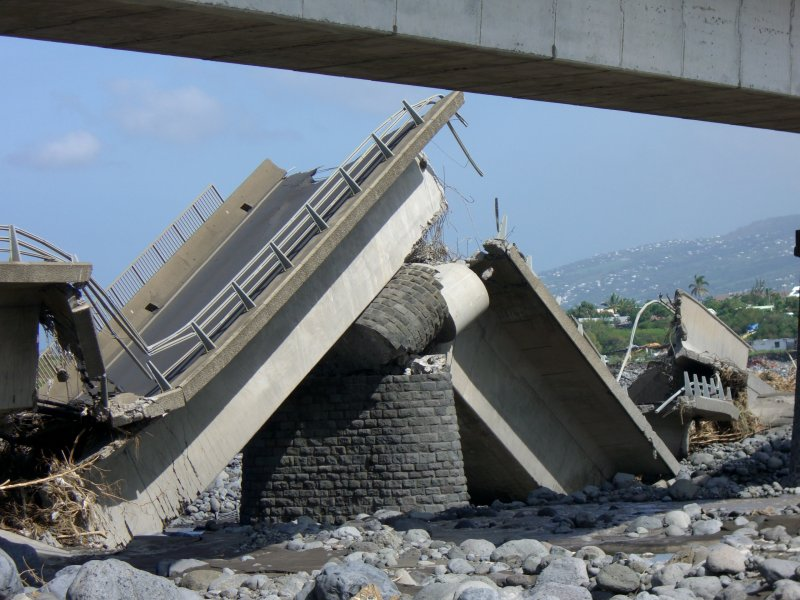
Le pont de la rivière Saint-Étienne (La Réunion) détruit peu après le cyclone tropical Gamède, en 2007.

La corrosion des câbles de précontrainte dans les ouvrages en béton précontraints est la défaillance la plus fréquente. De nombreux ouvrages en Grande-Bretagne ont été confrontés dans les années 1980 à ce problème. Un petit pont (Ynys-y-Gwaes) s’est ainsi effondré dans la rivière le 4 décembre 1985, à cause de la corrosion des câbles de précontrainte qui n’étaient pas protégés de façon satisfaisante. Ces événements n’avaient pas été correctement anticipés. Aujourd’hui, les techniques permettent une protection des câbles à l’intérieur de gaines, avec réinjection contrôlée pour que les efforts de précontrainte soient pérennes.

#### Fondations
La défaillance des fondations par tassement dû à une défaillance du sous-sol d’appui ou par affouillement du fait des écoulements de l’eau est une pathologie commune à tous les types de ponts. En France, un exemple lié aux aléas naturels est celui de l’effondrement, le 25 février 2007, du pont de la Rivière Saint-Étienne sur l’île de La Réunion. En fait, la rivière en crue a creusé le sol de fondation d’une pile du pont. Celle-ci a fini par céder, et toutes les travées sont successivement tombées.

### Techniques de réparation

#### Ponts métalliques
Toute réparation d’un ouvrage doit être précédée par un diagnostic de la structure et des désordres rencontrés. L’ensemble des techniques et méthodes de construction des ouvrages sont utilisées en réparation, soit en atelier en préparation d’éléments, soit sur site pour raccorder ces éléments à la structure en place.
Pour le remplacement d'éléments endommagés, il convient de mettre en place une structure de soutien provisoire pour éviter que le remplacement d’une barre ou d’un treillis métallique ne mette en péril la structure. Une structure métallique peut être renforcée en augmentant la section de ses éléments les plus faibles par ajout d'un profilé ou d'une tôle. Pour les structures rivetées très sollicitées, les rivets les plus endommagés doivent être remplacés, pour celles qui sont soudées, des techniques spécifiques sont utilisées.

### Ponts en maçonnerie ou en béton
Le traitement des fissures du béton ou d’un pont en maçonnerie peut être fait de plusieurs manières : soit par injection d’un produit de scellement assurant une liaison mécanique et/ou une étanchéité, soit par calfeutrement, consistant à les colmater sur une certaine profondeur par un produit souple, soit par pontage et protection localisée soit enfin par protection généralisée comme avec un béton projeté.

## Fin de vie

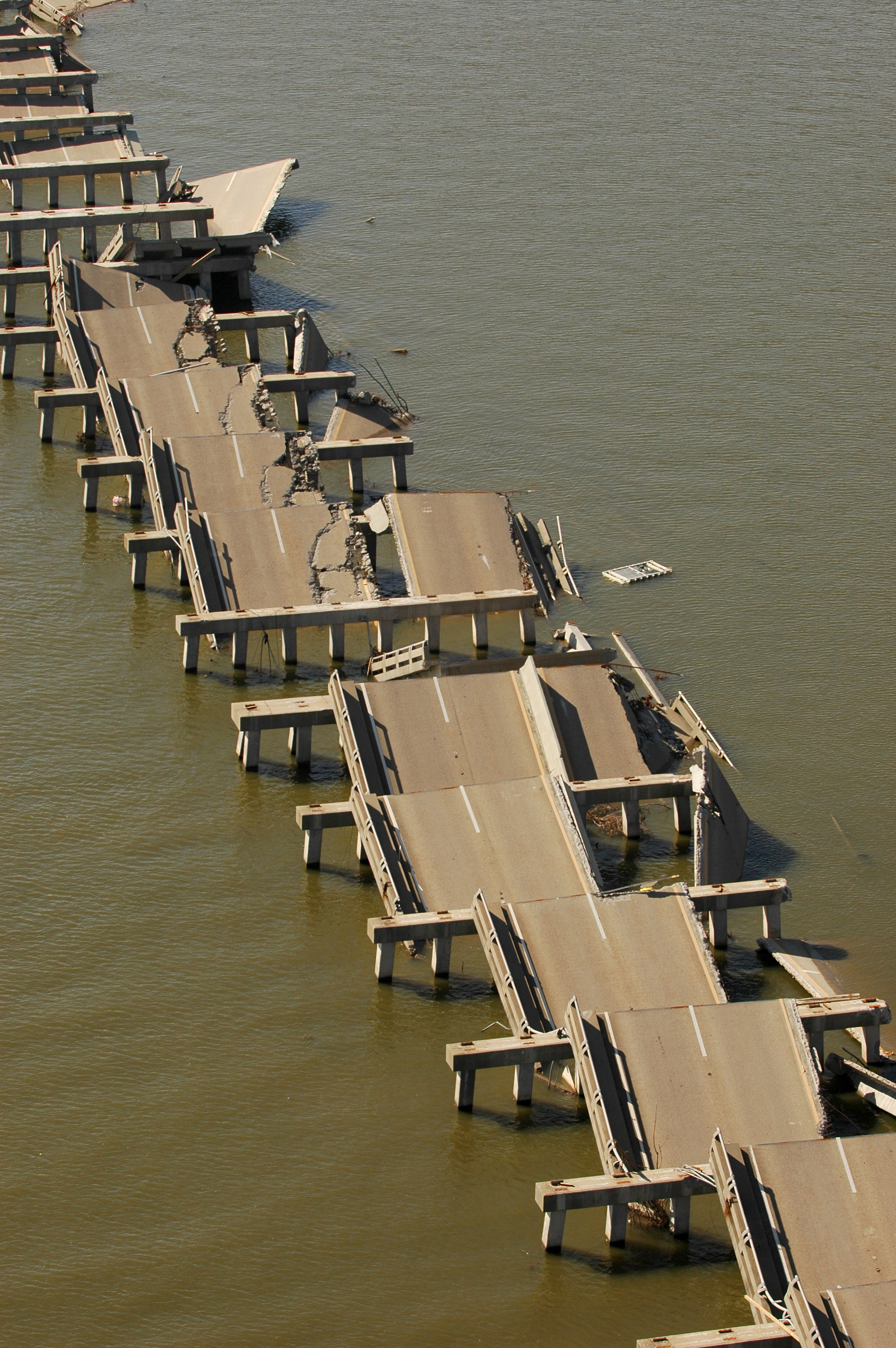
St. Louis Bay Bridge sur le Mississippi, après l'Ouragan Katrina

La durée de vie de ponts est de 46-76 ans pour les ponts en acier, de 47-86 ans pour les ponts en béton armé. À la suite d'un entretien régulier, de réparations et de modifications importantes, certaines parties des ponts en acier peuvent survivre pendant 100 ans ou plus. Le premier pont en béton précontraint aux États-Unis n'a été achevé qu'en 1951, et c'est la construction du réseau routier interétatique (Interstate highway) qui a entraîné la prédominance des ponts routiers en béton aux États-Unis. Six facteurs autres que le temps influencent la vie utile des ponts : (1) inondation ; (2) feu ; (3) vent ; (4) affouillement de fondation ; (5) guerre et (6) collision. Les dépassant toutes, avec un trafic de plus en plus important et des exigences sociétales changeantes, l'obsolescence fonctionnelle, et non le temps, rendent obsolète tout type de pont bien avant qu'il échoue structurellement. La pratique veut que les ponts en acier soient déclassés , non pas parce que les poutres atteignent la fin de leur vie structurelle, mais en raison de l'obsolescence fonctionnelle. Le changement de volume du trafic, de charges ou de modèles peut nécessiter un pont plus large, plus fort, plus grand et plus long. Souvent, les principales voies de circulation s'éloignent du pont. Dans les zones reculées, là où les efforts de préservation historiques les ont sauvés, de nombreux ponts en acier ne sont pas déconstruits, mais laissés en place, fermés à la circulation. Dans certains cas, avec des ponts plus petits, la superstructure est réutilisée à un autre endroit, là où l'ancienne structure du pont est suffisante pour le trafic local. C'est une réutilisation positive des poutres en acier. Si elles ne sont pas laissées en place ou réutilisées, puisqu'elles peuvent constituer une matière première pour la production d'acier neuf, les poutres en acier obsolètes sont recyclées. Les options pour les ponts en béton ou en maçonnerie sont moins étendues.
Pour la construction initiale de conceptions équivalentes pour un emplacement particulier, un pont en béton armé (d'acier) a généralement des effets environnementaux plus faibles qu'un pont en acier. L'incertitude de la durée de vie du pont et les incertitudes connexes sur les données rendent difficiles les comparaisons annualisés basées sur les effets environnementaux. Les taux de réutilisation et de recyclage favorable du pont d'acier peuvent entraîner des effets environnementaux annualisés plus faibles. Dans des applications particulières, cependant, un matériau peut être préféré à l'autre en raison de critères techniques, esthétiques ou économiques, indépendamment des effets environnementaux globaux.

## Grandes catastrophes de ponts
Les ponts sont des structures constituées d’éléments physiques assemblés en vue de répondre à une fonction pratique. Ces éléments interagissent et, dans certains cas, un ou plusieurs d’entre eux peuvent être défaillants ou le système mécanique peut lui-même ne plus offrir la fonction attendue de lui et entraîner la destruction de l’ouvrage dans son ensemble. De grandes catastrophes de ponts se sont ainsi produites par le passé, causant parfois un grand nombre de victimes.
Si les ponts en bois et les ponts en pierre, les plus anciens, fragiles de par leur conception et pas toujours réalisés dans de bonnes conditions, se sont souvent effondrés ou ont été détruits par des phénomènes naturels comme les débâcles d’hivers rigoureux ou des incendies, peu de ces sinistres sont restés dans la mémoire des hommes. Seuls le pont de Sterling en Écosse en 1297 ou le premier grand incendie du pont de Londres en 1212 sont connus comme ayant généré un grand nombre de victimes.
Les catastrophes les plus spectaculaires concernent essentiellement des ponts métalliques. Pour certaines, des phénomènes de résonance de l’ouvrage ont été incriminés. C’est en particulier le cas pour le pont d'Angers en France en 1838, le pont de Saint-Pétersbourg en 1905 et le pont de Tacoma (États-Unis) en 1940. Les expertises modernes ont mis en avant plutôt des défaillances de matériaux ou des phénomènes physiques particuliers comme le couplage aéroélastique tablier-vent pour le pont de Tacoma. Pour beaucoup des phénomènes naturels (tempête, séisme ou coulée de boue) sont à l’origine des sinistres.
L'effondrement du pont Morandi est un cas de rupture d'un ouvrage haubané en béton précontraint.
Dans la plupart des cas, les causes sont à rechercher dans un défaut dans les matériaux ou dans la structure. L’erreur humaine est quant à elle systématiquement présente, soit du fait d’un défaut de conception, soit au niveau de la réalisation, soit enfin dans un défaut de suivi ou d’alerte.

## Ponts remarquables

### Grands ponts
Les grands ponts sont caractérisés par leur longueur totale, leur hauteur ou leur portée.

#### Plus grandes longueurs
| Plus longs ponts (classés selon leur longueur totale) |
| --- |
| Pont Danyang-Kunshan (164 800 m) • Grand viaduc de Weinan Weihe (79 732 m) • Bang Na Expressway (54 000 m) • Lake Pontchartrain Causeway (38 422 m) • Pont Manchac Swamp (36 710 m) • Pont de la baie de Hangzhou (36 000 m) • Pont Runyang (33 660 m) • Pont de Donghai (32 500 m) • Pont Atchafalaya Swamp (29 290 m) • Pont No. 1 de Tianjin Binhai Mass Transit (25 800 m) • Pont-tunnel de Chesapeake Bay (24 140 m) |

#### Plus grandes portées
| Type de ponts                        | Les plus grands ponts (classés selon leur portée principale) |
| ------------------------------------ | --- |
| Pont suspendu                        | Akashi-Kaykyo (1 991 m) • Xihoumen (1 650 m) • Pont est du Grand Belt (1 624 m) • Pont Yi Sun-sin (1 545 m) • Pont Runyang (1 490 m) • Quatrième pont de Nankin (1 418 m) • Pont du Humber (1 410 m) • Pont de Jiangyin (1 385 m) • Pont Tsing Ma (1 377 m) • Pont Verrazano (1 298 m)                                   |
| Pont à haubans                       | Pont Yavuz Sultan Selim (1 408 m) • Pont de l'île Rousski (1 104 m) • Pont de Sutong (1 088 m) • Pont de Stonecutters (1 018 m) • Pont d’Edong (926 m) • Pont de Tatara (890 m) • Pont de Normandie (856 m) • Pont de Jingyue (816 m) • Pont d'Incheon (800 m) • Pont du Zolotoï Rog (737 m) • Pont de Chongming (730 m) |
| Pont en arc métallique               | Chaotianmen (552 m) • Lupu (550 m) • New River Gorge Bridge (518 m) • Bayonne Bridge (504 m) • Harbour Bridge (503 m) • Wushan (460 m) • Mingzhou (450 m) • Zhijinghe (430 m) • Xinguang (428 m) • Caiyuanba (420 m) |
| Pont à poutre en treillis métallique | Pont de Québec (549 m) • Forth Bridge (521 m) • Pont de Minato (510 m) • Pont Commodore Barry (501 m) • Crescent City Connection (480 m) • Pont de Howrah (457 m) • Veterans Memorial Bridge (445 m) • Tokyo Gate Bridge (440 m) • San Francisco-Oakland Bay Bridge (427 m) • Ikitsuki (400 m)                           |
| Pont en arc en béton                 | Pont de Wanxian (425 m) • Pont de Krk (390 m) • Pont de Zhaohua (364 m) • Pont de Jiangjiehe (330 m) • Hoover Dam Bypass (329 m) • Pont de Yongjiang (312 m) • Pont de Gladesville (305 m) • Ponte da Amizade (290 m) • Pont Infante D. Henrique (280 m) • Pont de Bloukrans (272 m)                                     |
| Pont à poutre en béton précontraint  | Pont de Shibanpo (330 m) • Pont de Stolmasundet (301 m) • Pont de Raftsundet (298 m) • Pont de Sundoy (298 m) • Pont d'Humen-2 (270 m) • Pont de Sutong-2 (268 m) • Pont de Honghe (265 m) • Pont de Gateway-1 (260 m) • Pont de Varodd (260 m) • Pont de Gateway-2 (260 m)                                              |

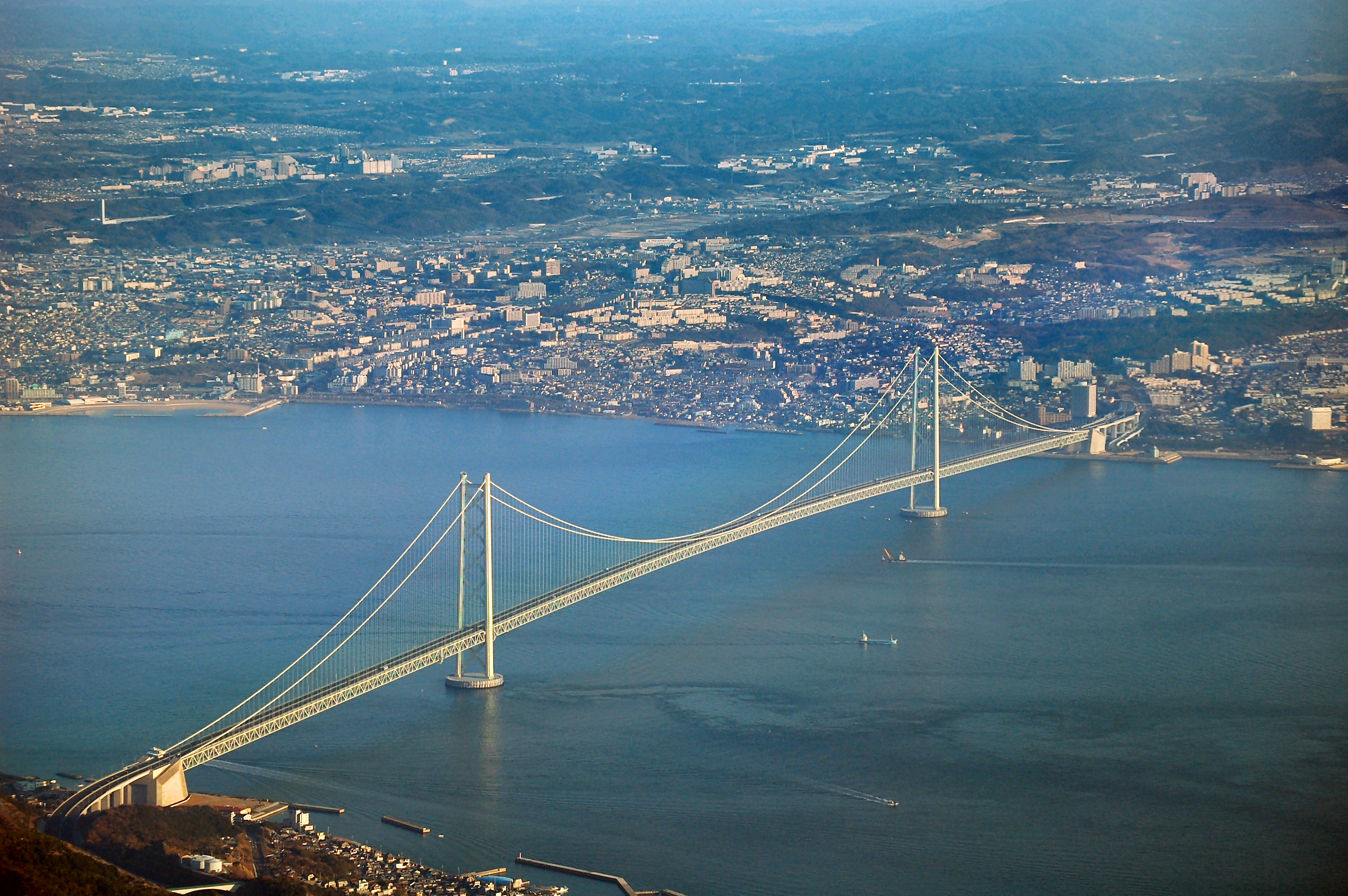
Le pont du détroit d'Akashi.
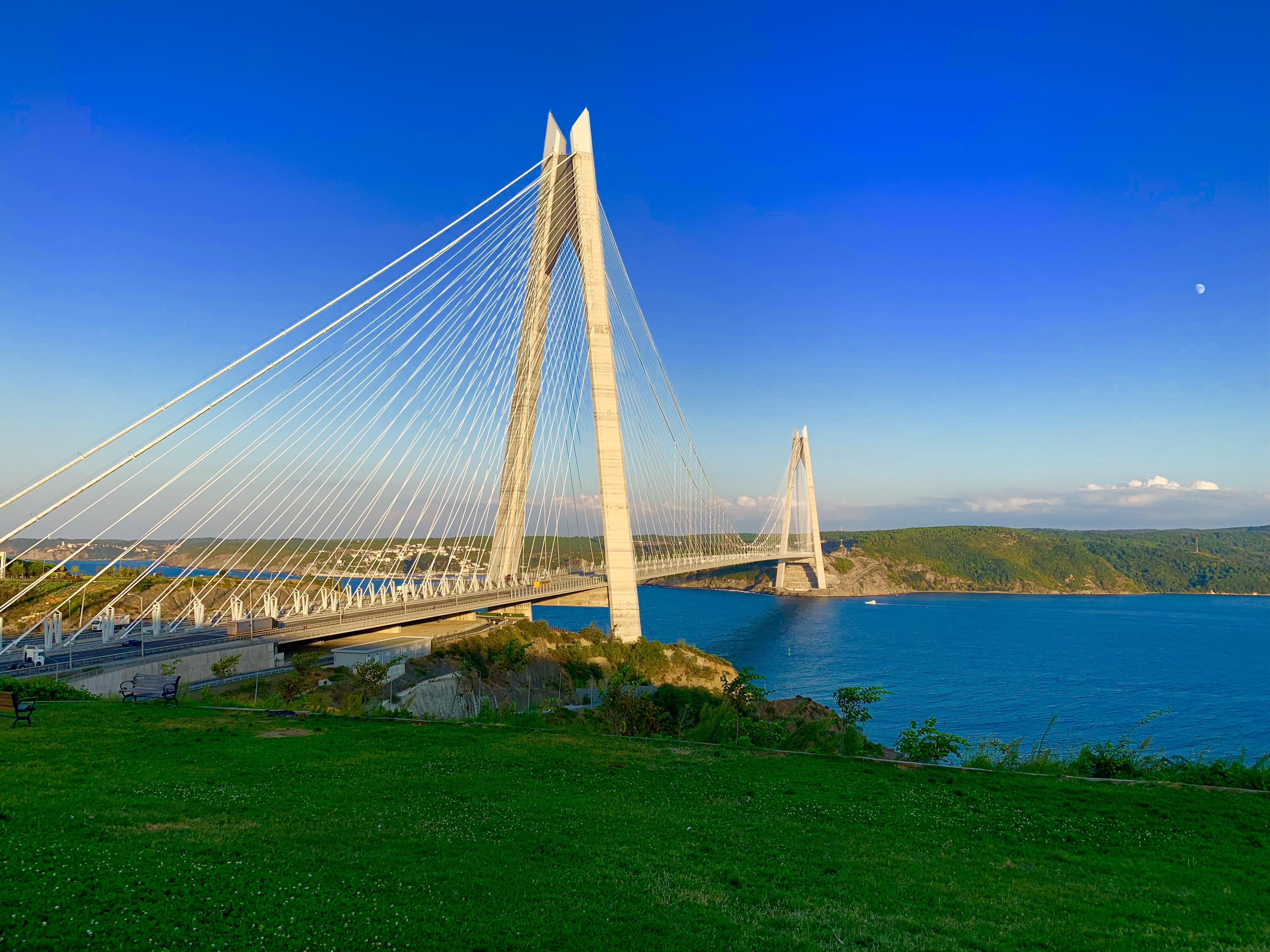
Pont Yavuz Sultan Selim
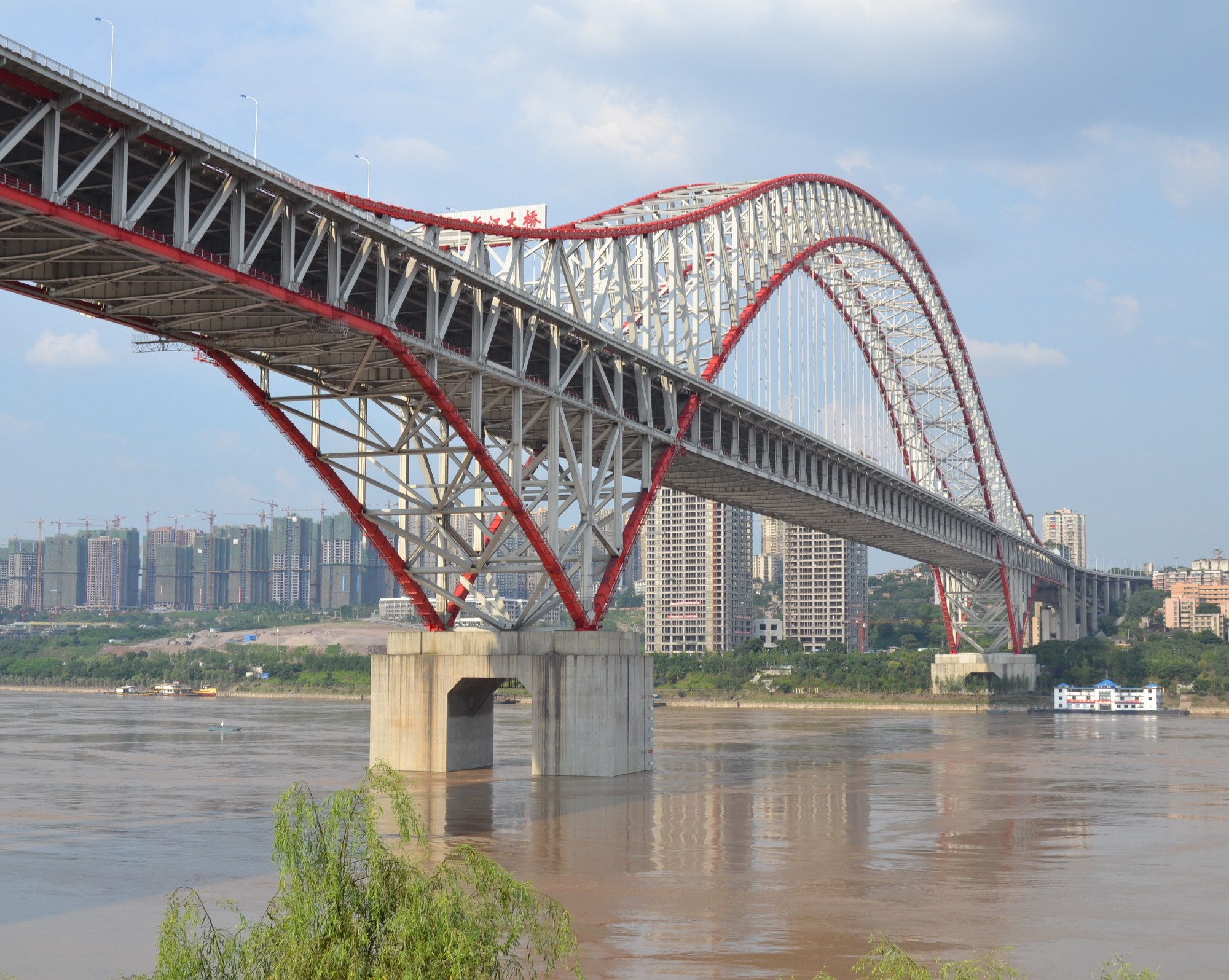
Le pont de Chaotianmen.
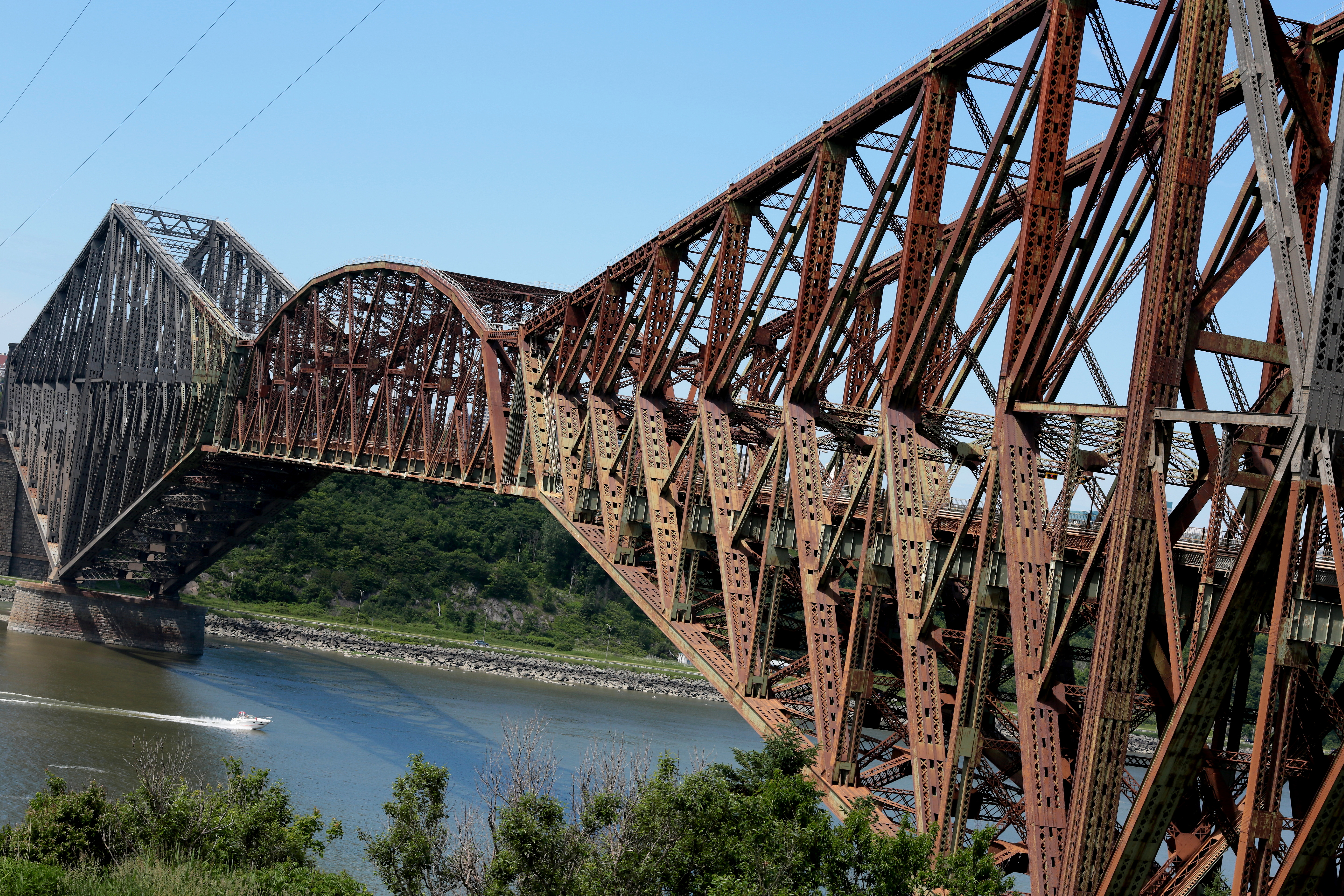
Le pont de Québec.
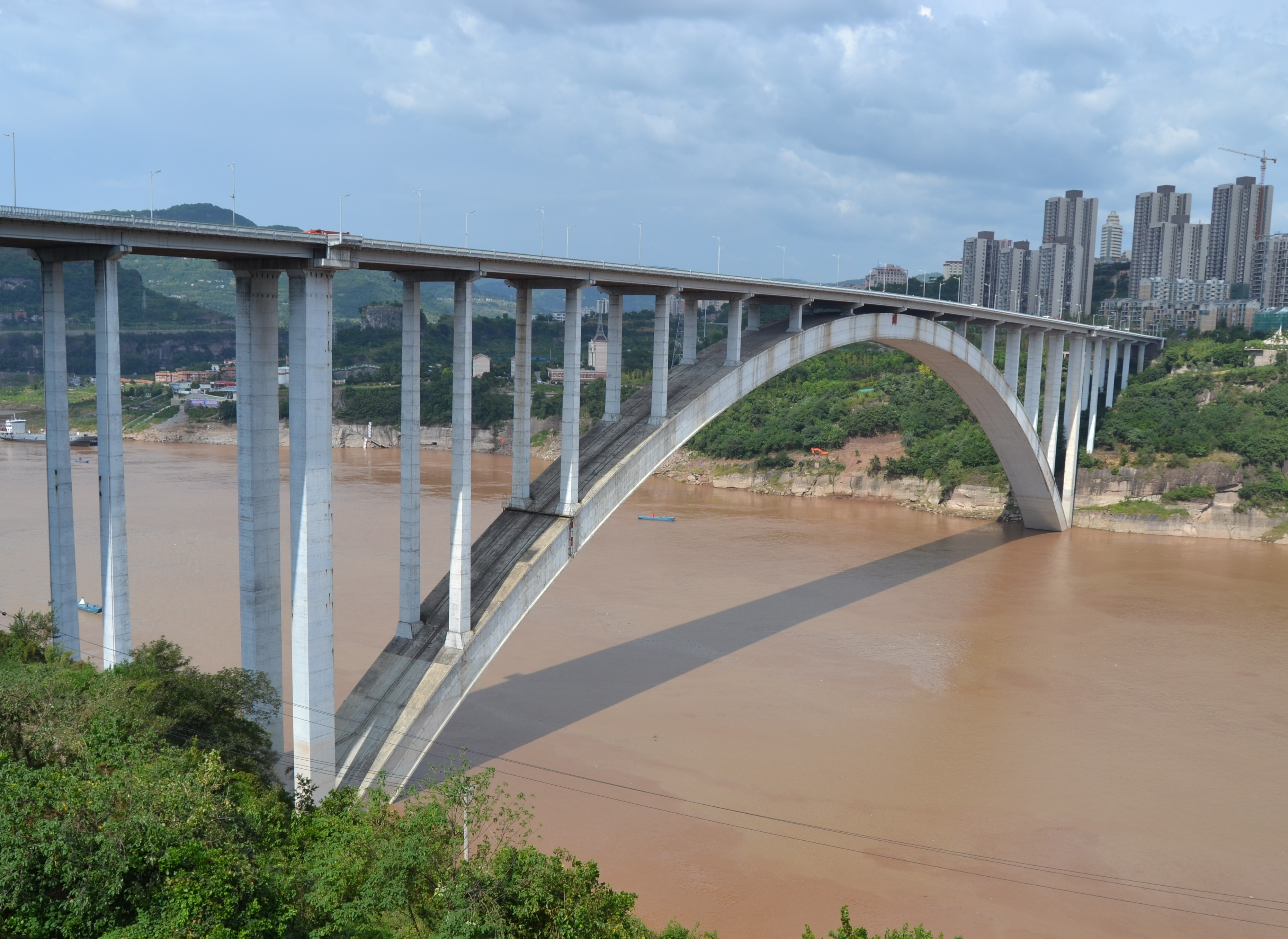
Le pont de Wanxian.

### Ponts inscrits ou classés
Certains ouvrages présentant un grand intérêt historique, artistique et architectural sont protégés soit au niveau international soit au niveau national pour certains pays.

#### Patrimoine mondial
La liste du patrimoine mondial est établie par le Comité du patrimoine mondial de l’Organisation des Nations unies pour l'éducation, la science et la culture (UNESCO). Le but du programme est de cataloguer, nommer, et conserver les sites dits culturels ou naturels d’importance pour l’héritage commun de l’humanité. Le programme fut fondé avec la Convention concernant la protection de l’héritage culturel et naturel mondial, qui fut adoptée à la conférence générale de l’UNESCO le 16 novembre 1972. 186 États membres ont ratifié la convention (avril 2009). En 2018, cette liste du patrimoine mondial comporte 1 092 biens mais peu de ponts y sont inscrits. La Bosnie-Herzégovine possède deux sites : le pont Mehmed Pacha Sokolovic de Višegrad (2007) et le quartier du Vieux pont de la vieille ville de Mostar (2005). En Espagne, est inscrit le Pont de Biscaye (2006). En France, deux ouvrages sont inscrits : le pont du Gard et le pont d'Avignon. Au Royaume-Uni est inscrit le pont-canal de Pontcysyllte (2009).

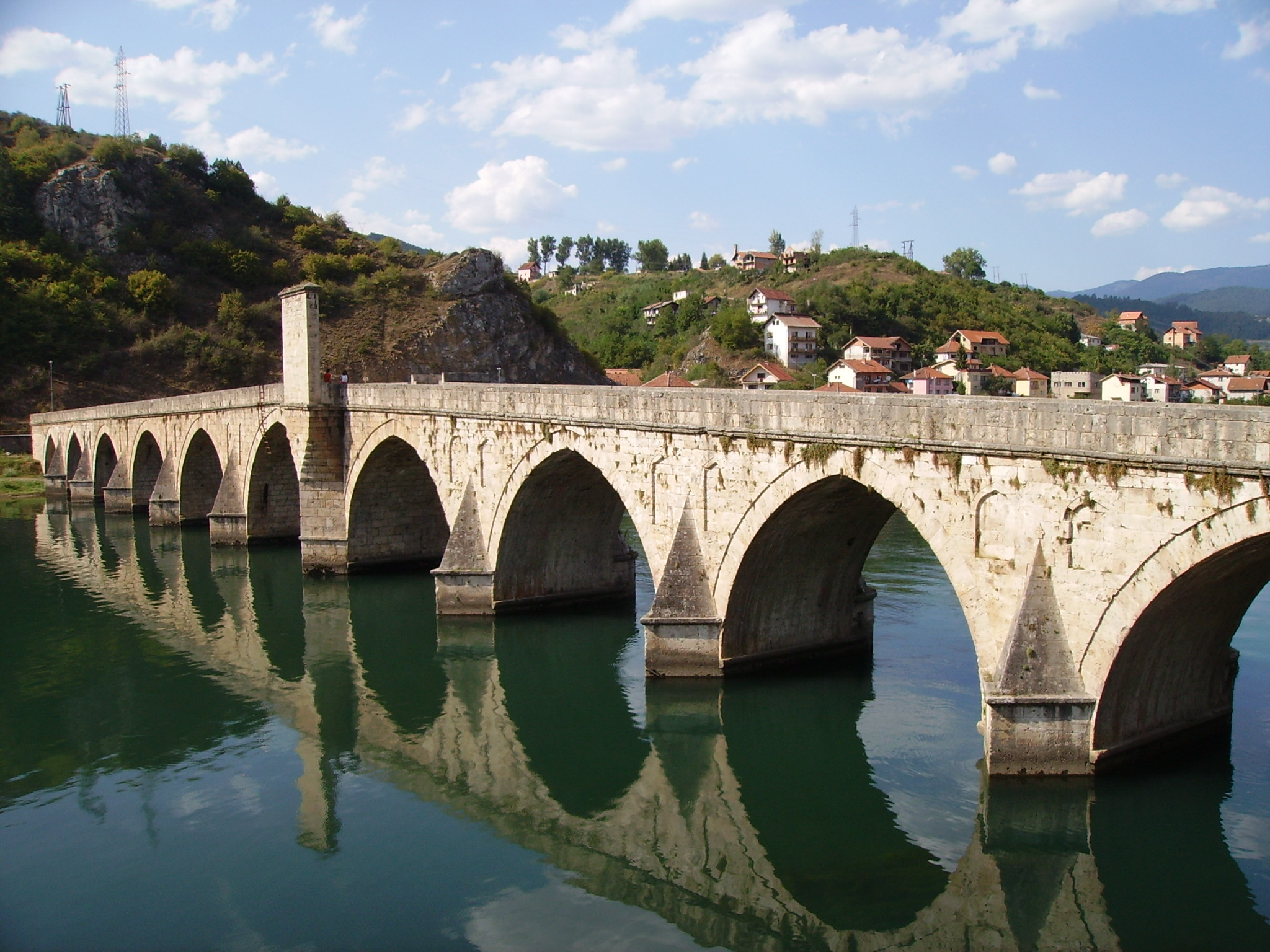
Le pont Mehmed Pacha Sokolović de Višegrad.
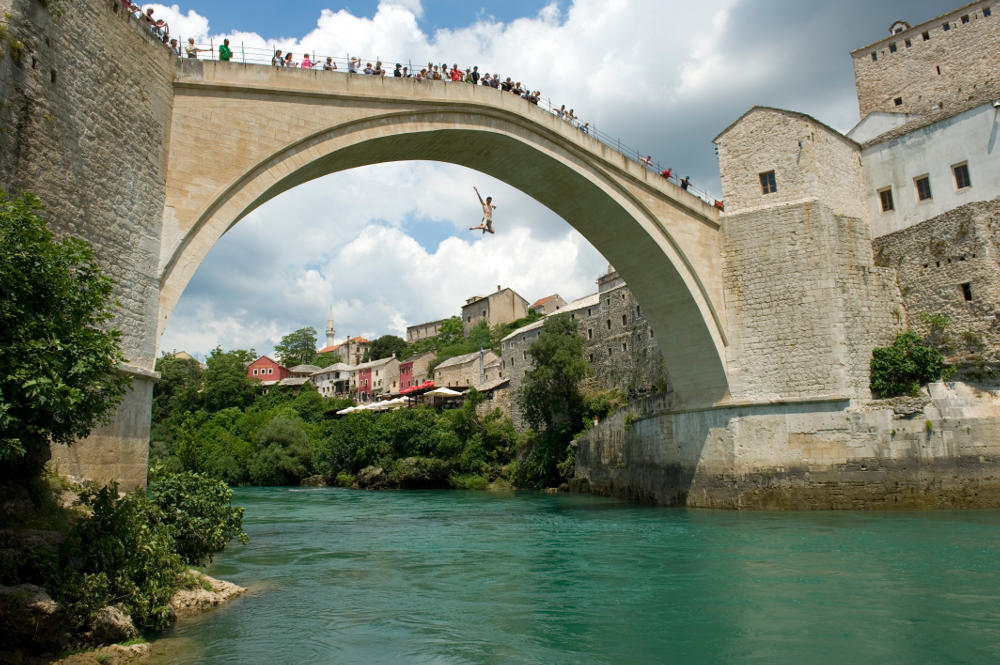
Le Vieux pont de Mostar.
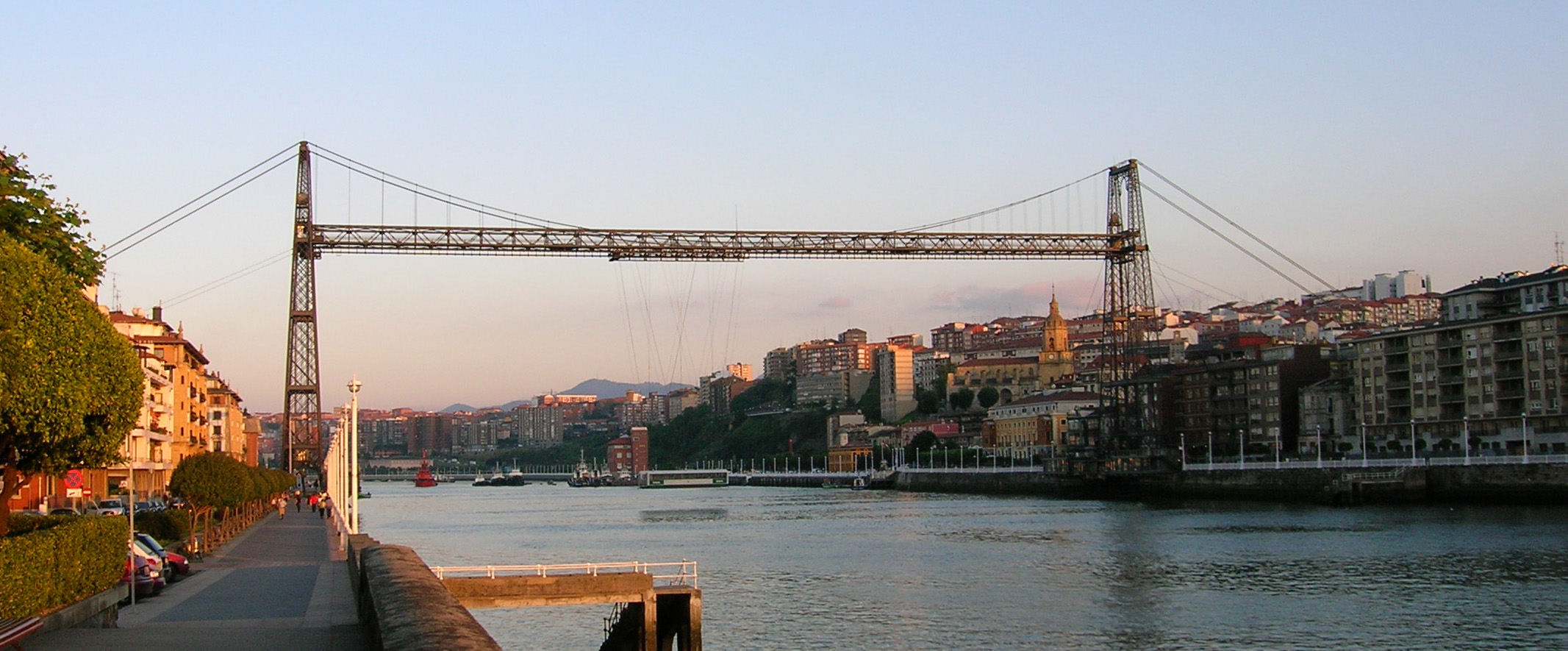
Le pont de Biscaye.
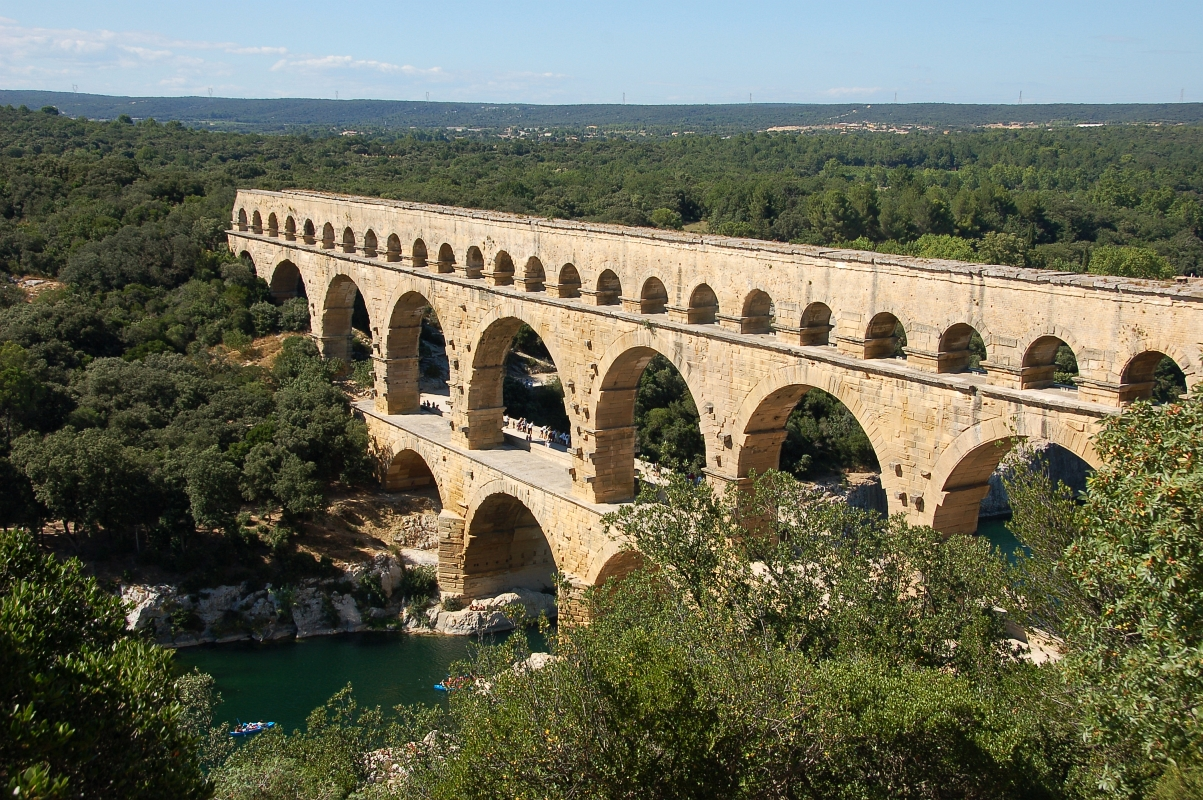
Le pont du Gard.
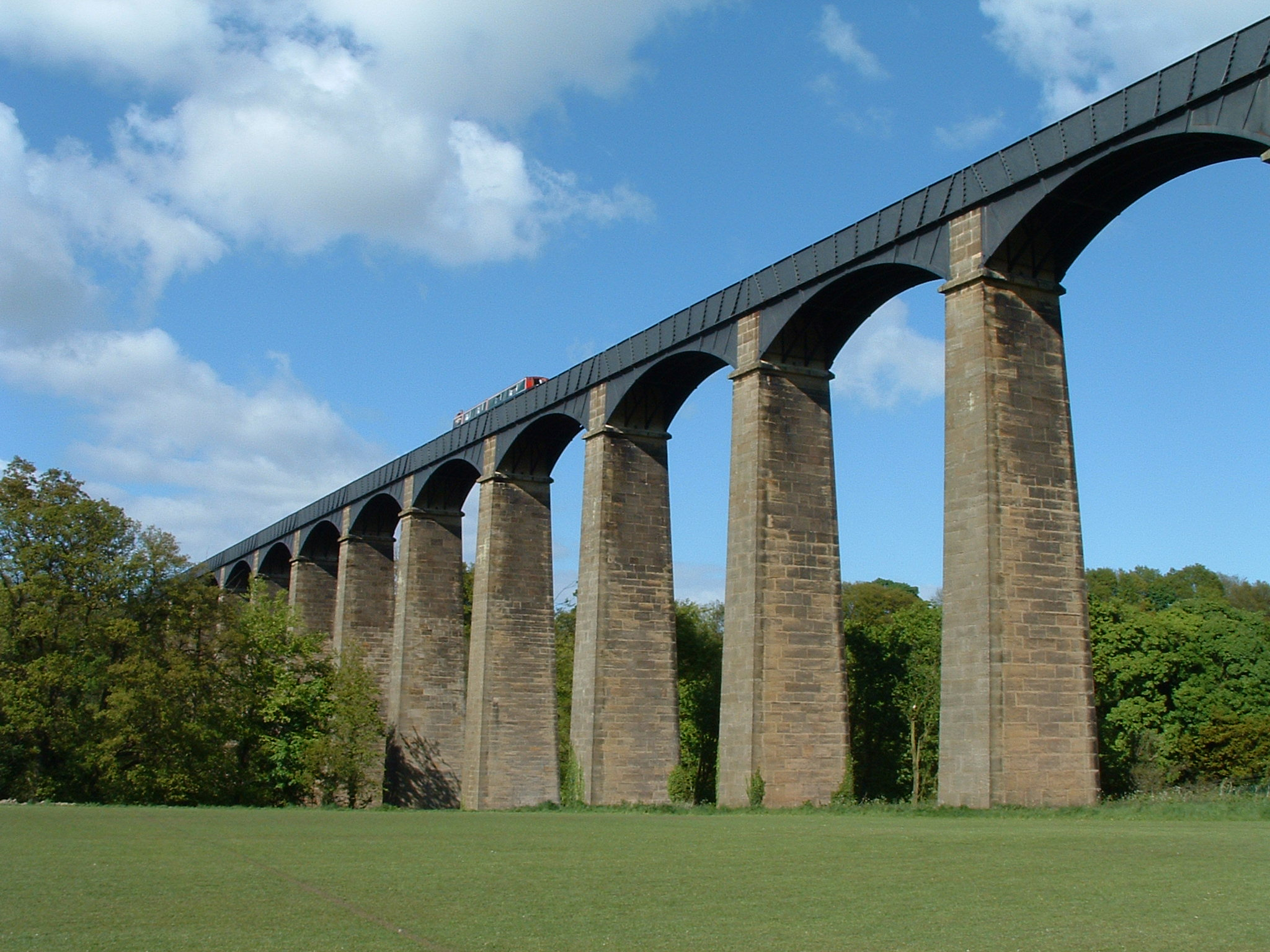
Le pont-canal de Pontcysyllte.

#### Patrimoine des États-Unis
Le patrimoine historique américain, protégé par la loi dite National Historic Preservation Act promulguée en 1966, est destiné à inventorier les lieux intéressants. Aujourd'hui, des dizaines de milliers de lieux sont classés aux États-Unis. Il existe trois niveaux de classement : l'inscription simple au Registre national des lieux historiques qui interdit la destruction de l'édifice et offre des subventions locales pour l'entretien du bâtiment, le patrimoine reconnu d'importance national qui est aussi inscrit au National Register of Historic Places et bénéficie de subventions fédérales et le National Historic Landmark qui concerne 2 500 édifices importants comme les capitoles, les musées, les résidences des gouverneurs, etc. Le Brooklyn Bridge (New York) est ainsi inscrit au titre de cette liste.

#### Patrimoine national français
Parmi 42 000 monuments, 939 ponts sont classés monument historique dans la base Mérimée par le ministère de la Culture de la France, direction de l'Architecture et du Patrimoine.

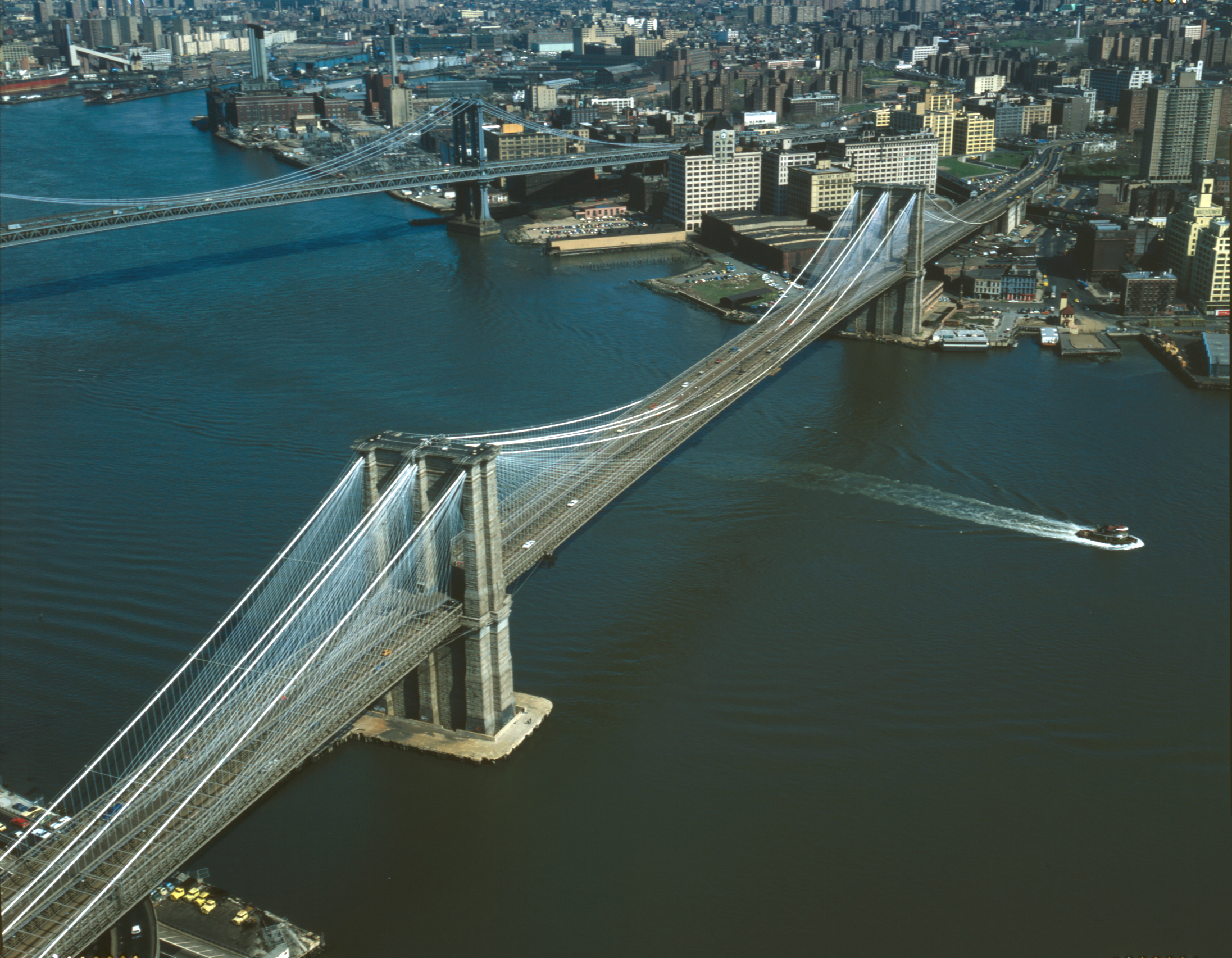
Le pont de Brooklyn à New York.
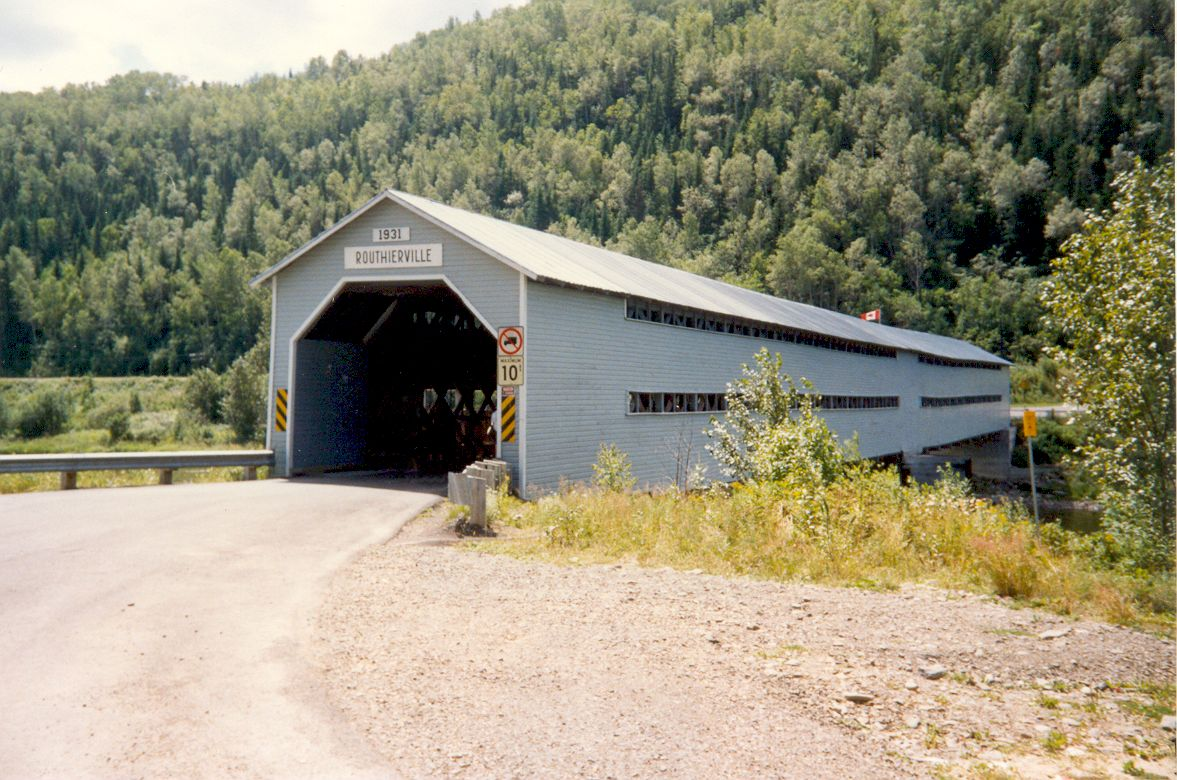
Le pont de Routhierville au Québec.
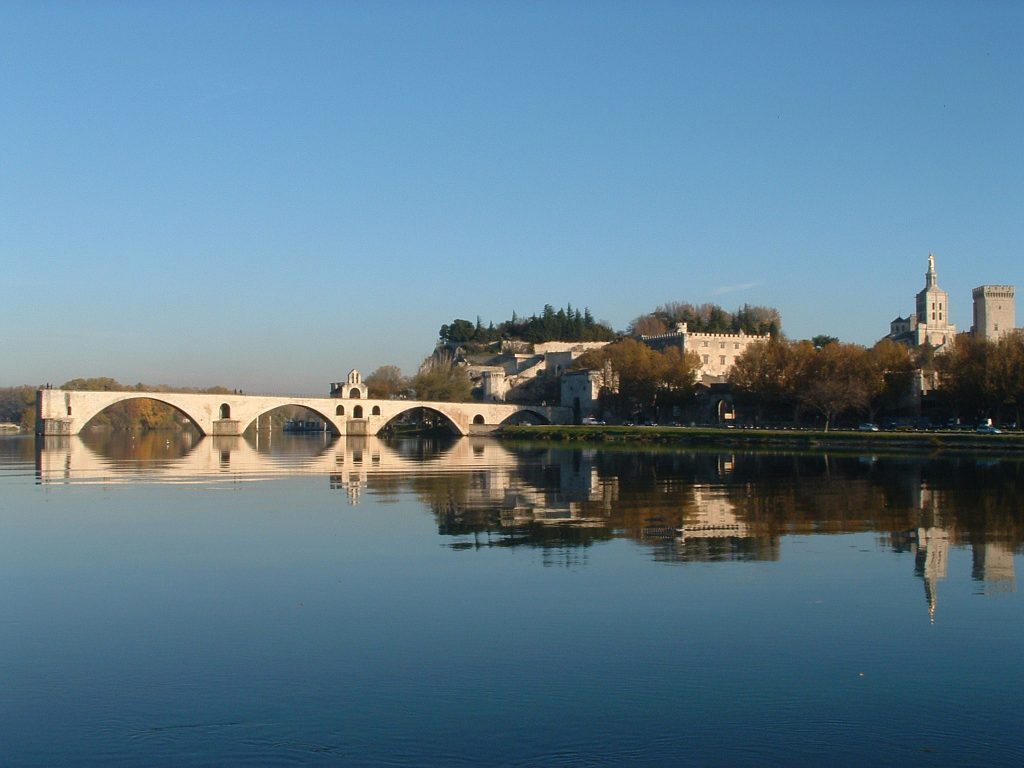
Le pont d'Avignon en France.
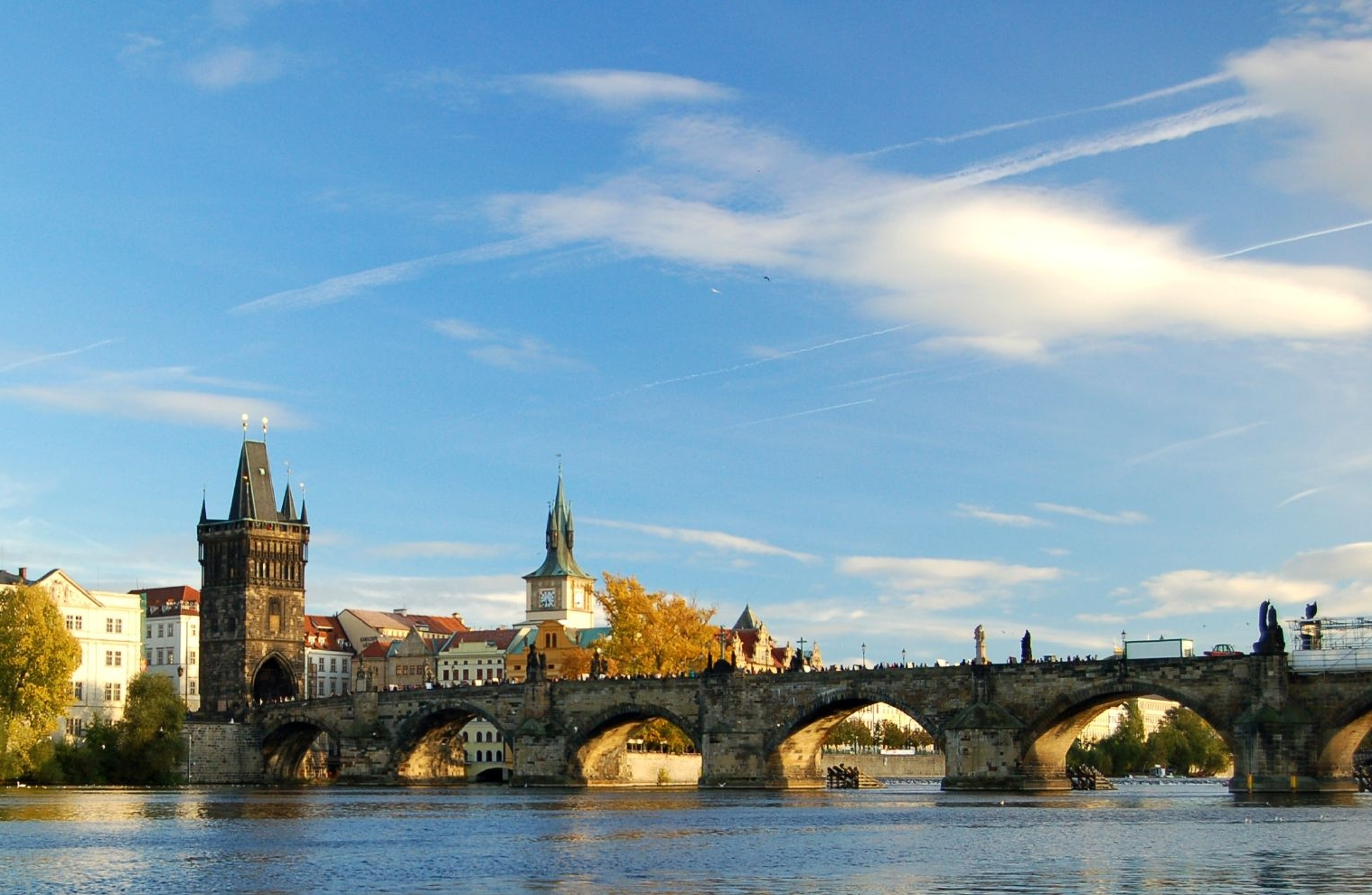
Le pont Charles en République tchèque.
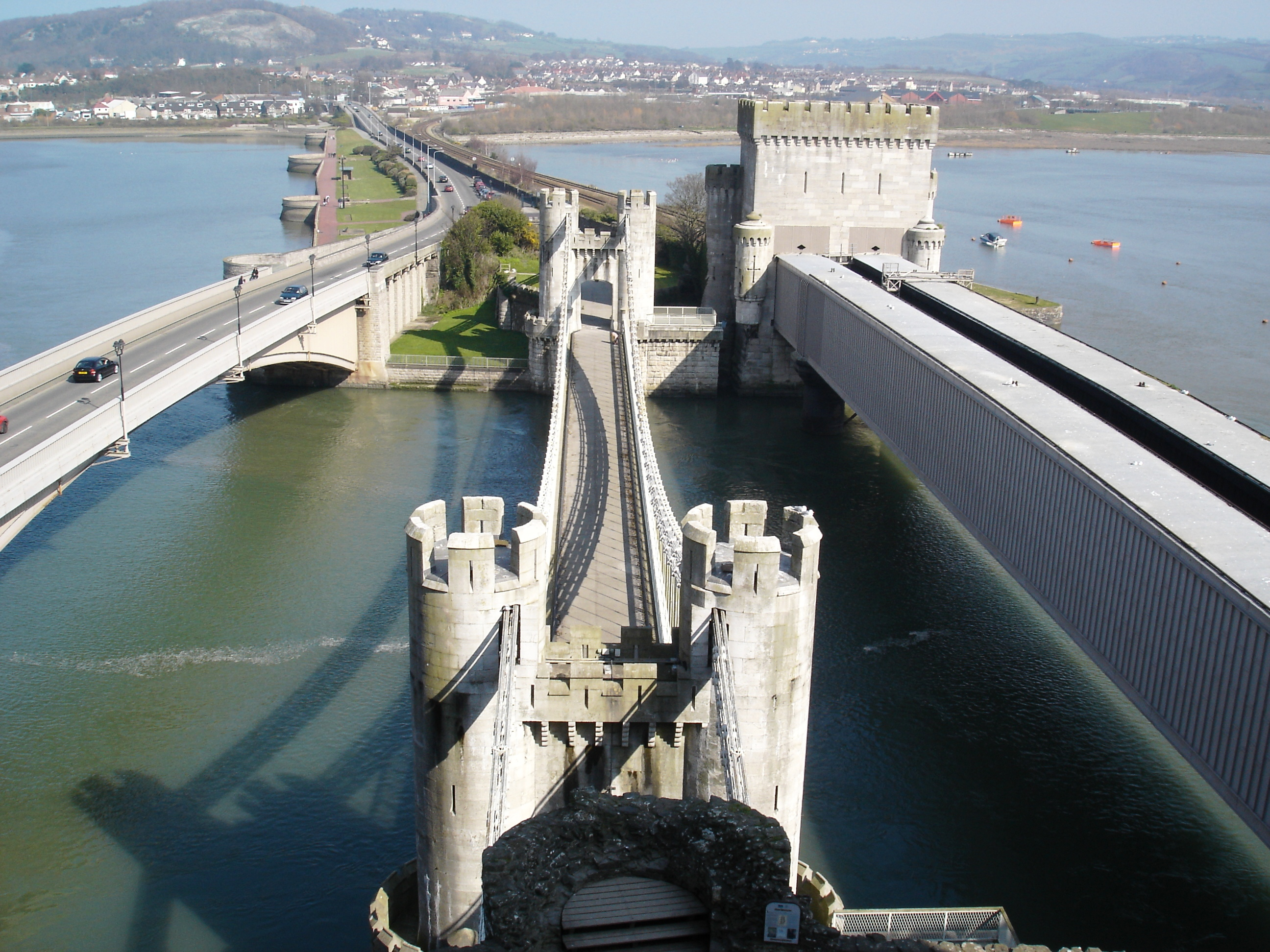
Le pont suspendu de Conwy au Royaume-Uni.

## Archéologie du pont
Les chantiers d'entretien ou de reconstruction des ponts anciens sont l'occasion d'étudier des vestiges archéologiques autour d'eux, d'où l'intérêt de l'archéologie du pont. « Sur le plan historique, d'abord, le pont, son existence et sa vie, accompagnent de façon indissociable l'histoire des villes et du territoire : au point que, dans la majorité des cas, les historiens se perdent en conjectures sur celui, qui du pont ou de la ville, a donné naissance à l'autre ; au point aussi que l'on hésite le plus souvent, dans le cadre de l'histoire des relations économiques, à conclure si et l'itinéraire aménagés ont engendré des circuits économiques, ou l'inverse exactement ».

## Dans les arts

### Peinture

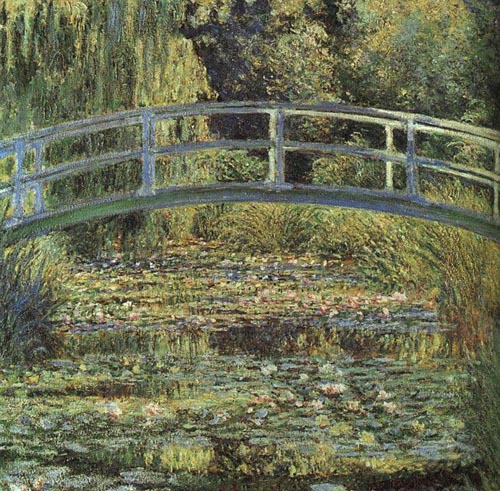
Nymphéas, harmonie verte peint en 1899 par Claude Monet.

Outre l'aspect pratique des ponts, l'élégance et la renommée qu'évoquent ces ouvrages ont été sources d'inspiration de nombreux artistes peintres au fil du temps et aux quatre coins du monde. Leurs architectures particulières, souvent complexes et les nombreux matériaux utilisés donnent lieu à des jeux de lumières qu'ont su capter les peintres.
On retrouve beaucoup de représentations de ponts dans le courant impressionniste qui tente de nous faire part d'émotions ressenties au travers d'éléments de la vie quotidienne, des artistes comme Claude Monet, Vincent van Gogh ou William Turner, grandes figures de ce courant artistique ont peint de nombreuses toiles comportant des ponts. On peut citer comme exemple le tableau de Claude Monnet Nymphéas, harmonie verte, inspiré de son jardin à Giverny, qui présente une passerelle nommée pont japonais enjambant un ruisseau couvert de nénuphards, et qui révèle la sérénité et toute la quiétude de ce jardin d'eau,. Camille Pissarro puis Paul Cézanne retracèrent des scènes de vie autour des ponts, dans des paysages ruraux ou urbains comme Le Pont Boieldieu à Rouen.
Dans le même registre, des artistes désormais célèbres tels que Hokusai ou Hiroshige peignirent de nombreux ponts lors de leurs voyages. Si certains ouvrages font partie intégrante de paysages remarquables, ces peintres n'y ont pas fait abstraction et ne cachaient pas leur admiration pour ces constructions. Ainsi, Hiroshige réalisa une collection importante d'œuvres comportant des ponts pittoresques durant ses déplacements au Japon, avec notamment la série des cinquante-trois Stations du Tōkaidō.
Les ponts de la ville de Venise du XVIIIe siècle furent immortalisés par Canaletto au travers des panoramas de canaux qui ont largement contribué à sa renommée. Il montrait une représentation beaucoup plus fidèle de la perspective que ses confrères cités précédemment et gardait un souci du détail, visible dans une majeure partie de ses œuvres, propre au courant baroque. Il fit de même en Angleterre avec de nombreuses toiles des ponts de Londres, où son talent fut beaucoup apprécié.

### Philatélie
Fidèle représentante de lieux et d'époques, la philatélie n'a pas négligé la thématique des ponts et viaducs, qui offre une forte symbolique autour de la réunion des hommes, s'accordant parfaitement avec l'idée de voyage qu'inspirent les timbres. Les timbres, au même titre que les cartes postales, ont véhiculé des illustrations et des photographies représentant non seulement certains ouvrages, mais aussi des paysages, des villes célèbres. La simple évocation d'un de ces ouvrages évoque irrémédiablement la ville dans laquelle il se situe, les timbres contribuent à la connaissance et à la renommée de certains lieux à travers le monde.
L'image du pont peut également être allégorique et servir pour des timbres à portées commémoratives. Un timbre relatant la réunification des peuples d'Allemagne de l'Est et de l'Ouest, symbolisé par un arc aux couleurs du drapeau allemand accolé à des schémas de ponts, fut publié après la chute du mur de Berlin.

### Numismatique

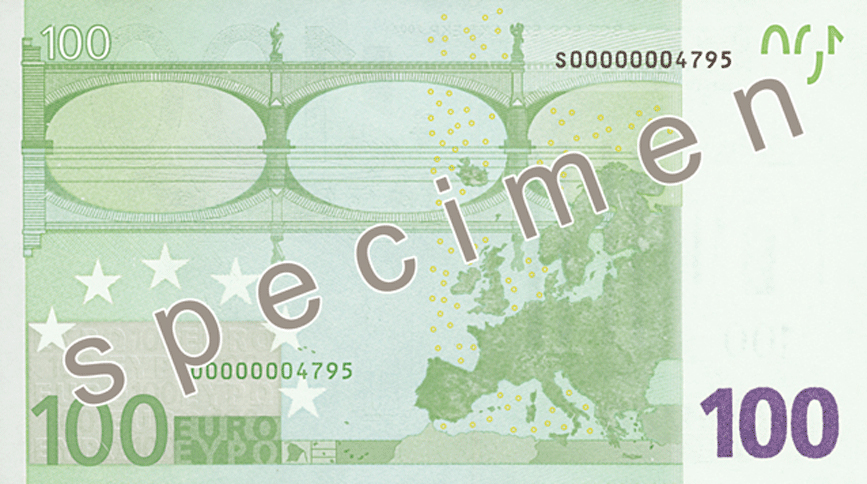
Un pont typique de l'art baroque représenté sur le billet de 100 euros.

Le thème des ponts en numismatique est présenté sur les pièces de monnaie et les billets de banque, souvent associés à des personnages, des paysages typiques ou des inventions essentielles. L'évolution architecturale européenne est représentée sur les billets de banque en euro à travers le développement des portes, portails et fenêtres, symbolisant l'ouverture au recto, ainsi que des progrès réalisés au fil des siècles dans le domaine des ponts au verso, incarnant la réunification des européens. Les différents types de ponts schématisés symbolisent les sept grands styles de construction survenus au cours de l'histoire culturelle européenne, des plus anciens aux plus récents selon la valeur des billets, sans toutefois représenter des ouvrages en particulier mais seulement des familles d'ouvrages, dans l'intention d'éviter de futures querelles sur la prééminence d'un état sur la monnaie commune et dans un souci de neutralité.
Le billet de 5 euros montre un aqueduc antique, typique de l'architecture de l'Empire romain et le billet de 10 euros présente un pont en pierre de style roman avec voûtes en arc de cercle et avant-bec. L'art gothique et le développement de la voûte en ogive en Occident sont représentés sur le billet de 20 euros, on peut remarquer des meurtrières au niveau des avant-becs des piles. Le billet de 50 euros symbolise la renaissance avec une voûte en anse de panier, puis les formes s'affinent et les styles architecturaux se perfectionnent avec une autre voûte en anse de panier, typique du XVIIIe siècle et du XIXe siècle, à l'arrivée de l'art baroque sur le billet de 100 euros. Le billet de 200 euros marque l'âge industriel et le début de l'art nouveau avec un pont en arc métallique à travée unique, et enfin le billet de 500 euros est composé d'un pont à haubans du XXe siècle, incarnant les nouvelles techniques de construction contemporaines.

## Symbolisme du pont

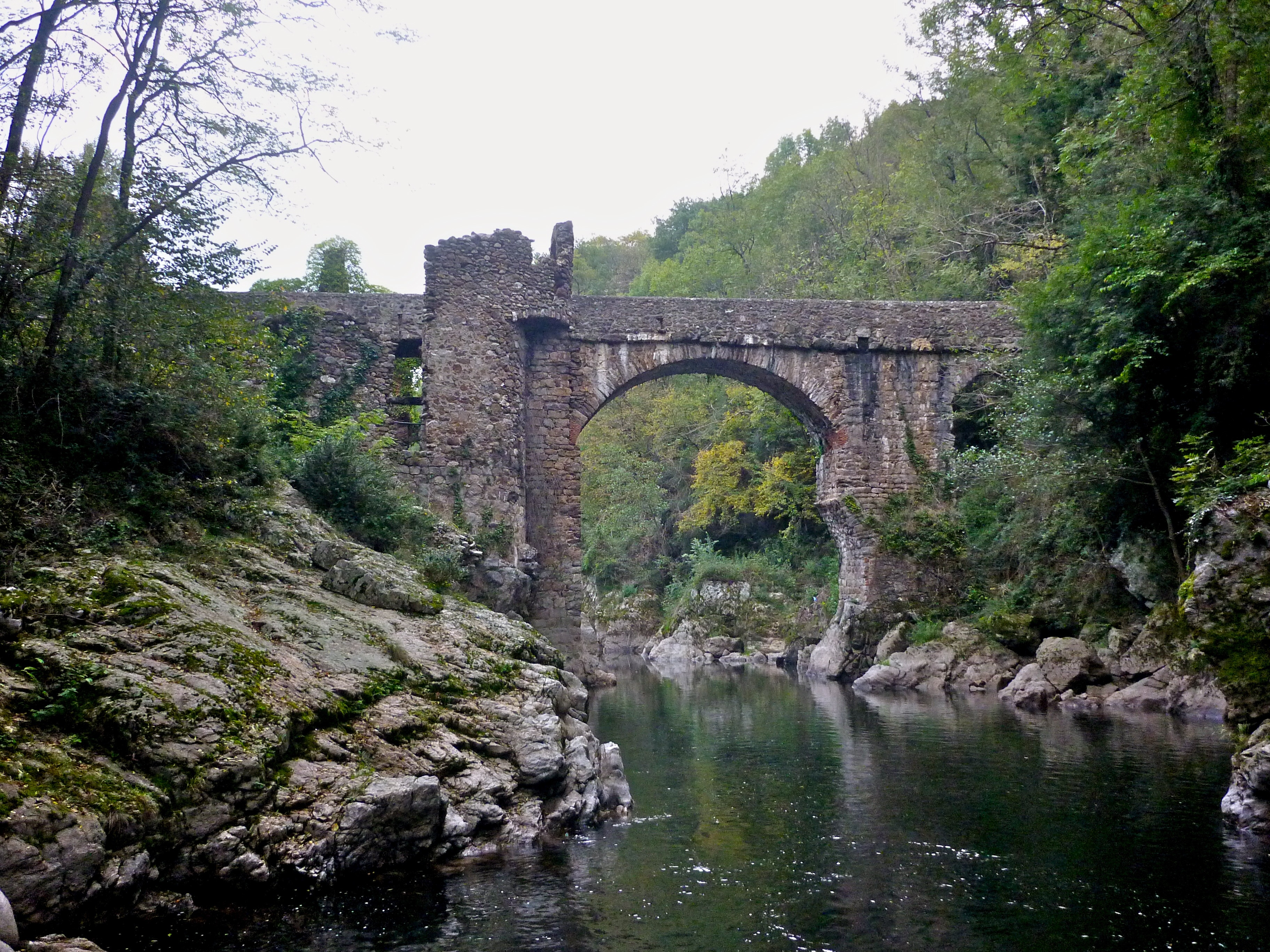
Pont du Diable (Garrabet-Ariège), sa construction aurait fait intervenir le diable. De nombreux autres existent.

Le pont, en tant que symbole, apparaît d’abord dans les mythologies et religions comme représentant un passage vers l’Au-delà. Cette représentation prend sa source dans la mythologie iranienne. Le pont de Cinvat, ou de Tchinoud, est un pont lumineux qui surplombe la porte de l’Enfer et que toutes les âmes doivent franchir. Le pont Sirat de la religion musulmane est aussi un pont franchissant les enfers par lequel toutes les âmes doivent passer pour atteindre l’Au-delà.
Dans la mythologie nordique, le pont prend l’aspect d’un arc-en-ciel, Bifröst, qui fait office de pont entre la Terre (Midgard) et le Ciel (la ville-forteresse des Dieux : Ásgard). Dans la religion chrétienne enfin, le pont est associé au Purgatoire.
Au-delà de l’épreuve du passage de la vie à la mort, le pont symbolise dans de nombreuses légendes et dans la littérature différentes épreuves ou divers passages de la vie. C’est en particulier le cas dans la légende arthurienne. Le Pont sous l’Eau, le Pont de l’Épée ou les neuf ponts pour atteindre le château du Graal sont autant de mises à l’épreuve pour les héros, où la difficulté dépend souvent de la perception subjective que ces derniers en ont.
Dans la littérature contemporaine, Le Pont sur la Drina, écrit par Ivo Andric et publié en 1945 ou Le Pont de la rivière Kwaï de Pierre Boulle, paru en 1952 mettent en scène un pont autour duquel se déroulent des tranches de vies et d’histoire. Les aventures d’Indiana Jones constituent également une épopée où le franchissement d’un pont constitue toujours une épreuve.
Dans l’imaginaire de l’ancien Japon, le pont représente plutôt un espace-frontière. Enfin en psychanalyse et selon Ferenczi et Freud, si l’eau représente la mère, le pont, membre viril, devient le passage de l’Au-delà (l’état où on n’est pas encore né, le corps maternel) à la vie, puis inversement un retour à la mort.

## Étymologie et locutions dérivées
L'étymologie du mot pont est clairement identifiée. Ce mot est issu d'une racine indo-européenne *pent- qui signifiait « voie de passage, chemin ». En grec, la forme patos, signifiait « le chemin ». Puis, en latin, la forme pons, pontis avait le sens du français actuel. C'est en fait la forme à l'accusatif pontem, qui a donné pont en français.
Pour les langues germaniques, l'étymologie des noms actuels Brücke (allemand) et bridge (anglais) est plus difficile à clarifier. Les linguistes pensent trouver l’origine dans une racine celtico-germano-slave signifiant le tronc d'arbre, le madrier. Le pont originel étant un simple tronc d’arbre et les premiers ponts étant en bois semblant les fondements de cette origine.
Les locutions associées au mot pont sont nombreuses. Elles apparaissent dès les origines de la langue. Deux grandes périodes marquent leur développement : à l’époque classique, au XVIIe siècle, et à l’époque moderne, au XIXe siècle. Toutefois la plupart de ces locutions sont aujourd’hui vieillies, voire désuètes. Rares sont celles qui semblent relever d’un usage qui n’ait pas trop perdu pour être compris. Certaines ne sont comprises que par certains spécialistes, comme le pont aux ânes par les enseignants de mathématiques, le pont dans la lutte, le petit pont ou le grand pont dans le football. Être sur le pont, utilisé par la génération des années 1950 tend à disparaître. Finir sous les ponts, qui tendait à être oubliée, a retrouvé, à l’inverse, de la vivacité, avec l’augmentation de la précarité sociale. Couper les ponts relève de cette même précarité. Faire le pont est également devenu très courant avec l’augmentation des congés liée à l’aménagement du temps de travail. Par extension d’autres expressions apparaissent comme faire le viaduc.

### Bibliographie

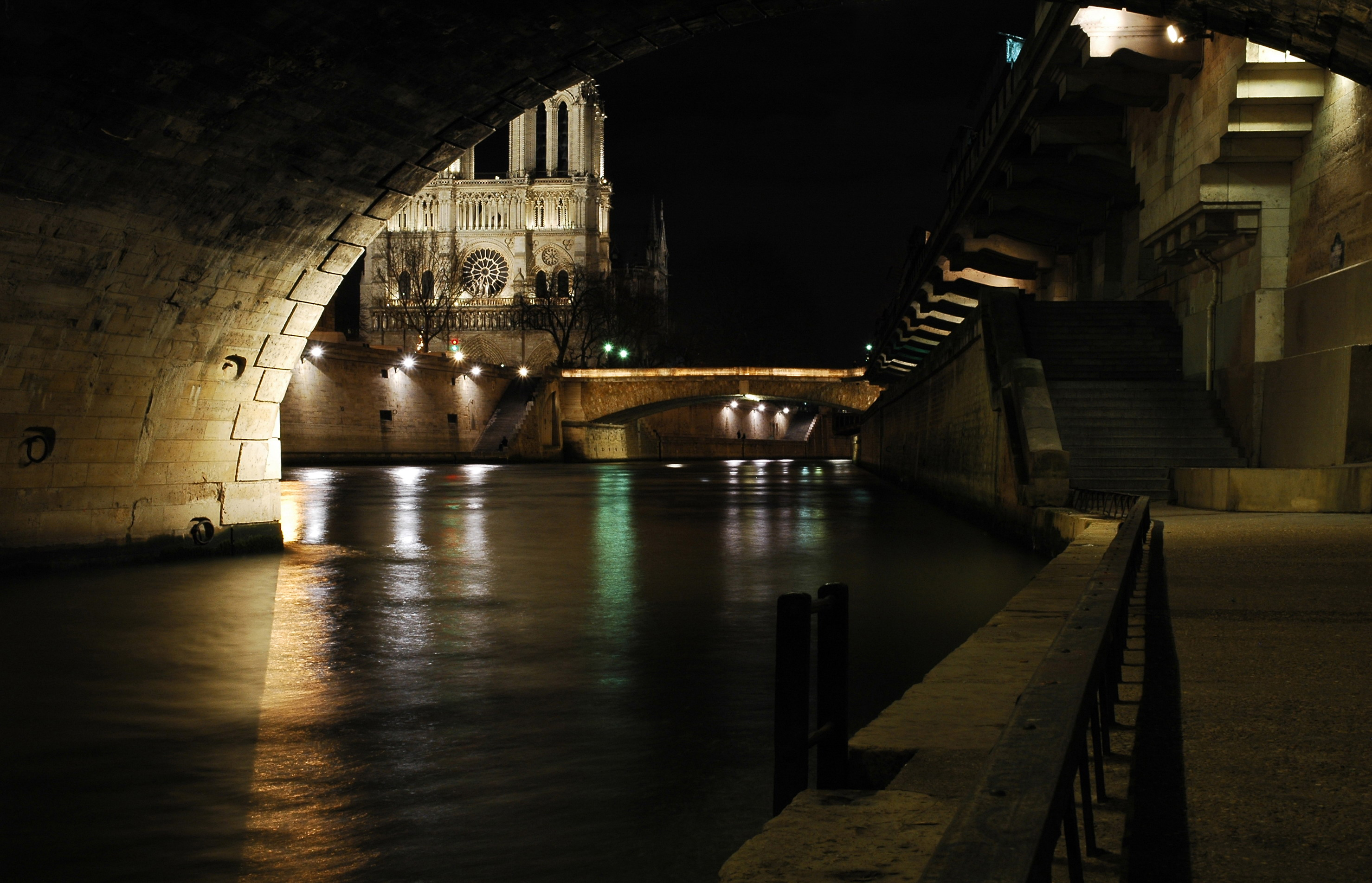
Vue de Notre-Dame de Paris sous le pont Saint-Michel.

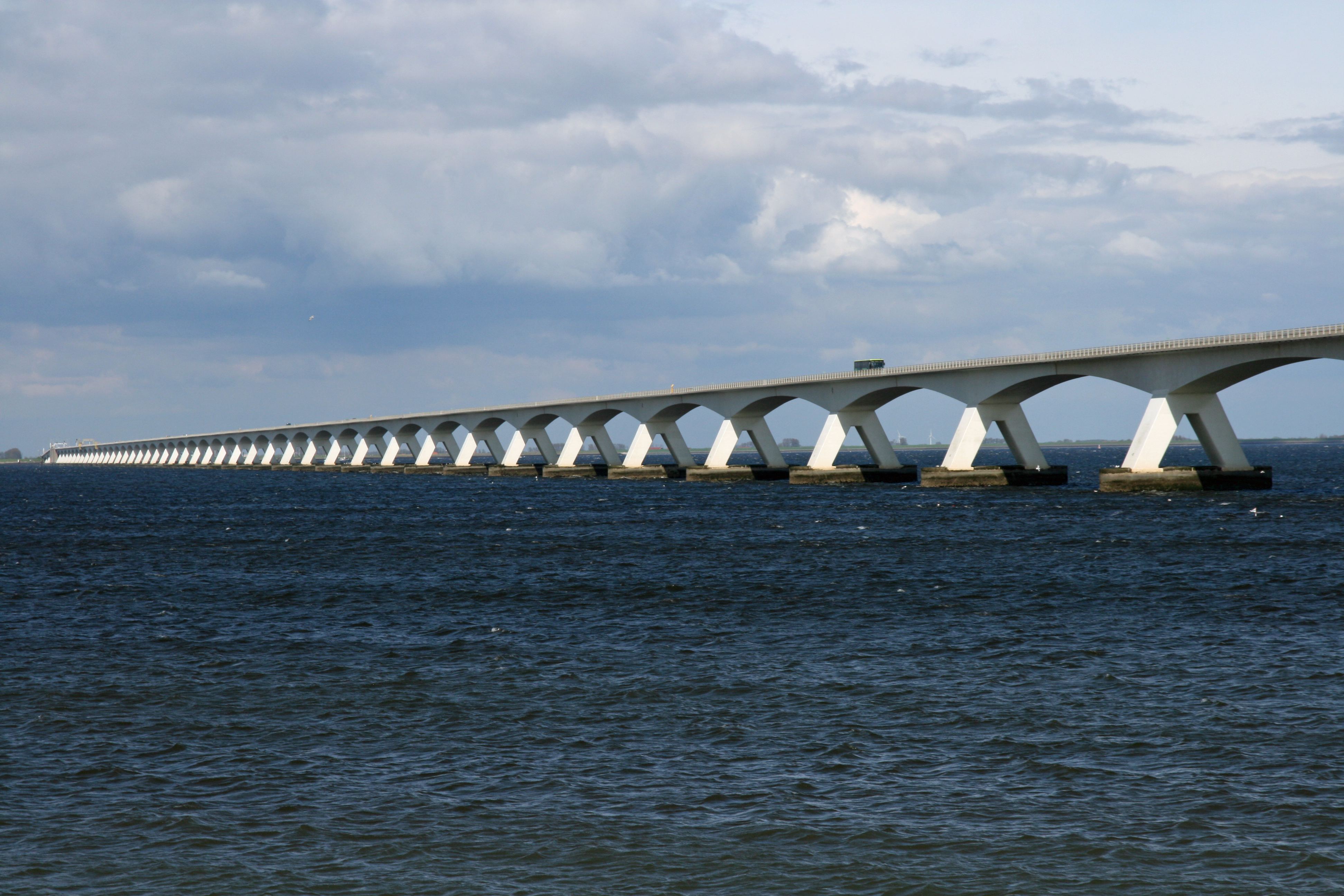
Le pont de Zélande est le plus long des Pays-Bas.